# Espansione del Louvre sotto Napoleone III

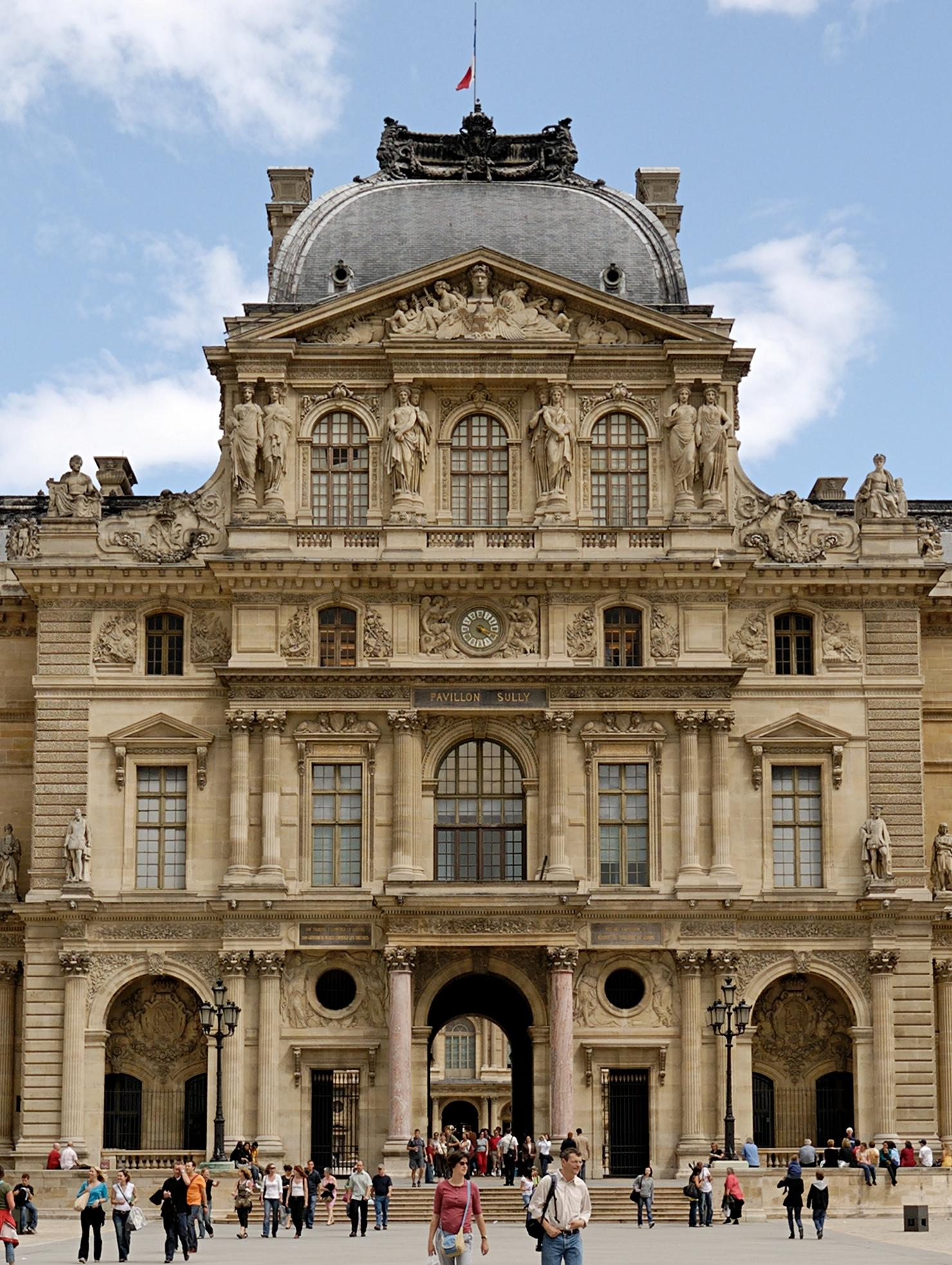
Il pavillon de l'Horloge del Louvre, rifatto negli anni '50 dell'Ottocento sull'estremità est del Nouveau Louvre

L’espansione del Louvre sotto Napoleone III negli anni '50 dell'Ottocento, noto all'epoca come Nouveau Louvre o Louvre di Napoleone III, fu un progetto iconico del secondo impero francese nonché un punto focale della trasformazione di Parigi. Il disegno venne inizialmente predisposto dall'architetto Louis Visconti e, dopo la morte di questi nel 1853, portato avanti con modifiche dall'architetto Hector Lefuel. Esso rappresentò il completamento ideale di un progetto che si protraeva da secoli, il cosiddetto grand dessein ("gran disegno"), di connettere il vecchio Palazzo del Louvre con il Palazzo delle Tuileries a ovest passando per la Cour Carrée. Quando le Tuileries bruciarono in un incendio appiccato nel corso della Comune di Parigi e vennero poi demolite, il nouveau Louvre di Napoleone III divenne il termine est dell' axe historique incentrato sugli Champs-Élysées.
Il progetto venne inizialmente inteso come un complesso per scopi cerimoniali, museali, residenziali, militari ed amministrativi, includendovi quindi anche gli uffici dei ministri di stato. Dal 1993, tutti questi spazi sono entrati in uso al Museo del Louvre.

## Sviluppo del progetto
A seguito della Rivoluzione francese del 1848, il governo provvisorio adottò un decreto per continuare rue de Rivoli ad est e completare l'ala nord del Palazzo del Louvre come già programmato all'epoca di Napoleone. L'architetto Louis Visconti ed il suo allievo Émile Trélat disegnarono delle bozze per il completamento dell'intero palazzo e li presentarono all'Assemblea Legislativa nel 1849. Questi progetti, ad ogni modo, non vennero portati avanti sino a quando il presidente Luigi Napoleone Bonaparte non riuscì a mettere a segno il suo colpo di stato il 2 dicembre del 1851, proclamandosi imperatore col nome di Napoleone III. Per ordine di Napoleone III, il ministro François-Xavier Joseph de Casabianca diede commissione al Visconti di disegnare un nuovo progetto per il Louvre, datato 30 gennaio 1852, e la prima pietra venne posata il 25 luglio di quello stesso anno.
Dopo l'improvvisa morte del Visconti il 29 dicembre 1853, Hector Lefuel, allora architetto del Castello di Fontainebleau, venne nominato a rimpiazzarlo. Lefuel modificò il progetto di Visconti, mantenendone le linee architettoniche di base, ma optando per decorazioni più esuberanti. Le vecchie costruzioni che si trovavano nello spazio centrale compreso tra il Louvre e le Tuileries, tra la Cour Carrée e la place du Carrousel, vennero abbattute. Il progetto venne eseguito sotto la stretta supervisione di Napoleone III che si portò in visita ai lavori in diverse occasioni. Le nuove costruzioni potevano dirsi sostanzialmente concluse entro la metà di agosto del 1857. Il giorno successivo, giorno della festa di San Napoleone, il pubblicò venne invitato per la prima volta ad entrare nella nuova struttura.
Il giovane architetto americano Richard Morris Hunt, che aveva studiato sotto Lefuel all' École des Beaux-Arts, lavorò al progetto del Louvre come architetto tra l'aprile 1854 ed il settembre 1855, affiancandosi all'architetto italiano Marco Treves dal maggio 1854 al settembre 1857. Dopo la laurea di Hunt, Lefuel lo promosse ispettore ai lavori del Louvre e gli permise di disegnare la facciata del Pavillon de la bibliothèque, su rue de Rivoli.

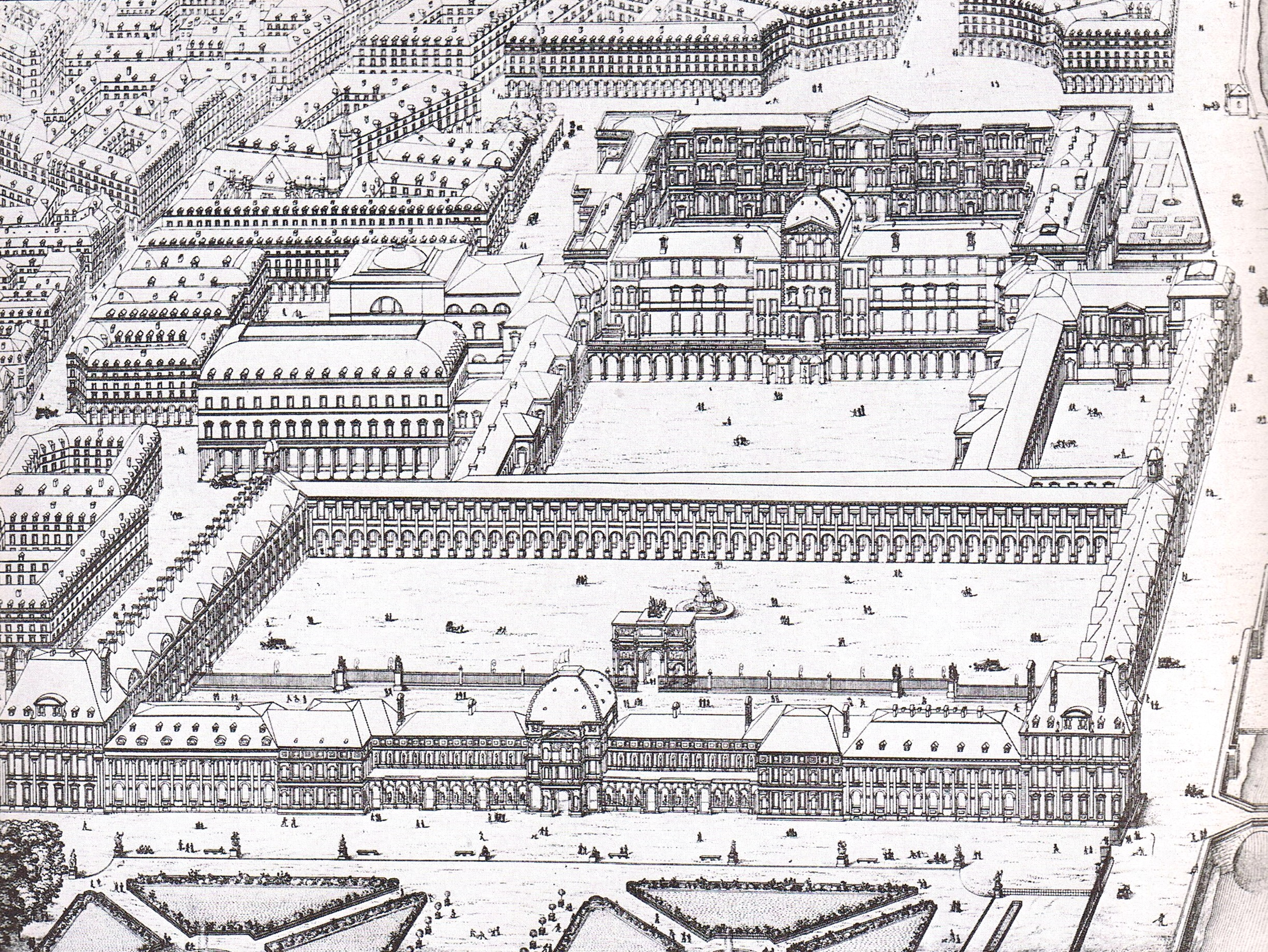
Uno delle molte proposte mai realizzate per il completamento del Louvre, secondo gli architetti Percier e Fontaine (1807 o 1808)
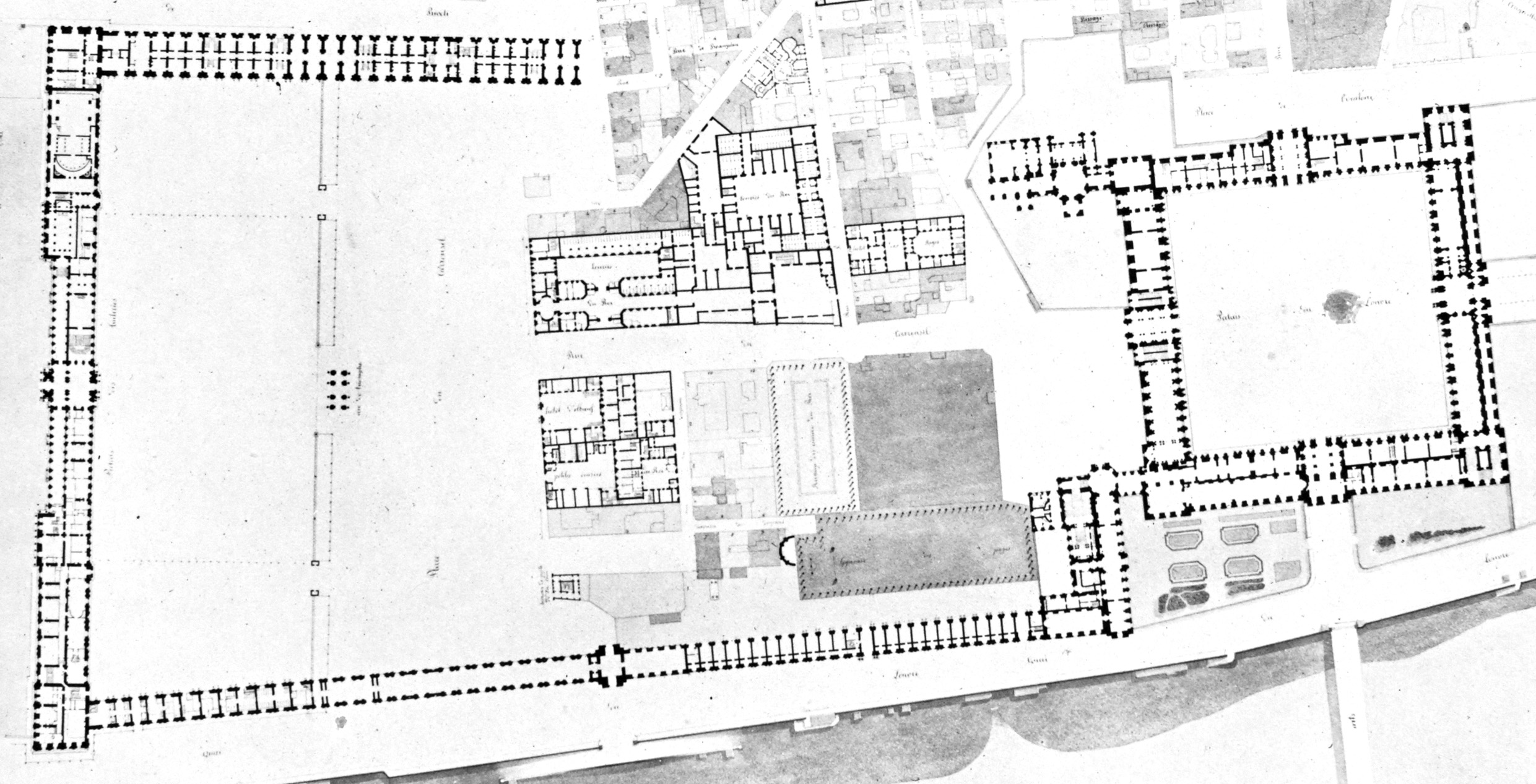
Progetto per i lavori del Louvre di Charles Vasserot. Si noti il gruppo di edifici presenti nell'attuale Cour Napoléon (1830)
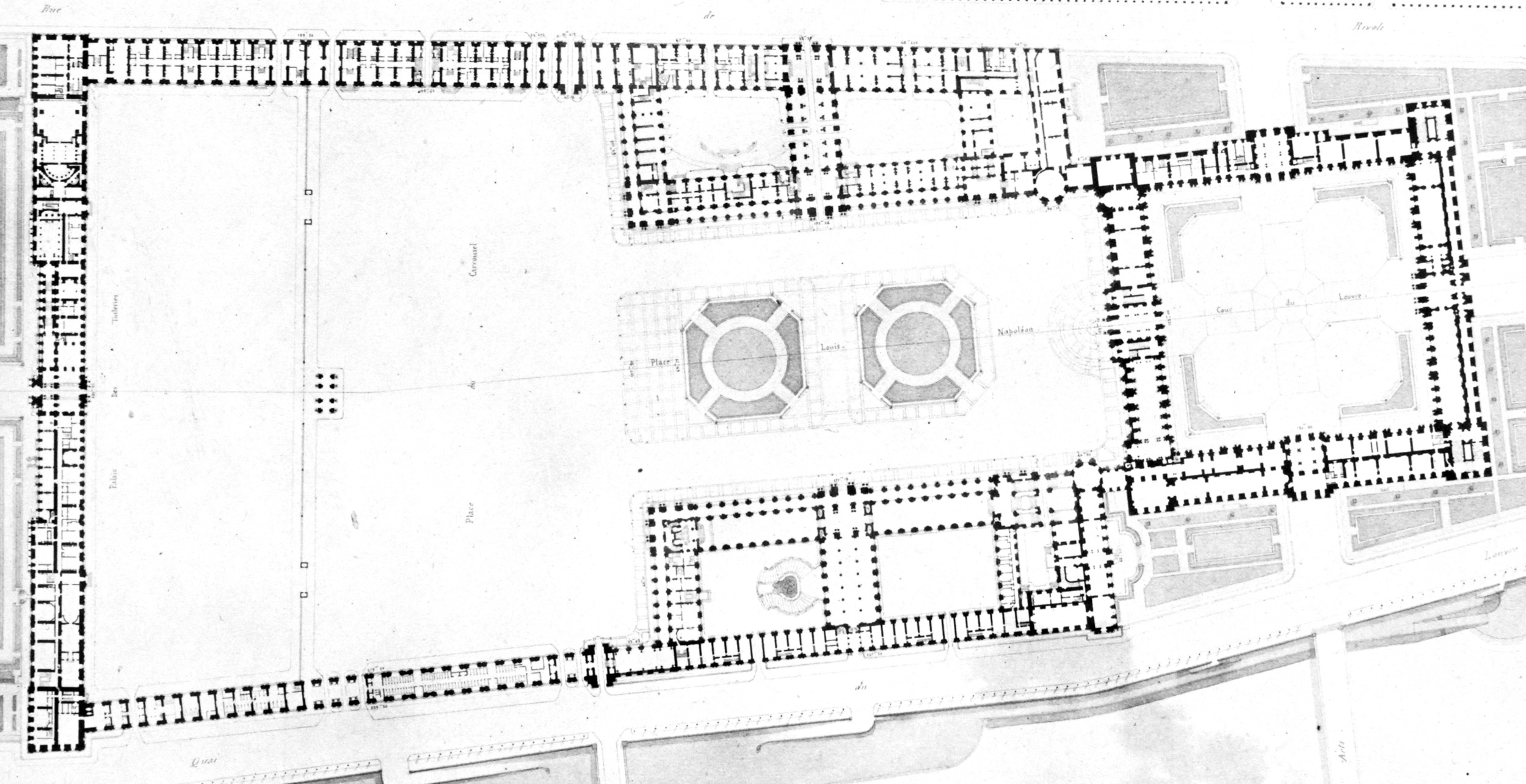
Disegno dell'espansione del Louvre secondo il progetto di Louis Visconti (1853)

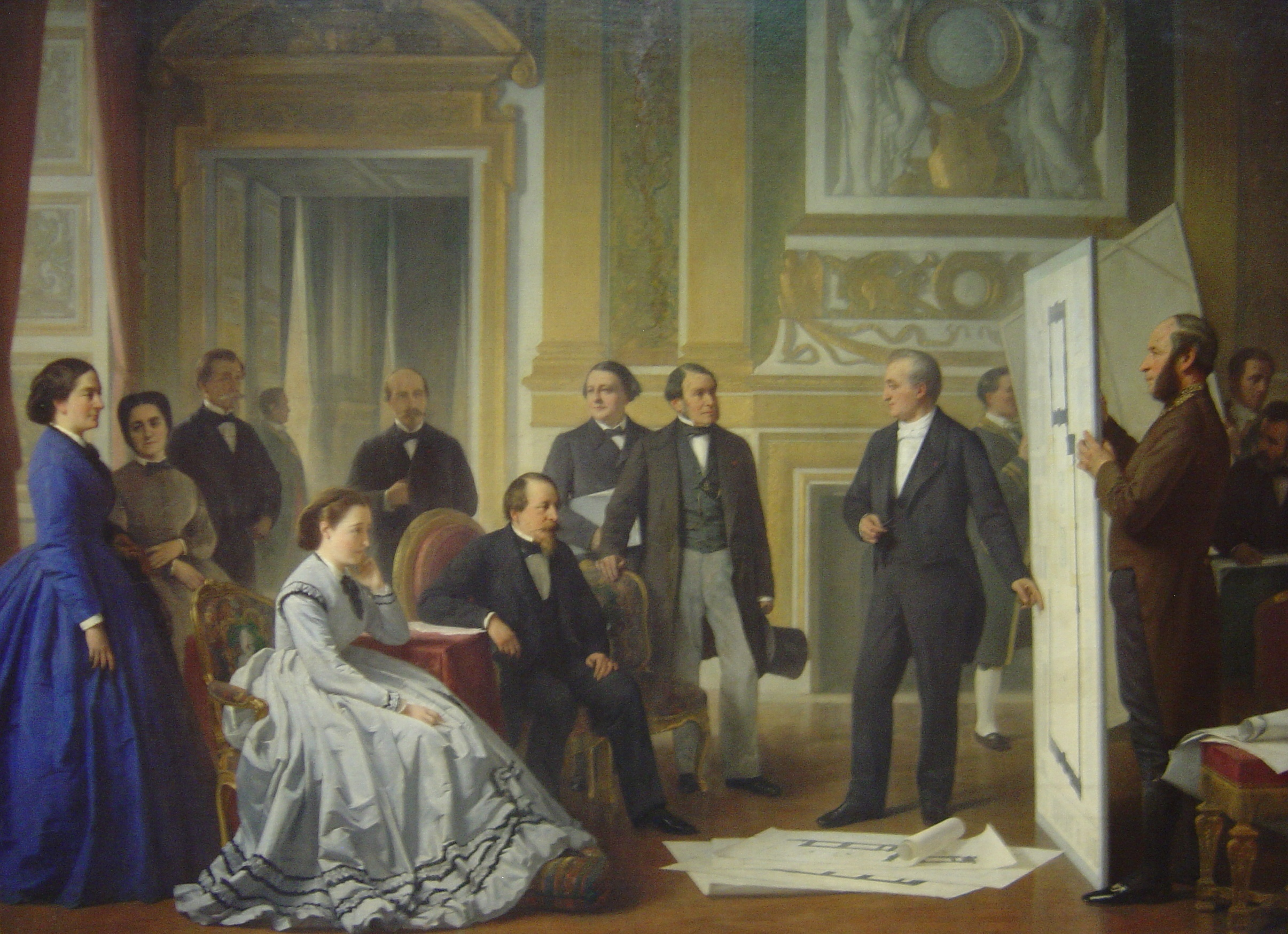
Visconti presenta il progetto del Nuovo Louvre all'imperatore Napoleone III ed all'imperatrice Eugenia nel 1853 alle Tuileries, dipinto di Jean-Baptiste-Ange Tissier (1865)
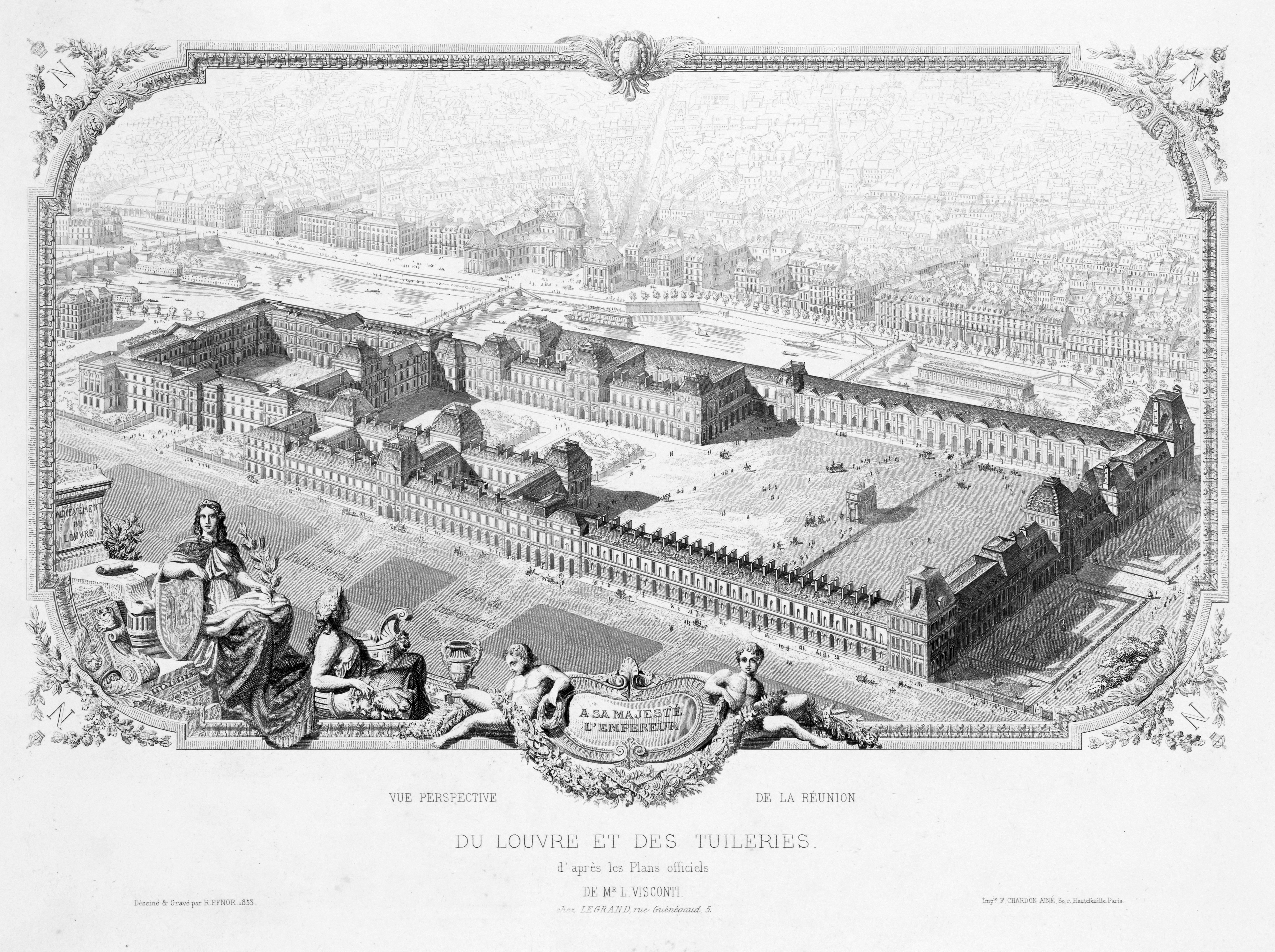
Incisione dedicata "a Sua Maestà l'Imperatore" che mostra il complesso del progetto di Visconti, di Rudolf Pfnor (1853)
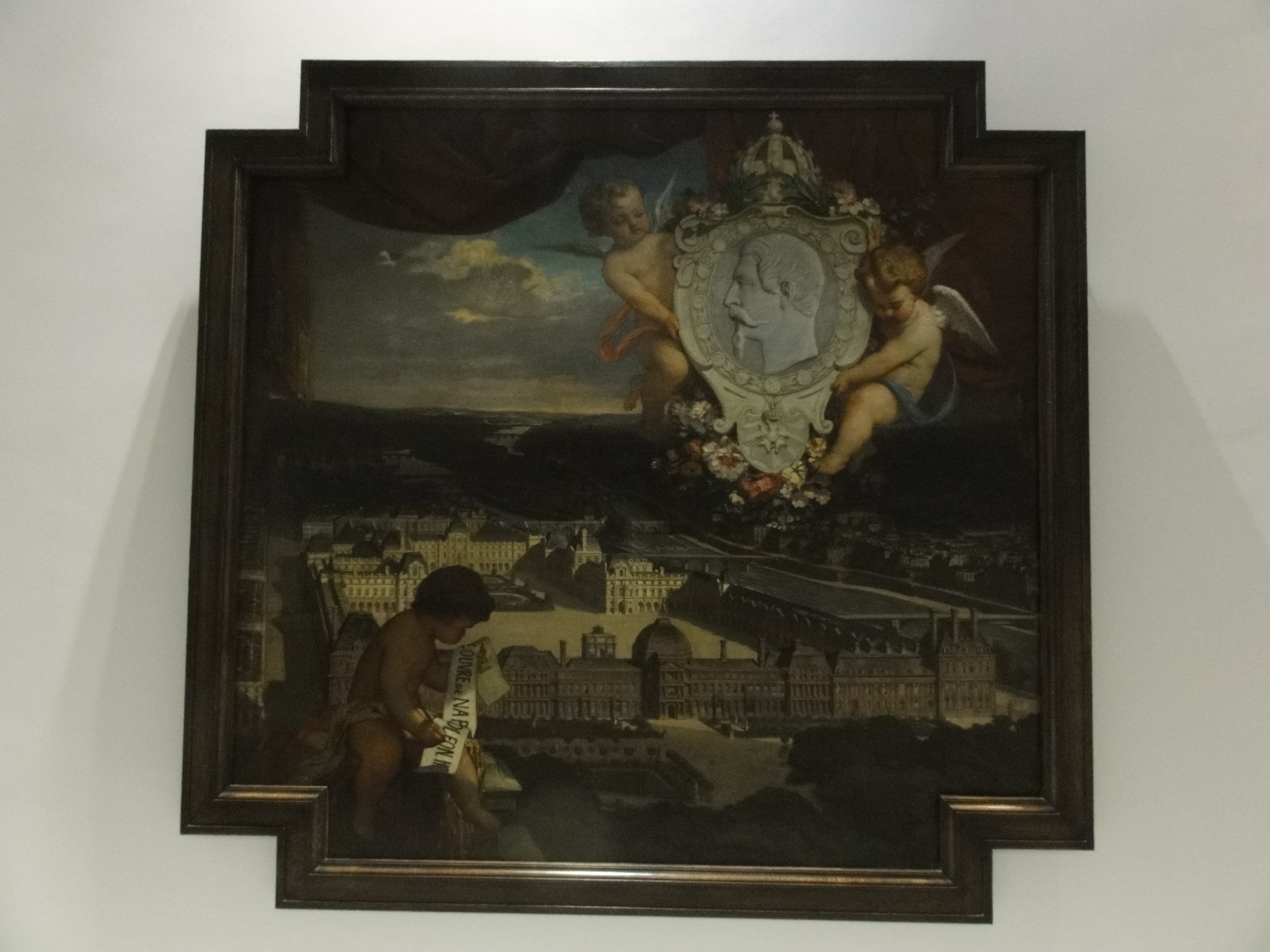
Cartone per arazzo celebrativo[3] che mostra il nuovo progetto del Louvre affiancato da un cherubino che porta un nastro con la scritta "LE LOUVRE DE NAPOLEON III" (in basso a sinistrA) e due angeli che tengono tra le mani il profilo dell'imperatore (in alto a destra), di Victor Chavet (1857)

## Descrizione
Il Nouveau Louvre era composto essenzialmente da due insieme di edifici o ali, una a nord ed una a sud del grande spazio centrale oggi chiamato Cour Napoléon. Le nuove costruzioni vennero strutturate attorno ad una sequenza di padiglioni che portavano nomi di statisti dell'Ancient Régime (ala nord) e dell'epoca napoleonica (ala sud), come ancora oggi sono in uso: da nordovest a sudest, si incontrano il pavillon Turgot, il pavillon Richelieu, il Pavillon Colbert, il Pavillon Sully (già noto come pavillon de l'Horloge), il Pavillon Daru sopra l'omonimo scalone, il Pavillon Denon ed il Pavillon Mollien..
Lefuel creò due giardini di forma ottagonale al centro della Cour Napoléon (oggi rimpiazzati dalla Piramide del Louvre). In diverse parti del progetto, Napoleone III enfatizzò il proprio ruolo come erede dei grandi monarchi francesi del passato, e come colui che aveva portato finalmente a compimento un progetto a lungo atteso. Su ambo i lati del Pavillon Sully si trovano ancora oggi delle placche in marmo nero che riportano rispettivamente: "1541. François Ier commence le Louvre. 1564. Catherine de Médicis commence les Tuileries" e "1852-1857. Napoléon III réunit les Tuileries au Louvre." Separatamente, Napoleone III creò il Musée des Souverains all'interno del ala del Colonnato per enfatizzare sempre il suo ruolo di monarca continuatore delle tradizioni del passato e nel contempo legittimare la propria posizione.
Sul lato orientale della Cour Napoléon, il progetto non prevedeva la costruzione di nuove strutture, ma piuttosto il rifacimento delle facciate dei vecchi edifici preesistenti, senza cambiamenti agli spazi interni. Per la facciata occidentale del pavillon de l'Horloge. Visconti prese ispirazione sia dalla facciata orientale disegnata da Jacques Lemercier negli anni '20 del Seicento, sia dal padiglione centrale del Palazzo delle Tuileries, pure influenzato dal lavoro di Lemercier. Lefuel trasformò l'originale disegno del Visconti e vi aggiunse una profusione di dettagli scultorei elaborati. Pur sotto la critica di diversi osservatori come Ludovic Vitet, Prosper Mérimée e Horace de Viel-Castel, il progetto di Lefuel finì per diventare un punto di riferimento per lo stile secondo impero in Francia ed all'estero.
All'interno dell'ala nord si trovavano gli appartamenti di alcune delle figure principali del regime, tra cui Charles de Morny, oggi noti come appartamenti di Napoleone III, oltre ad una serie di uffici amministrativi per i ministri di stato. Vi trovarono sede anche la Direzione dei Telegrafi, la caserma della Guardia Imperiale e la Biblioteca del Louvre (già Biblioteca imperiale sotto Napoleone I e biblioteca del Gabinetto del Re durante la Restaurazione), di proprietà personale dell'imperatore ma aperta al pubblico, al piano superiore tra il Pavillon Richelieu e rue de Rivoli. A quest'ultimo spazio si accedeva tramite il monumentale escalier de la Bibliothèque (nota nel XIX secolo come escalier Lefuel).
Nell'ala sud vennero realizzati una serie di spazi nuovi per il museo del Louvre che vennero soprannominati complessivamente Nouveau Musée Impérial. Questi includevano, al piano superiore, una nuova entrata fiancheggiata da gallerie coi nomi dei ministri di Napoleone, Galerie Daru e Galerie Mollien, con scaloni monumentali dal medesimo nome; sul medesimo piano venne creata anche la Salle des États per eventi di stato e cerimonie.
Sotto questi spazi di prestigio si trovava un esteso complesso di stalle per 149 cavalli e 34 carrozze. Al centro di queste si trovava la Salle du Manège, uno spazio di dimensioni colossali per praticare cavalcate al chiuso. Le stalle erano supervisionate dal grand écuyer il cui appartamento si trovava sulla parte occidentale di quella che era nota come Cour Lefuel, adorno di una balconata porticata. L'ala sud includeva anche le caserme dello squadrone delle cento guardie e gli alloggi del personale di servizio a palazzo.

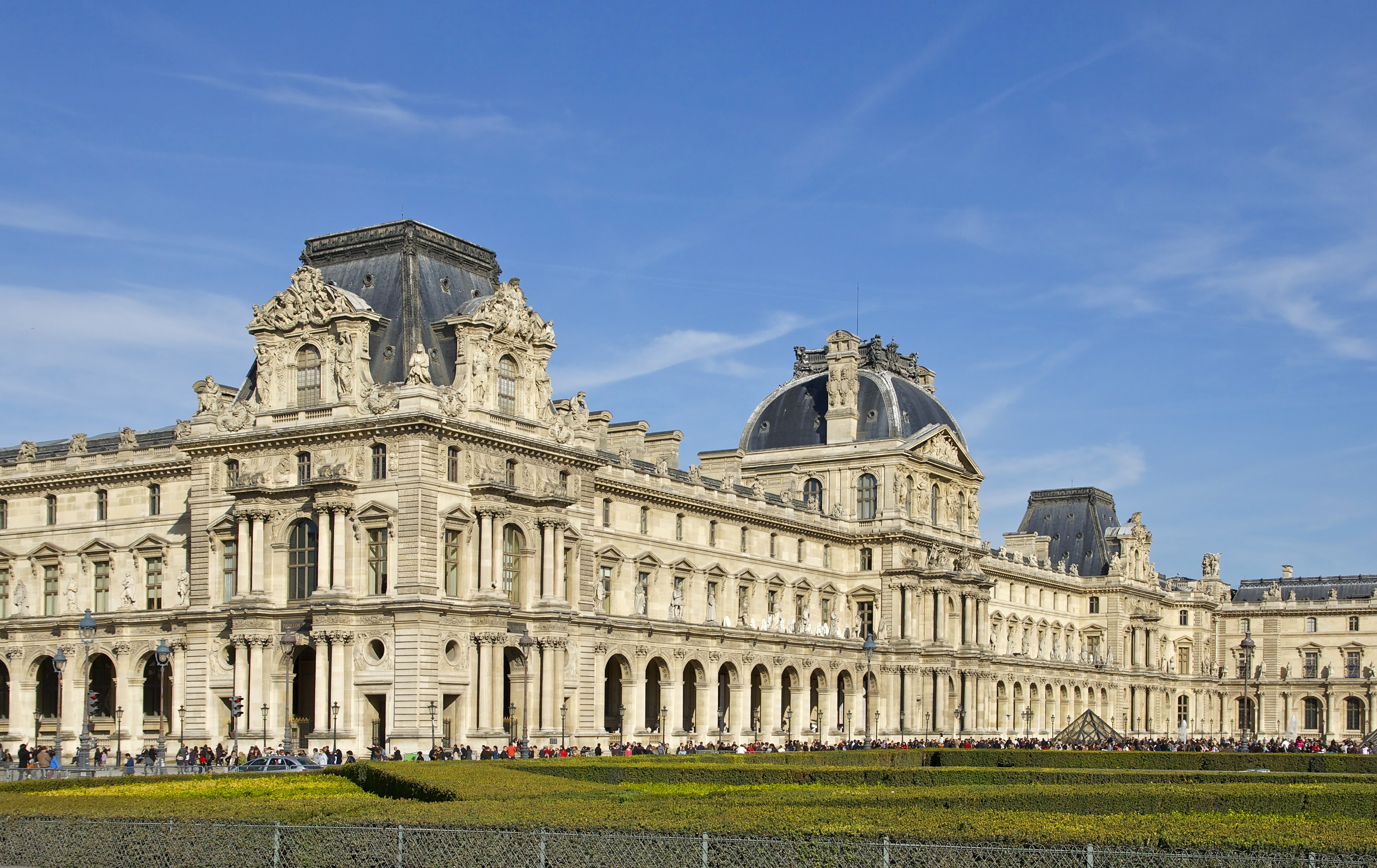
Ala nord
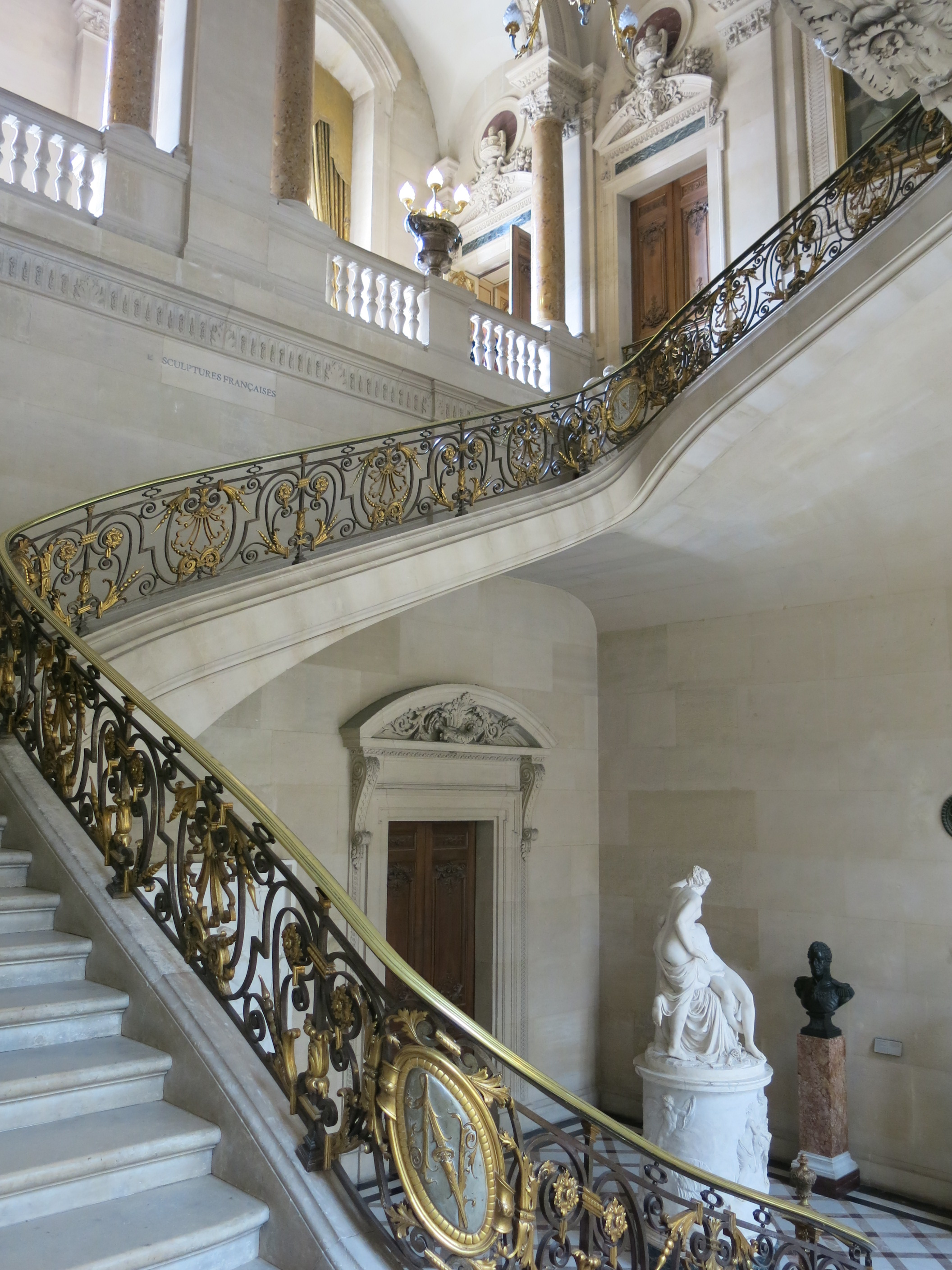
Escalier du Ministre
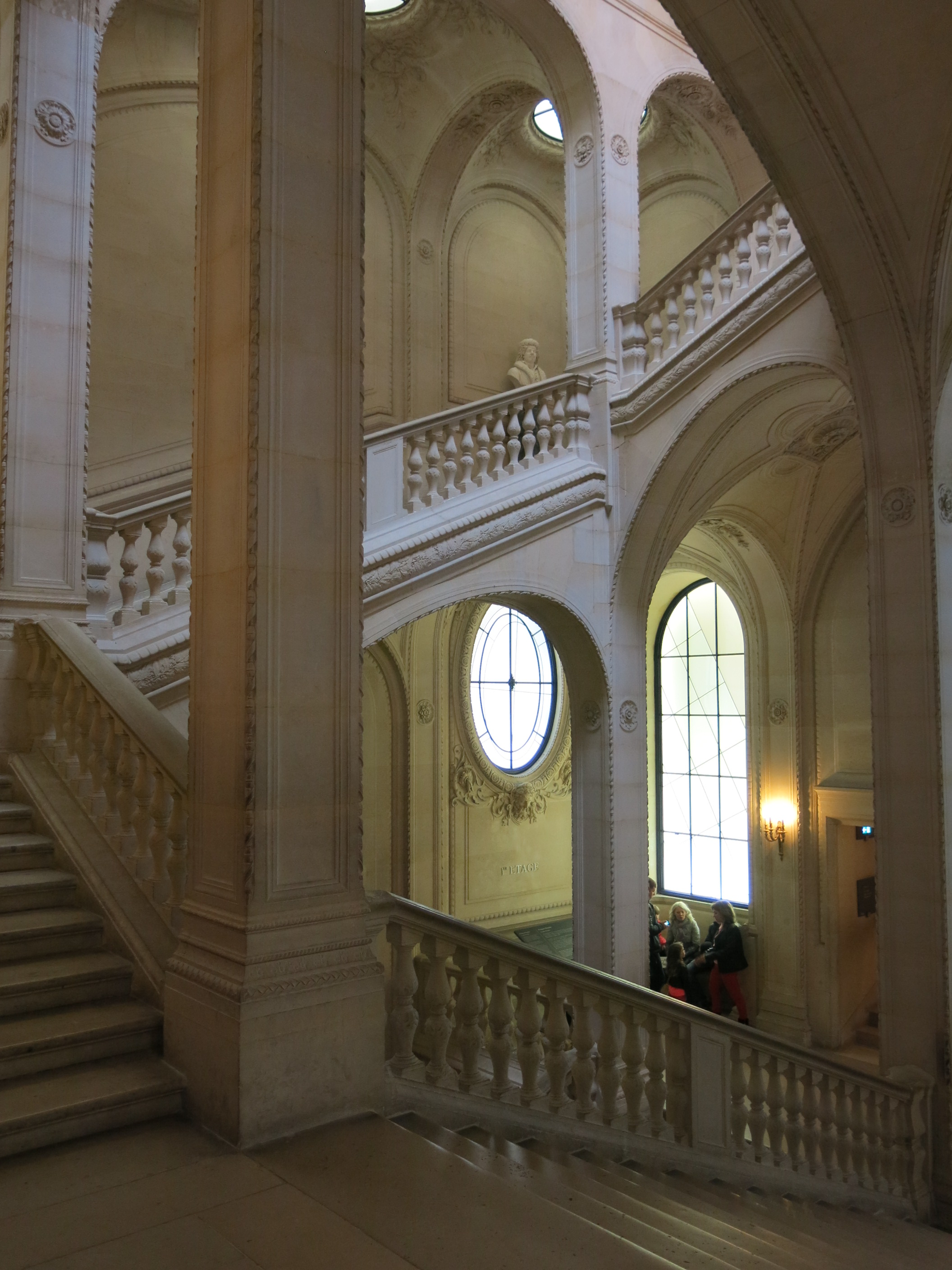
Escalier Lefuel
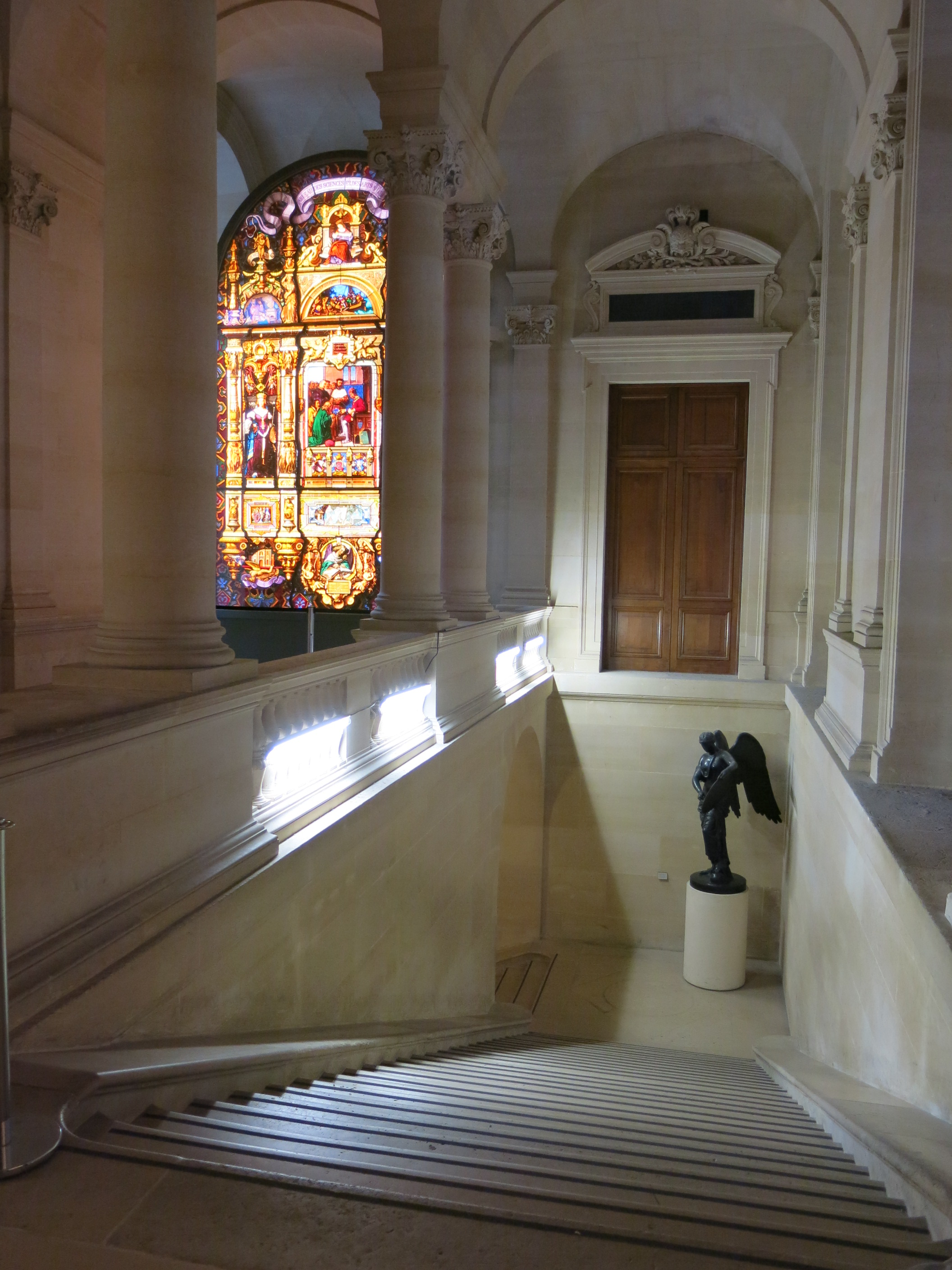
Escalier Colbert
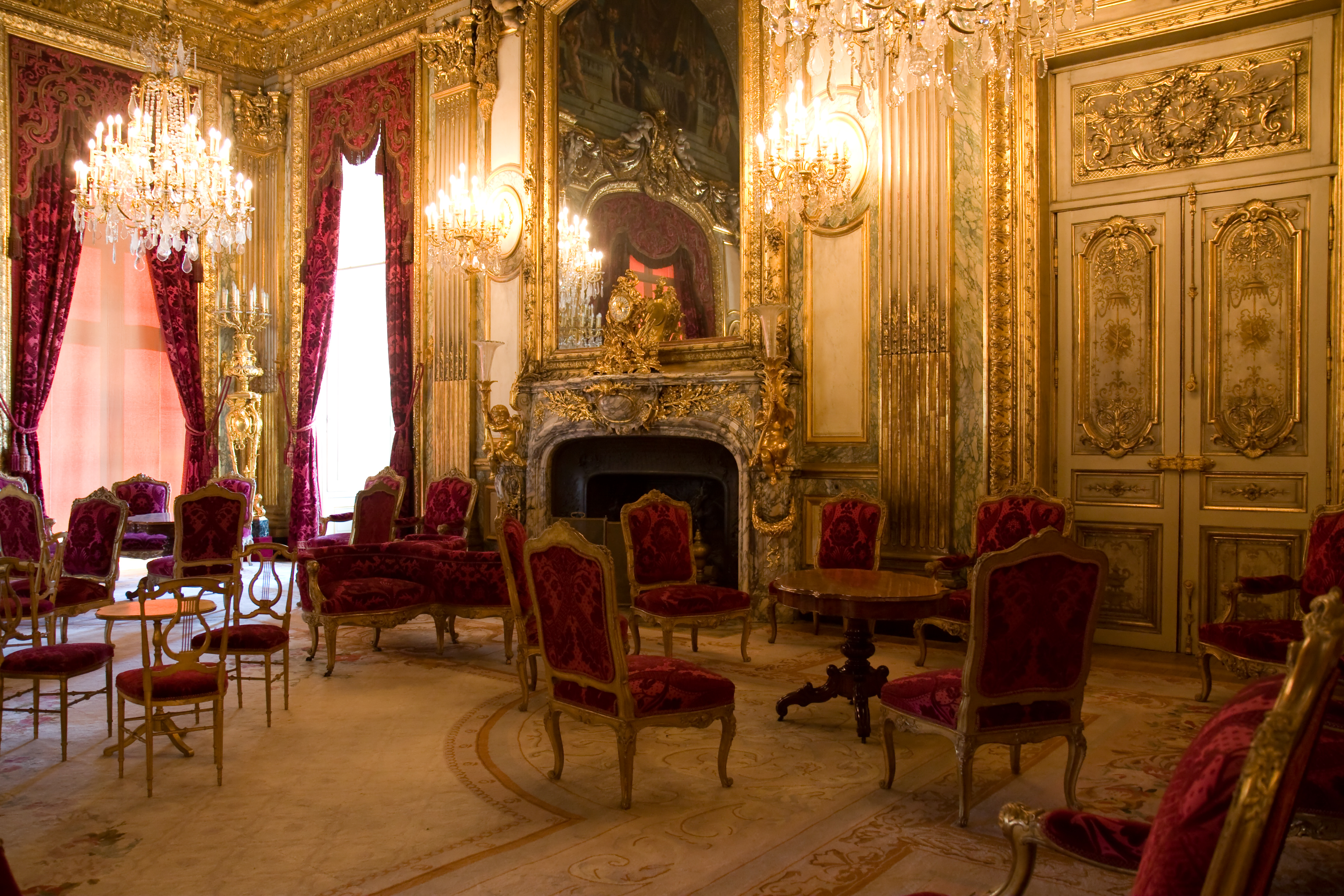
Appartamenti di Napoleone III
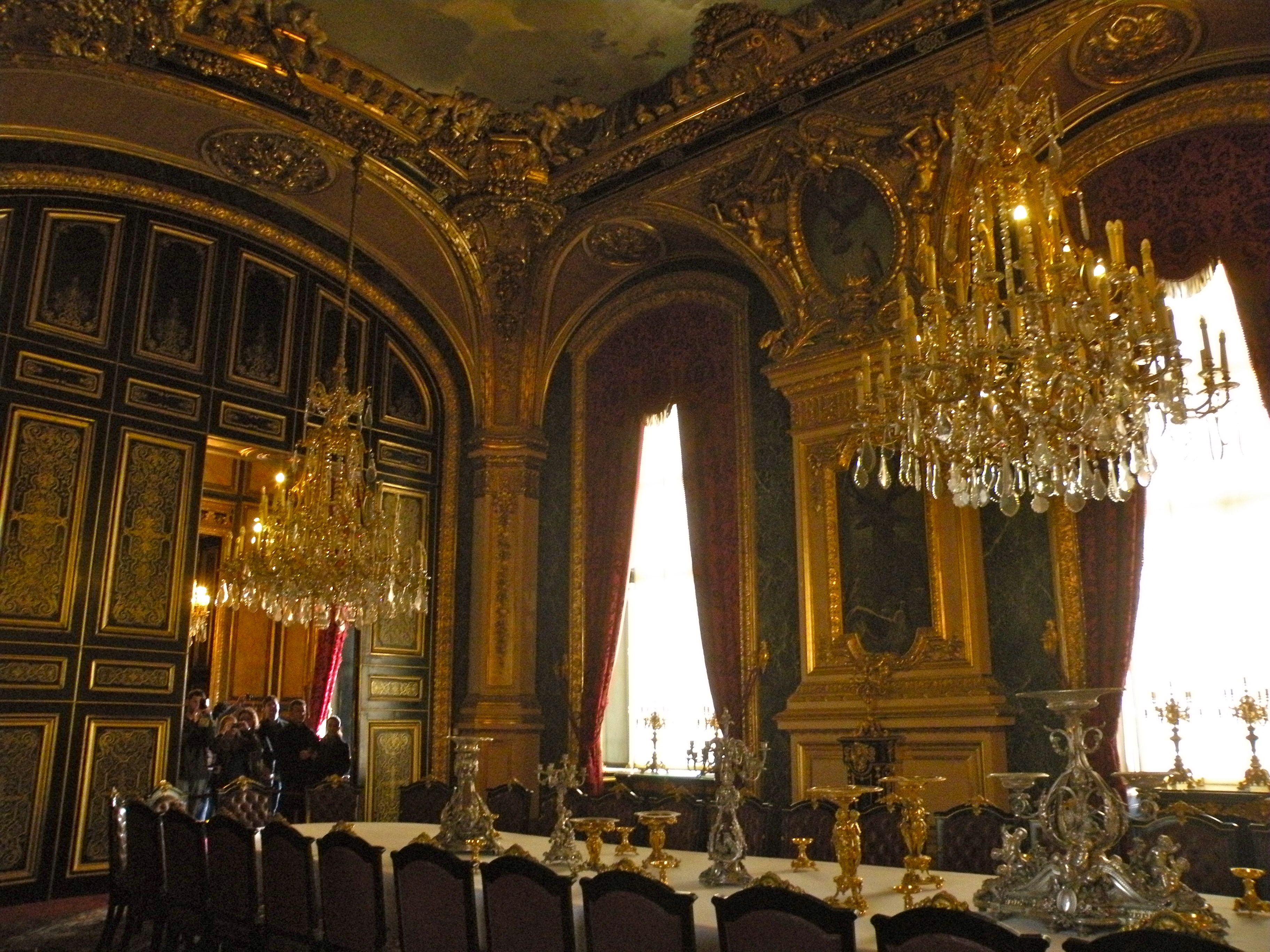
Appartamenti di Napoleone III
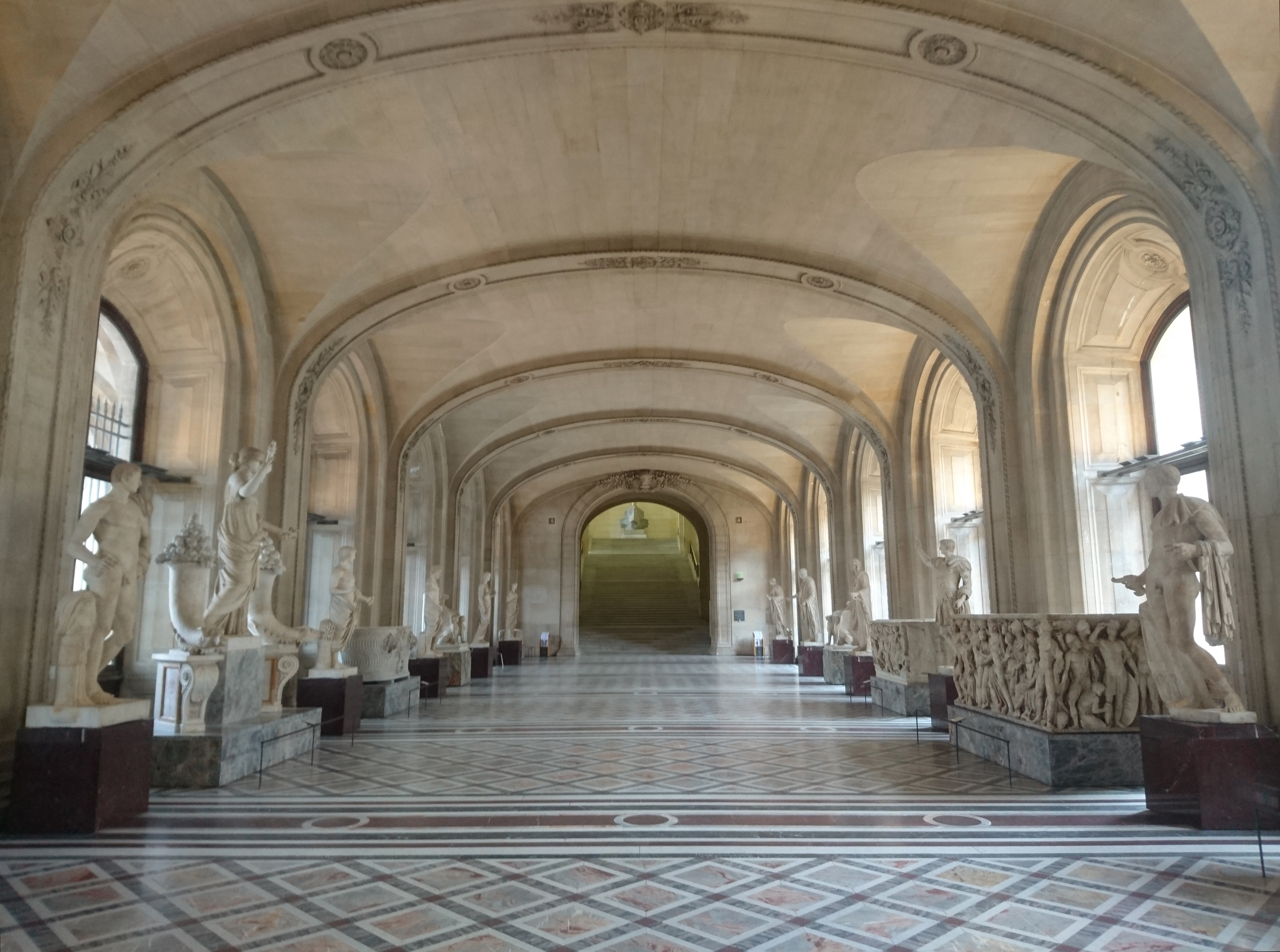
Galerie Daru
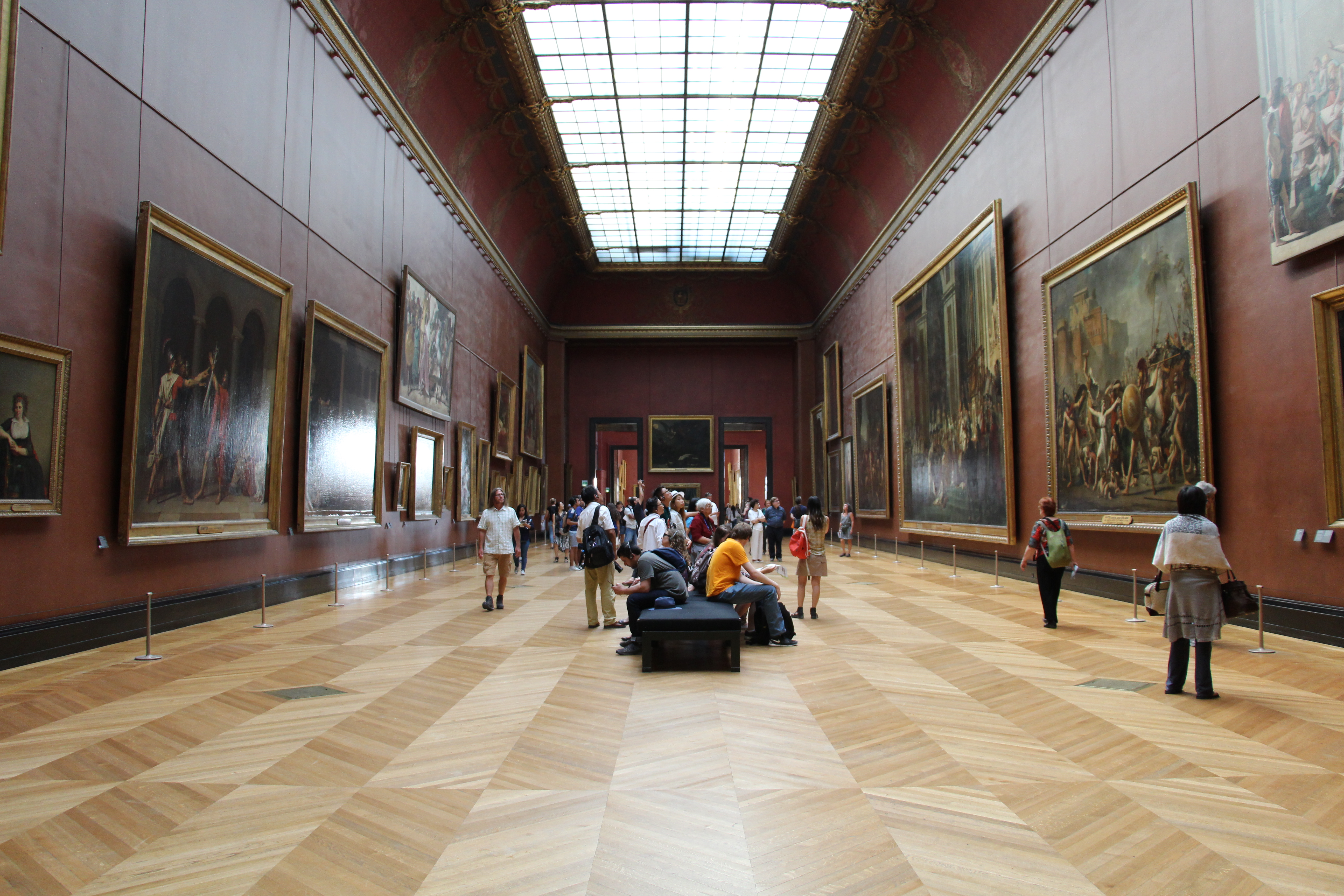
Salle Daru
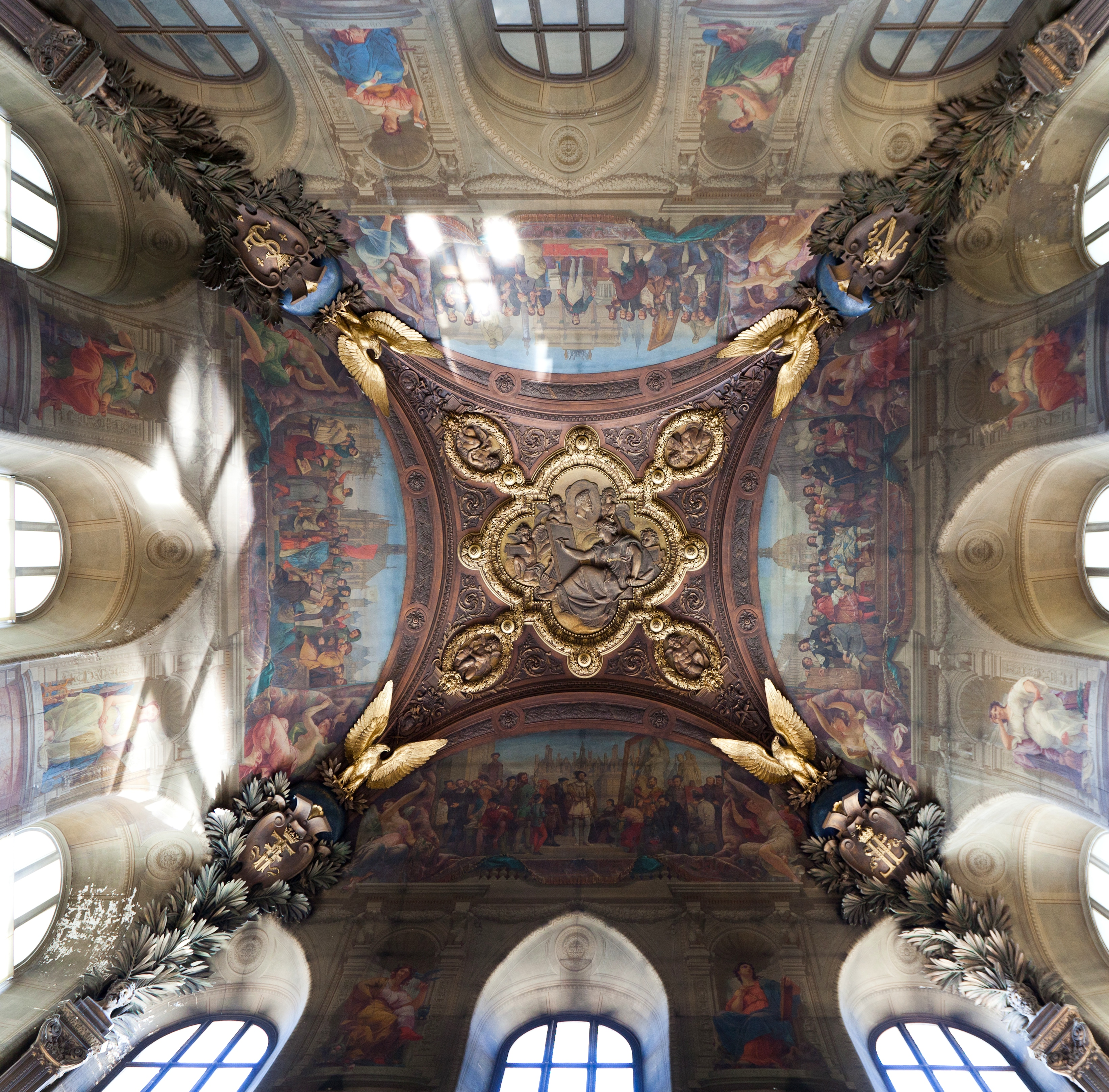
Soffitto del Pavillon Denon
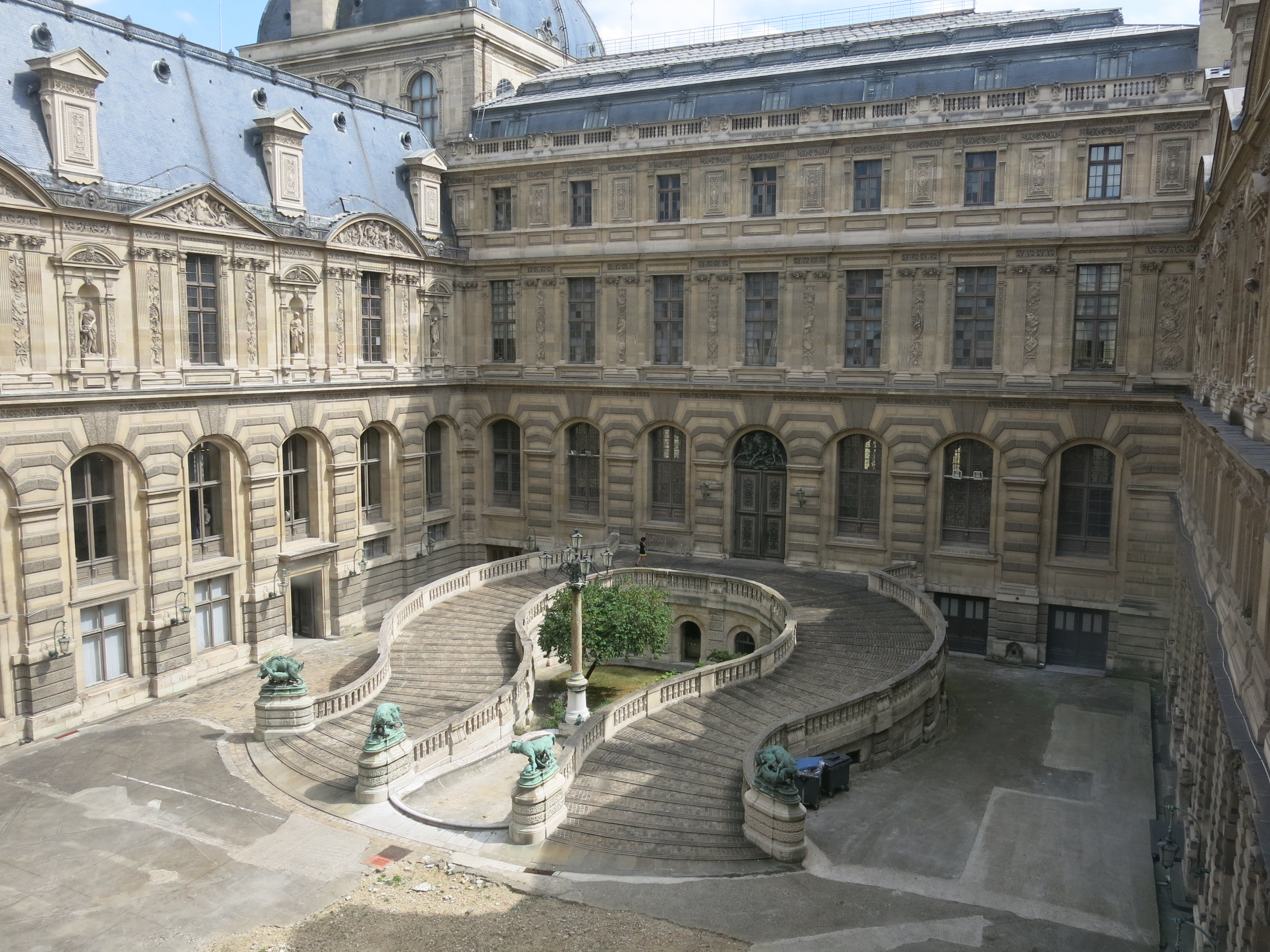
Cour Lefuel con scalinate che conducono alla Salle du Manège
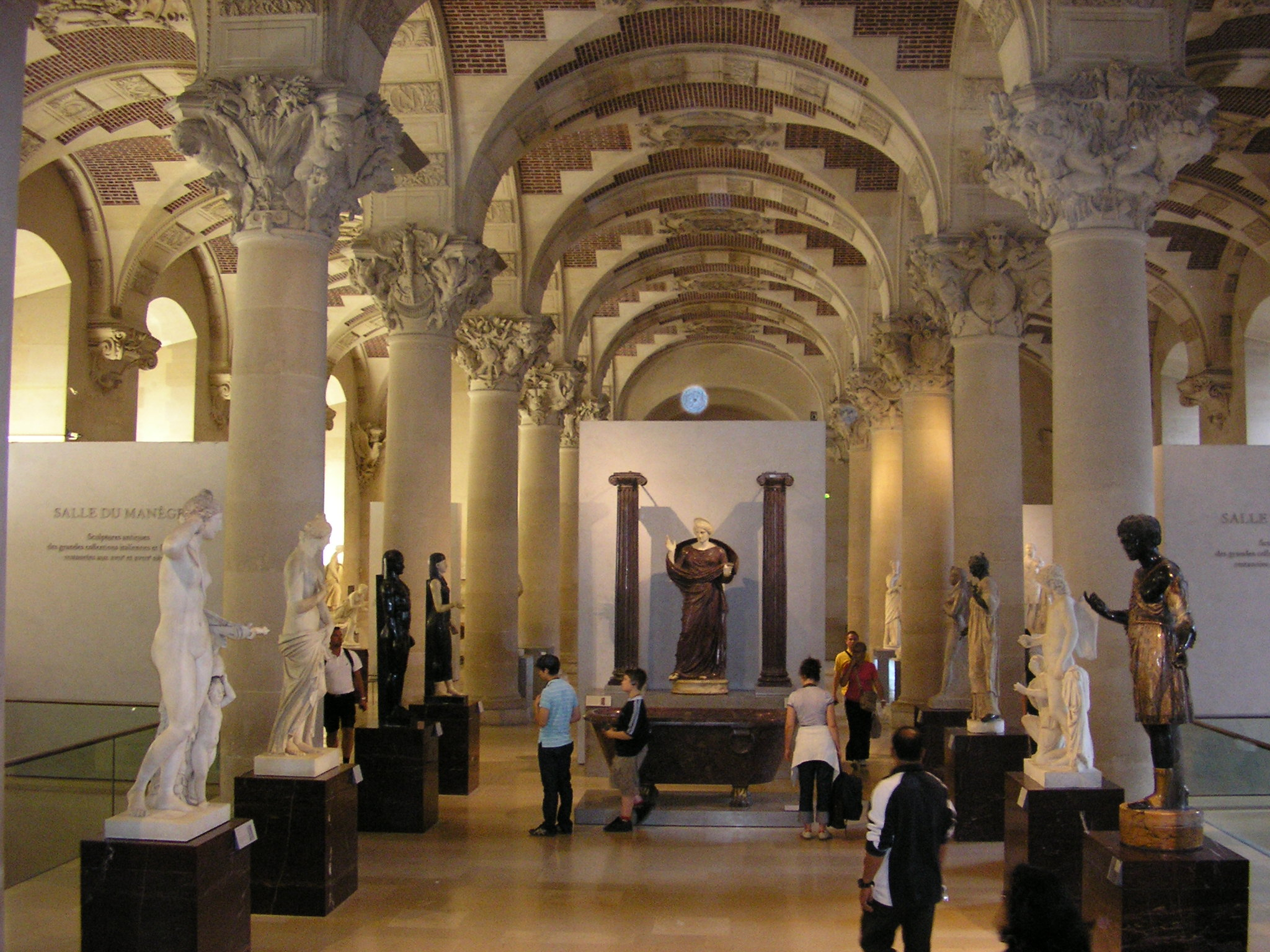
Interno della Salle du Manège
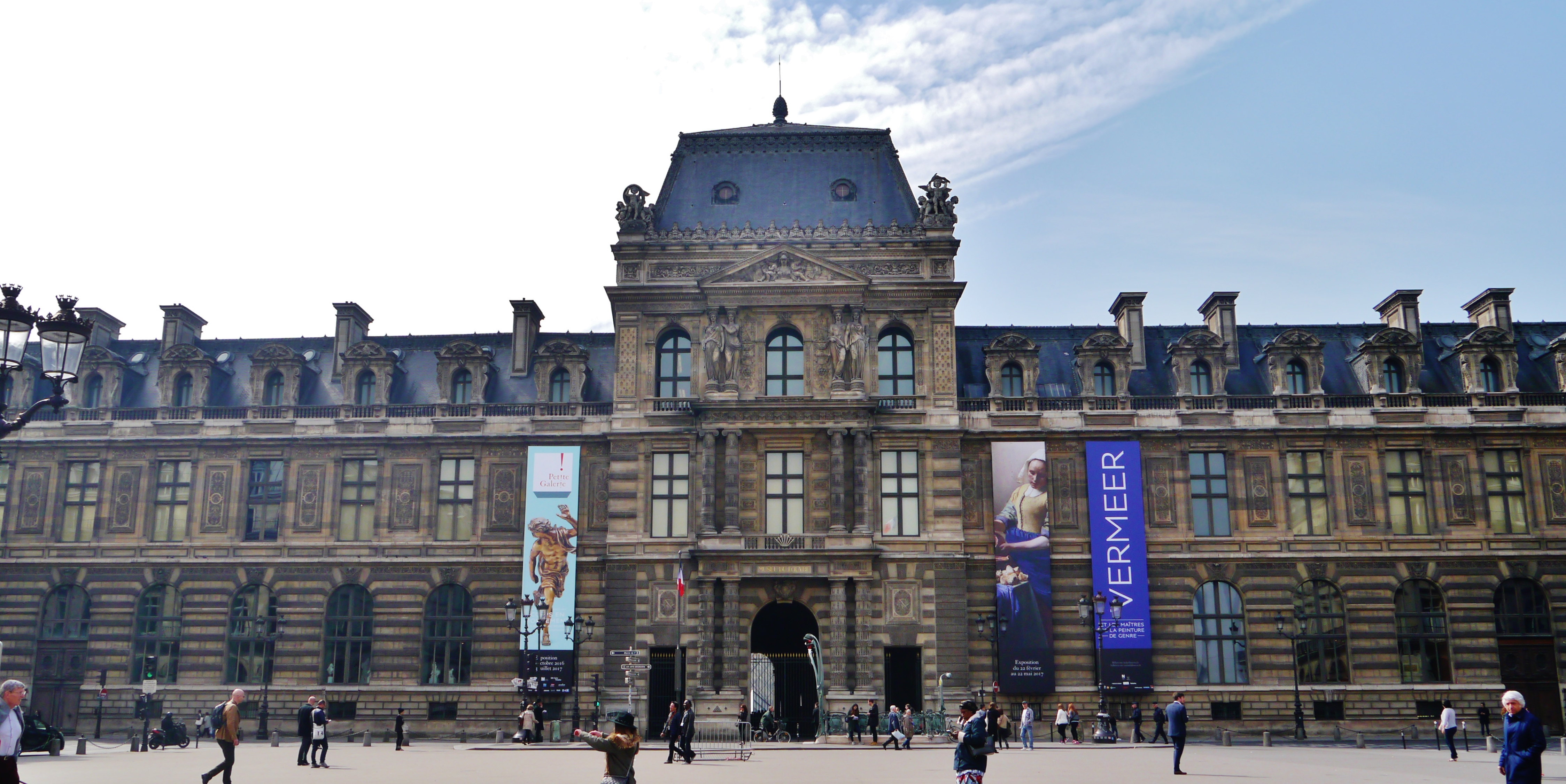
Il Pavillon de la Bibliothèque su rue de Rivoli

## Statuaria

Mappa del Louvre con le sculture degli 86 hommes illustres segnati da punti rossi

Inizialmente, il progetto di Visconti prevedeva l'erezione di due statue equestri raffiguranti l'una Luigi XIV di Francia e l'altra Napoleone I al centro dei due giardini ottagonali della Cour Napoléon, e un'altra di Francesco I nella Cour Carrée. Queste tre raffigurazioni erano state pensate appositamente per legittimare il ruolo di Napoleone III come continuatore di un grandioso progetto intrapreso dai suoi predecessori al trono francese, ma questo programma non venne mai portato a compimento.
Ad ogni modo, Lefuel portò avanti l'idea di realizzare un gran numero di sculture per la nuova struttura. La componente più importante del complesso di statue da realizzare erano 86 ritratti di uomini illustri (hommes illustres) della storia e della cultura francese, ciascuna col proprio nome scolpito. Seguendo l'ordine delle ali, da nordovest a sudovest, erano:
- Ala nord, facciata ovest: La Fontaine, di Jean-Louis Jaley; Pascal, di François Lanno; Mézeray, di Louis-Joseph Daumas; Molière, di Bernard Seurre; Boileau, di Charles Émile Seurre; Fénelon, di Jean-Marie Bonnassieux; La Rochefoucauld, di Noël-Jules Girard; e Corneille, di Henri Lemaire.
- Ala nord, facciata sud: Gregorio di Tours, di Jean Marcellin; François Rabelais, di Élias Robert (ora presente in copia); Malherbe, di Jean-Jules Allasseur; Abelard, di Jules Cavelier; Colbert, di Raymond Gayrard (copia); Mazzarino, di Pierre Hébert; Buffon, di Eugène André Oudiné; Froissart, di Henri Lemaire; Rousseau, di Jean-Baptiste Farochon; Montesquieu, di Charles-François Lebœuf; Mathieu Molé, di Charles-François Lebœuf; Turgot, di Pierre Travaux; San Bernardo, di François Jouffroy; La Bruyère, di Joseph-Stanislas Lescorné; Suger, di Nicolas Raggi; Jacques Auguste de Thou, di Auguste-Louis Deligand; Bourdaloue, di Louis Desprez; Racine, di Michel-Pascal; Voltaire, di Antoine Desboeufs; Bossuet, di Louis Desprez; Condorcet, di Pierre Loison; Denis Papin, di Jean-François Soitoux; Sully, di Vital Gabriel Dubray (copia); Vauban, di Gustave Crauck; Lavoisier, di Jacques-Léonard Maillet; e Jérôme Lalande, di Jean-Joseph Perraud.
- ALa est della Cour Napoléon: Louvois, di Aimé Millet; Saint-Simon, di Pierre Hébert; Joinville, di Jean Marcellin; Esprit Fléchier, di François Lanno; Commynes, di Eugène-Louis Lequesne; Jacques Amyot, di Pierre Travaux; Mignard, di Jean-Baptiste Joseph Debay; Massillon, di François Jouffroy; Jacques I Androuet du Cerceau, di Georges Diebolt; Jean Goujon, di Bernard Seurre; Claude Lorrain, di Auguste-Hyacinthe Debay; Grétry, di Victor Vilain; Jean-François Regnard, di Théodore-Charles Gruyère; Jacques Cœur, di Élias Robert; Enguerrand de Marigny, di Nicolas Raggi; Chénier, di Auguste Préault; Jean-Balthazar Keller, di Pierre Robinet; e Antoine Coysevox, di Jules-Antoine Droz.
- Ala sud, facciata nord: Jean Cousin il Giovane, di Napoléon Jacques; Le Nôtre, di Jean-Auguste Barre; Clodion, di Vital Gabriel Dubray; Germain Pilon, di Louis Desprez; Ange-Jacques Gabriel, di Augustin Courtet; Le Pautre, di Astyanax Scaevola Bosio; Michel de l'Hôpital, di Eugène Guillaume; Lemercier, di Antoine Laurent Dantan; Cartesio, di Gabriel Garraud; Ambroise Paré, di Michel-Pascal; Richelieu, di Jean-Auguste Barre; Montaigne, di Jean-François Soitoux; Houdon, di François Rude (copia); Étienne Dupérac, di Jacques Ange Cordier; Jean de Brosse, di Auguste Ottin; Cassini de Thury, di Hippolyte Maindron; d'Aguesseau, di Louis-Denis Caillouette; Hardouin-Mansart, di Jean-Joseph Perraud; Poussin, di François Rude (copia); Gérard Audran, di Jacques-Léonard Maillet; Jacques Sarazin, di Honoré-Jean-Aristide Husson; Nicolas Coustou, di Augustin Courtet; Le Sueur, di Honoré-Jean-Aristide Husson; Claude Perrault, di Auguste-Hyacinthe Debay; Philippe de Champaigne, di Louis-Adolphe Eude; e Puget, di Antoine Étex.
- Ala sud, facciata ovest: Lescot, di Henri de Triqueti; Bullant, di Pierre Robinet; Le Brun, di Jean-Claude Petit; Pierre Chambiges, di Jules-Antoine Droz; Libéral Bruand, di Armand Toussaint; Philibert de l'Orme, di Jean-Pierre Dantan; Palissy, di Victor Huguenin; e Rigaud, di Victor Thérasse.

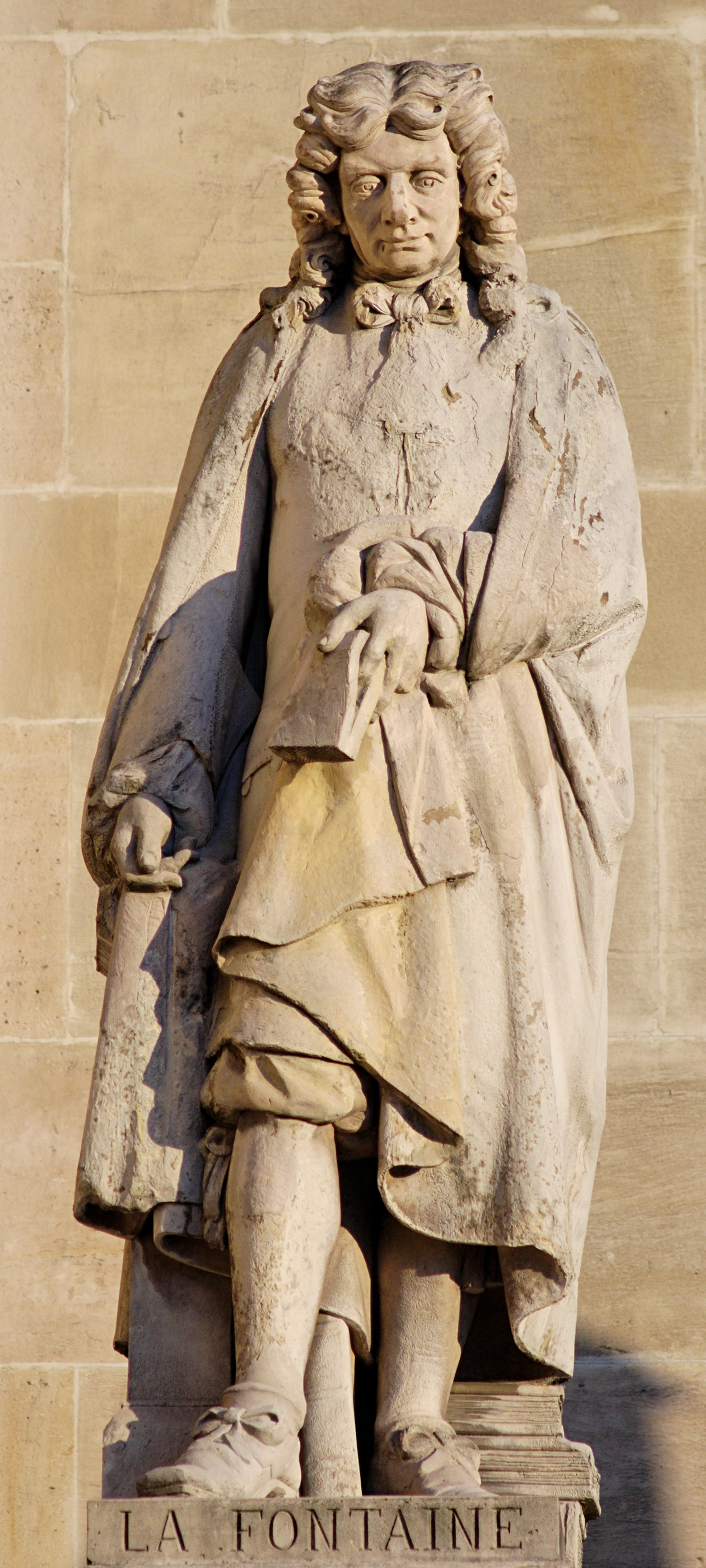
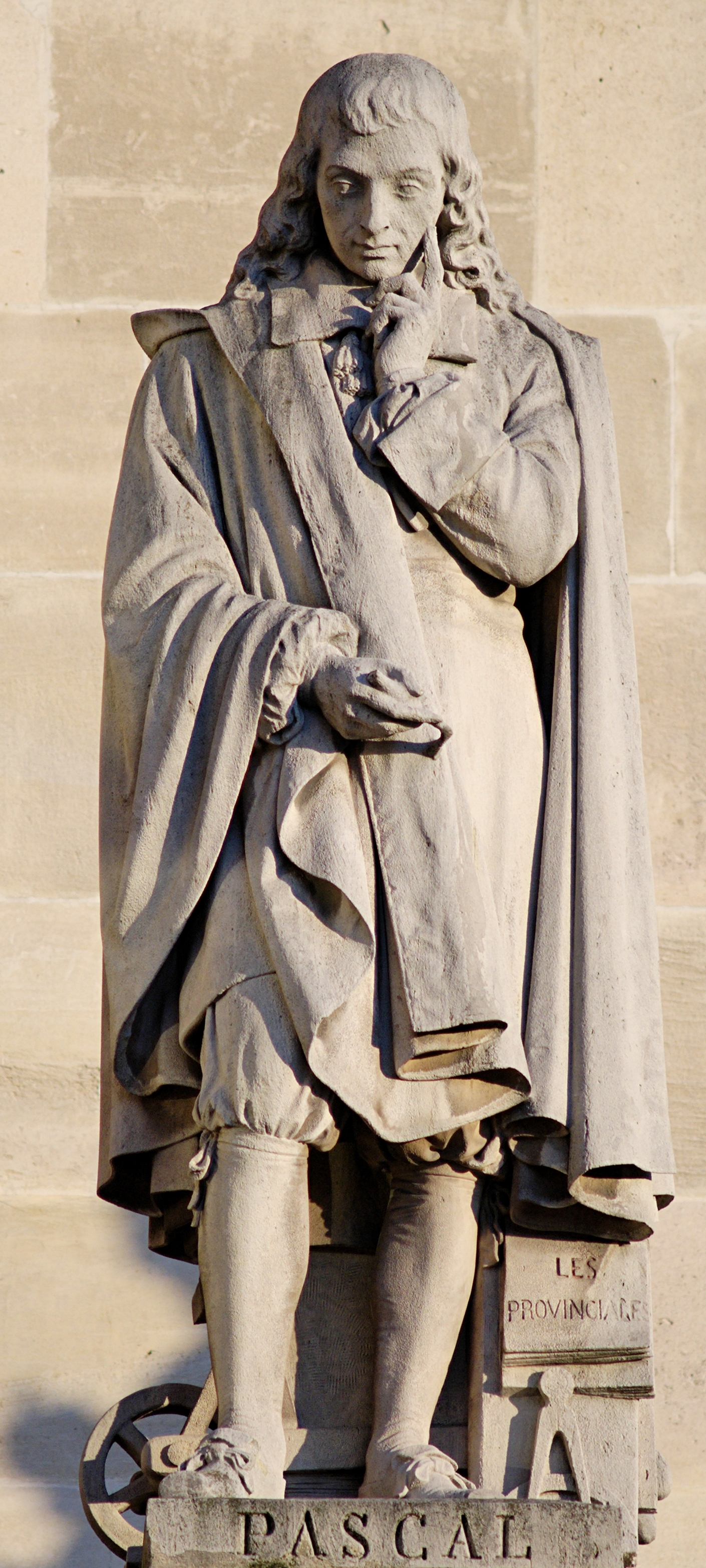
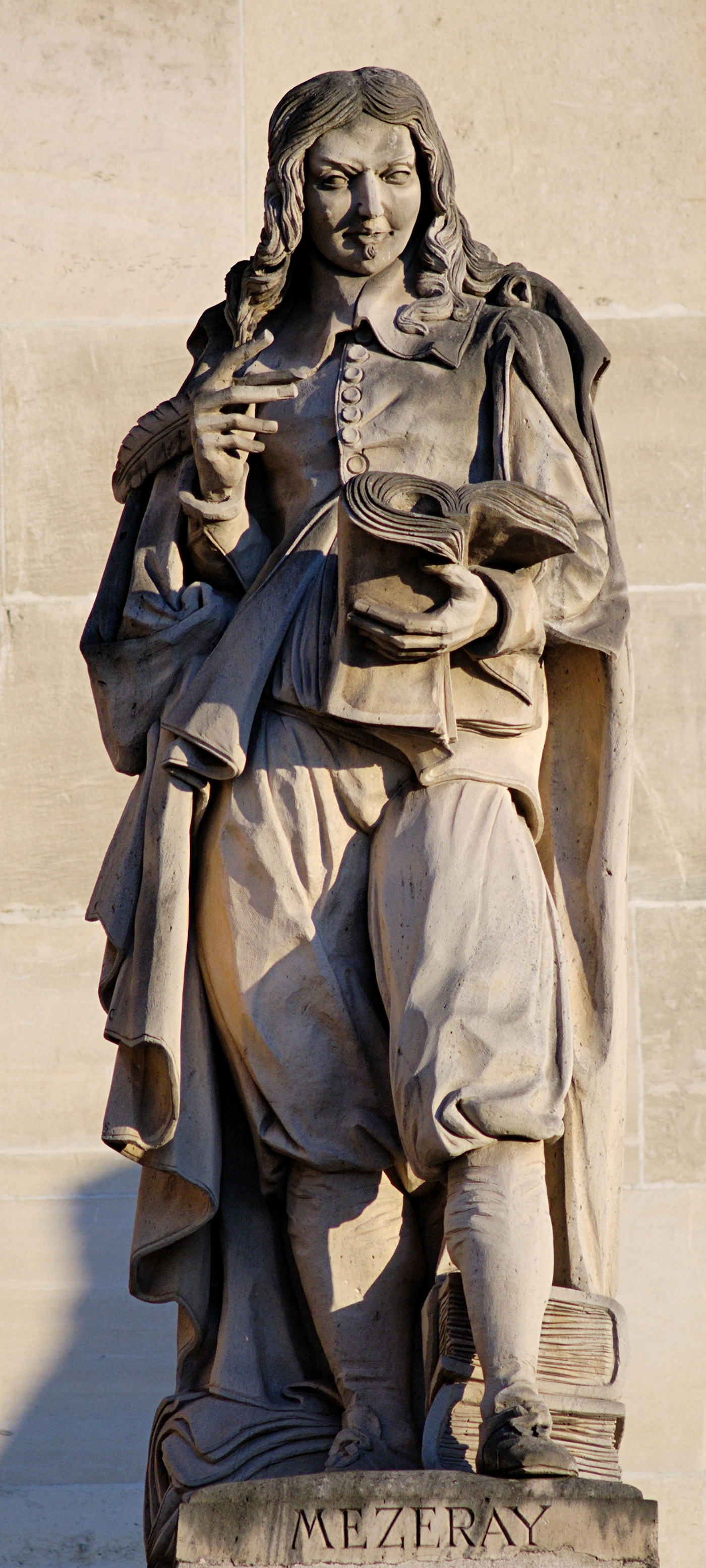
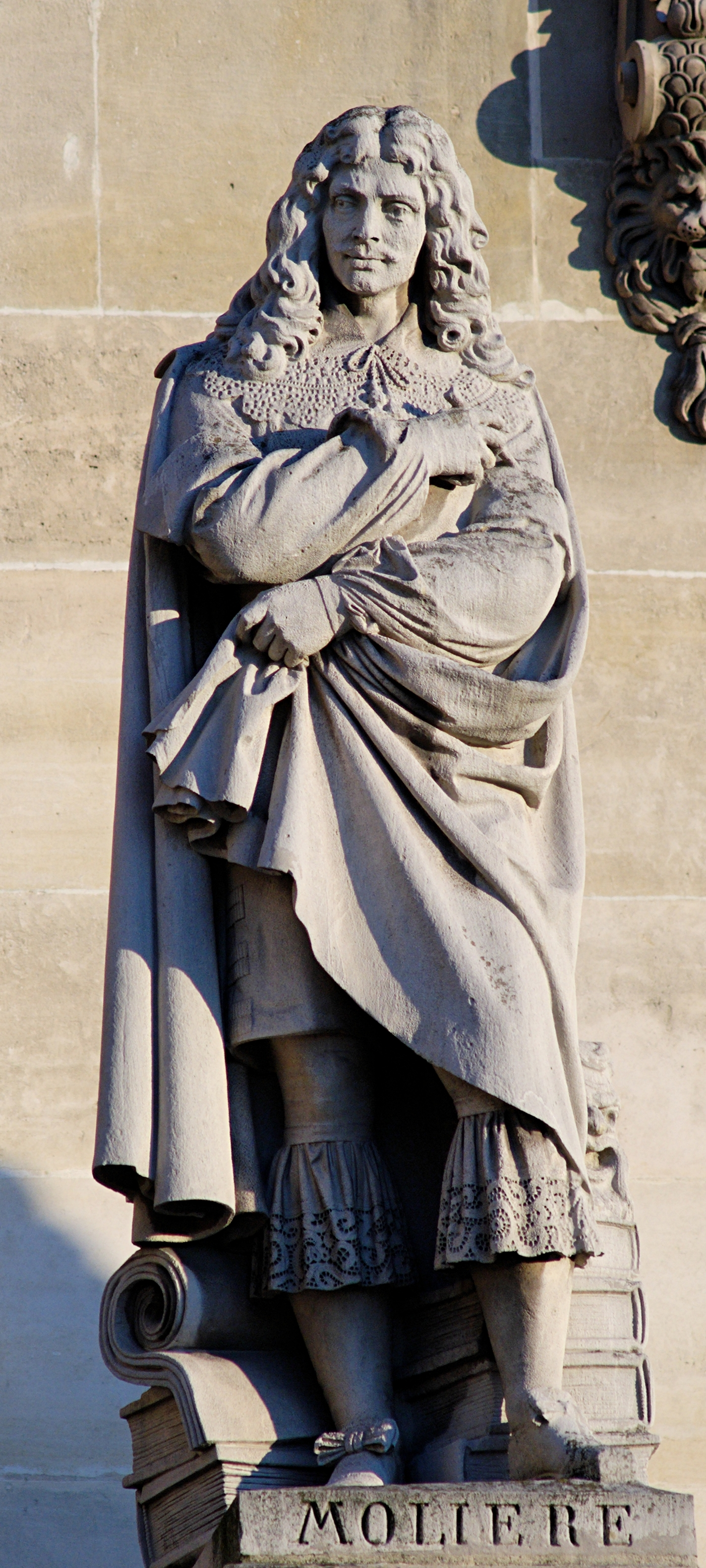
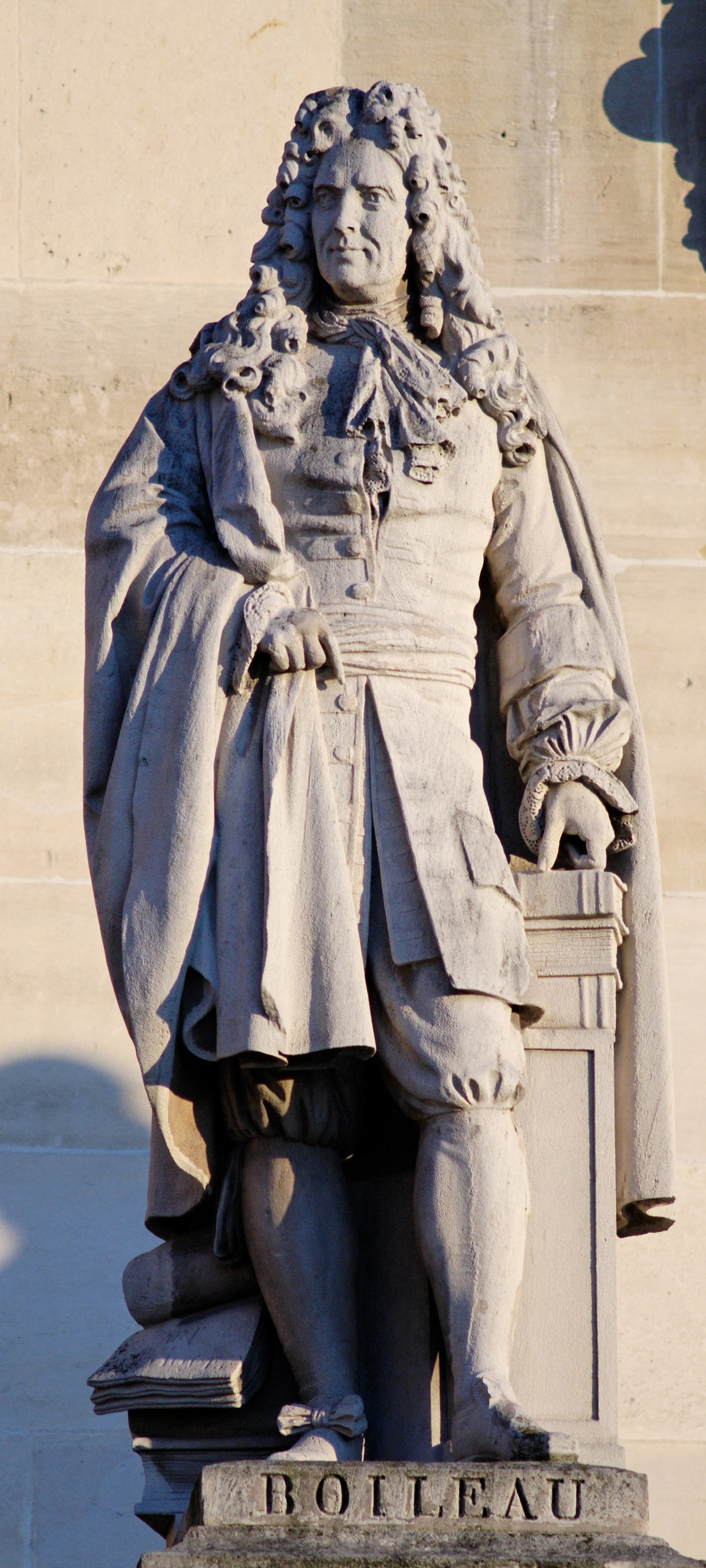
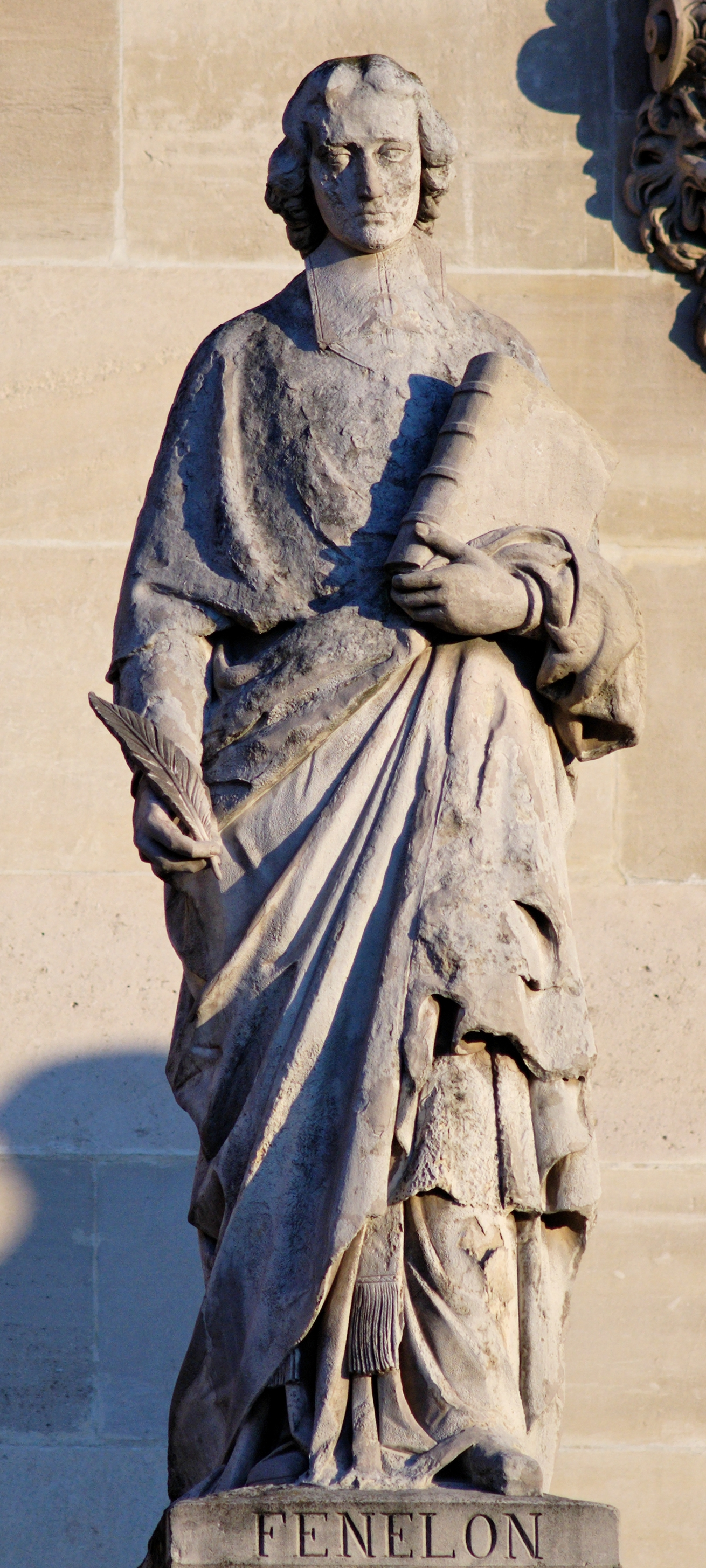
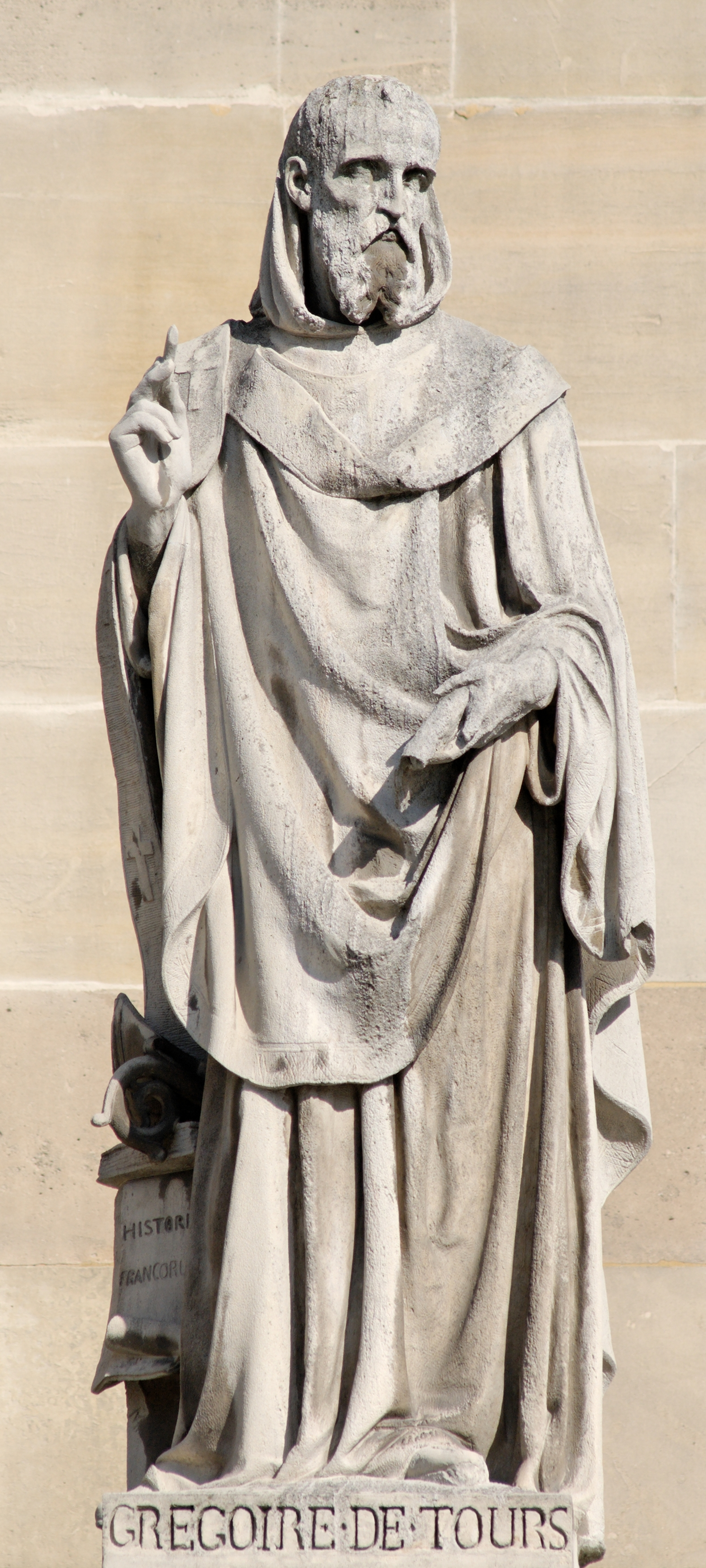
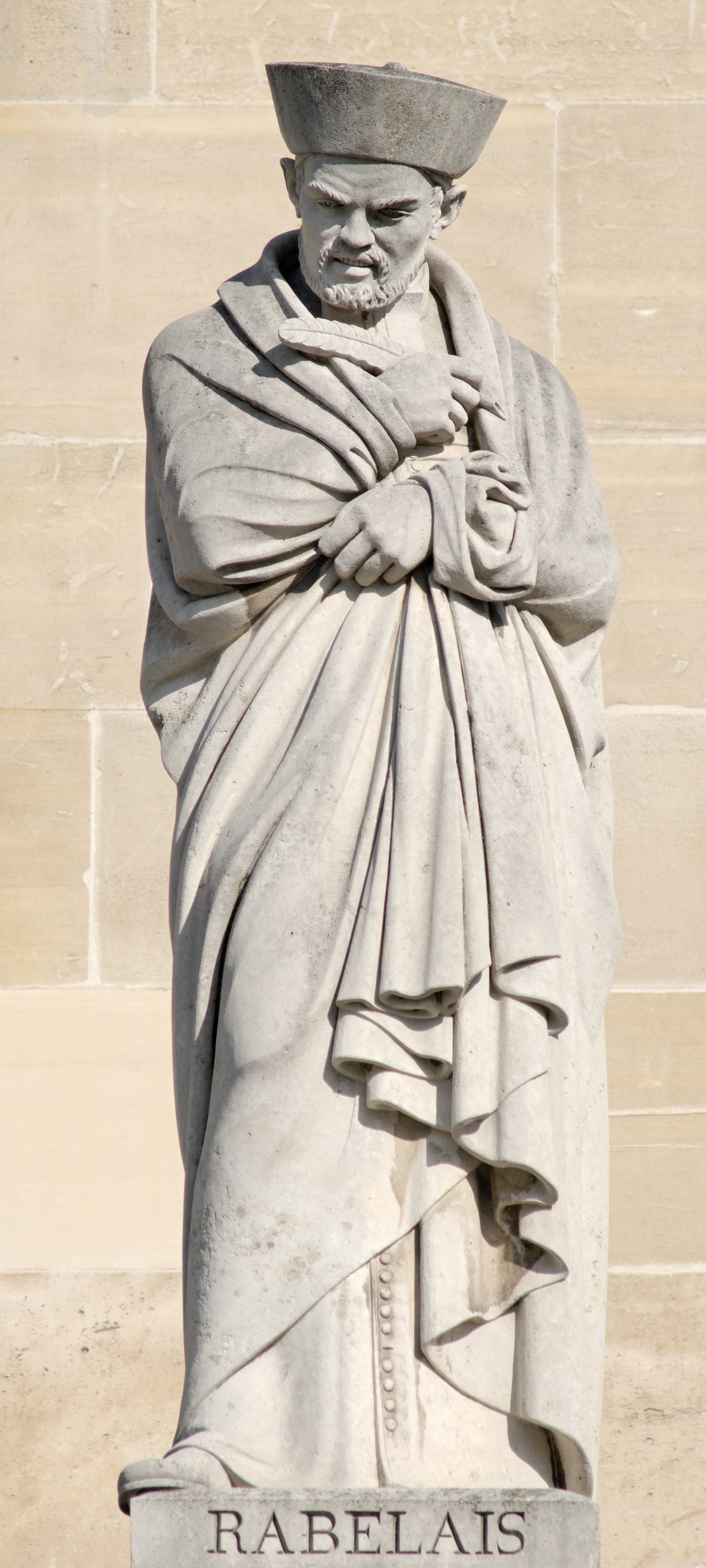
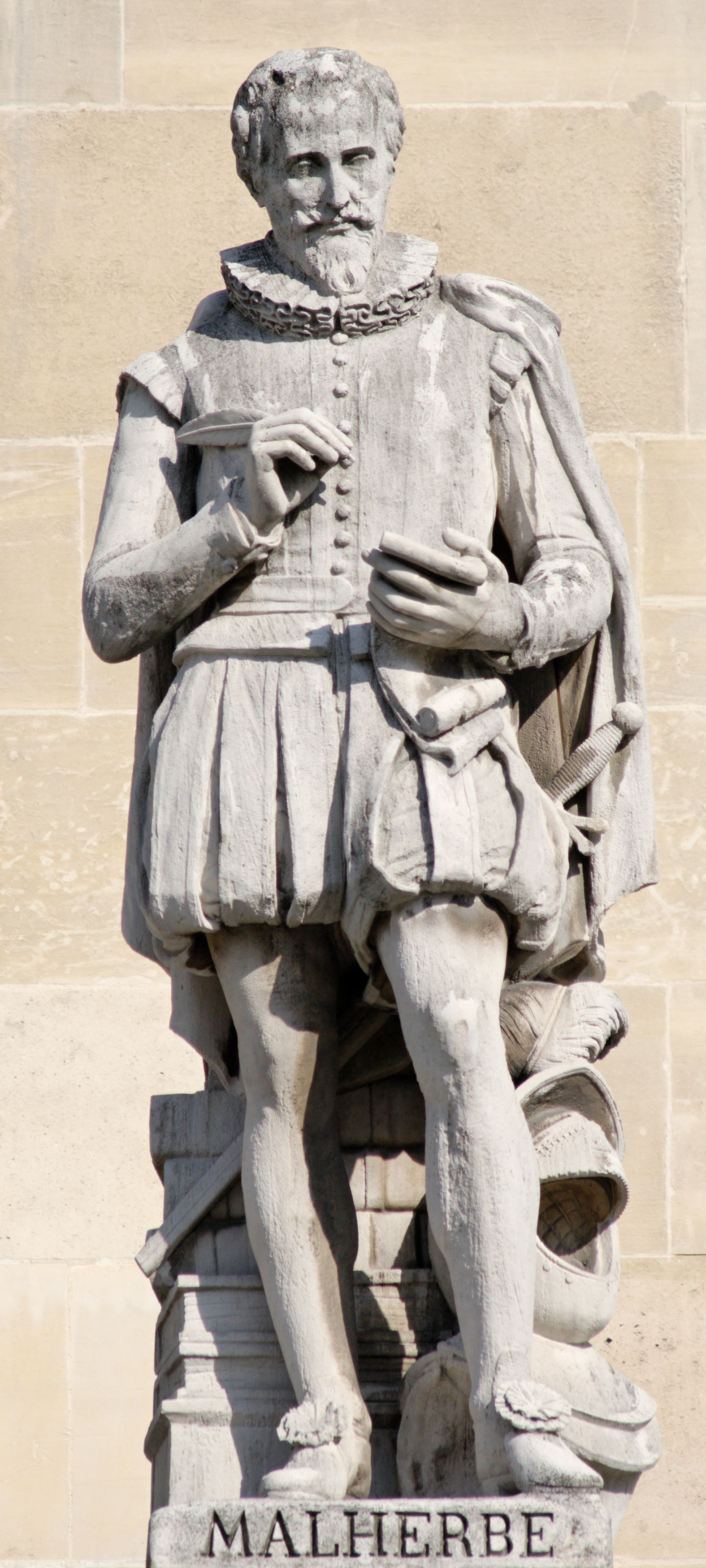
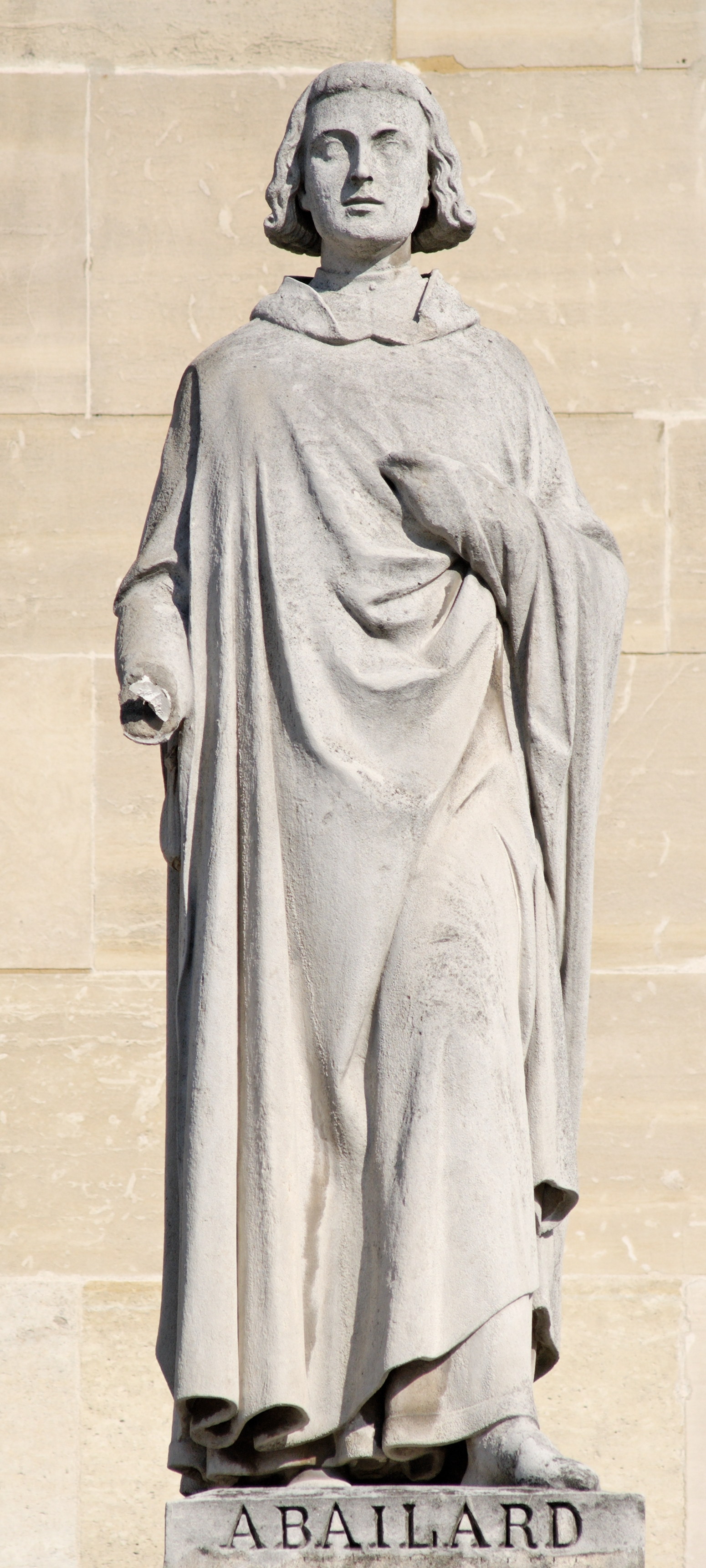
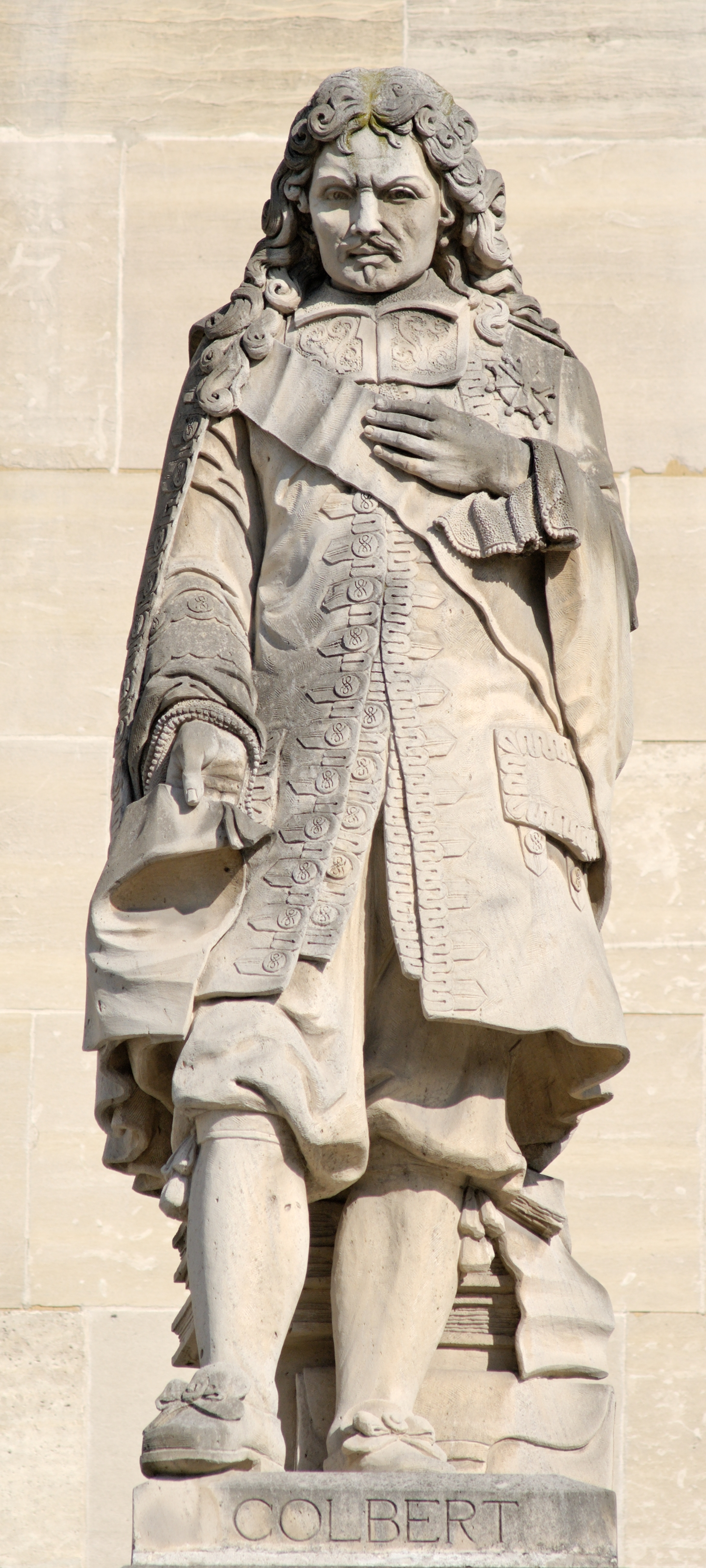
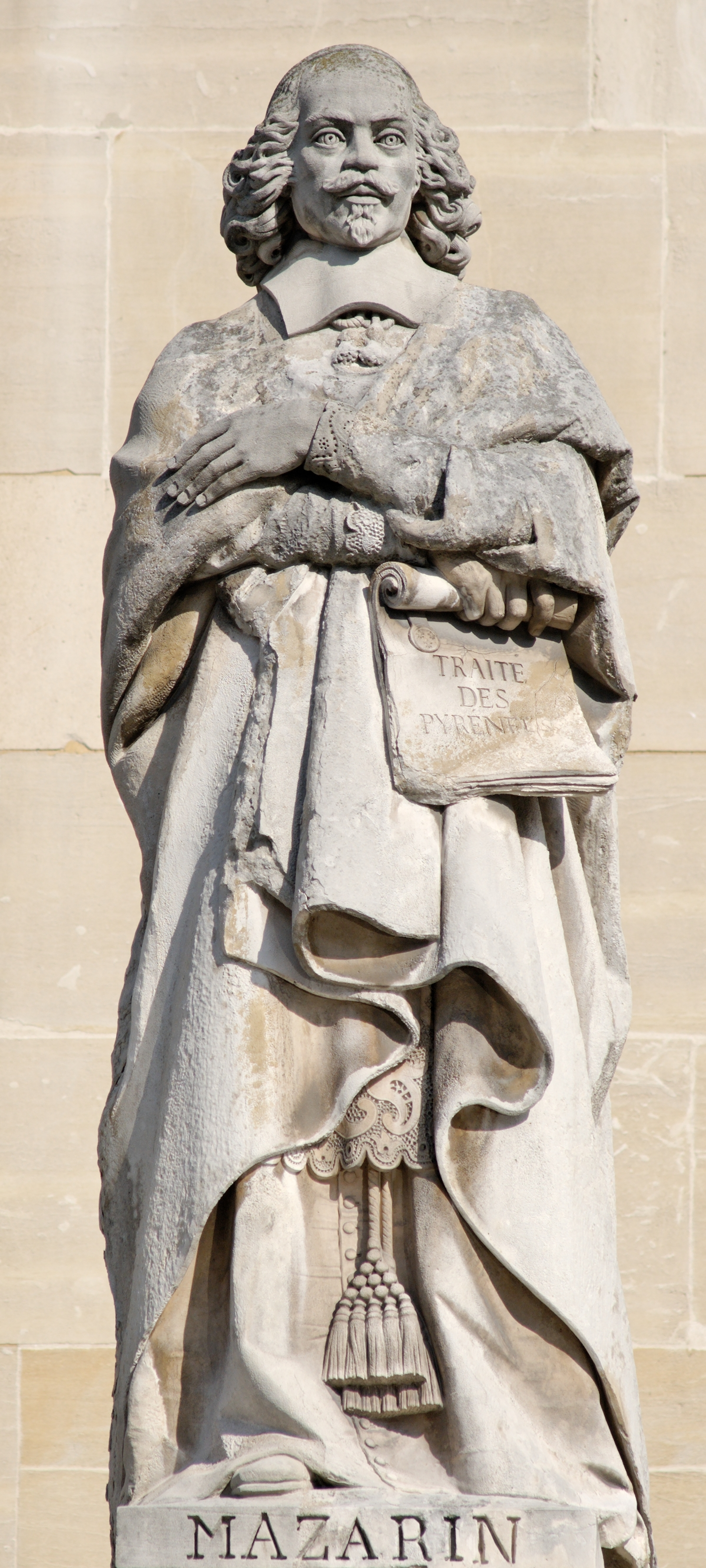
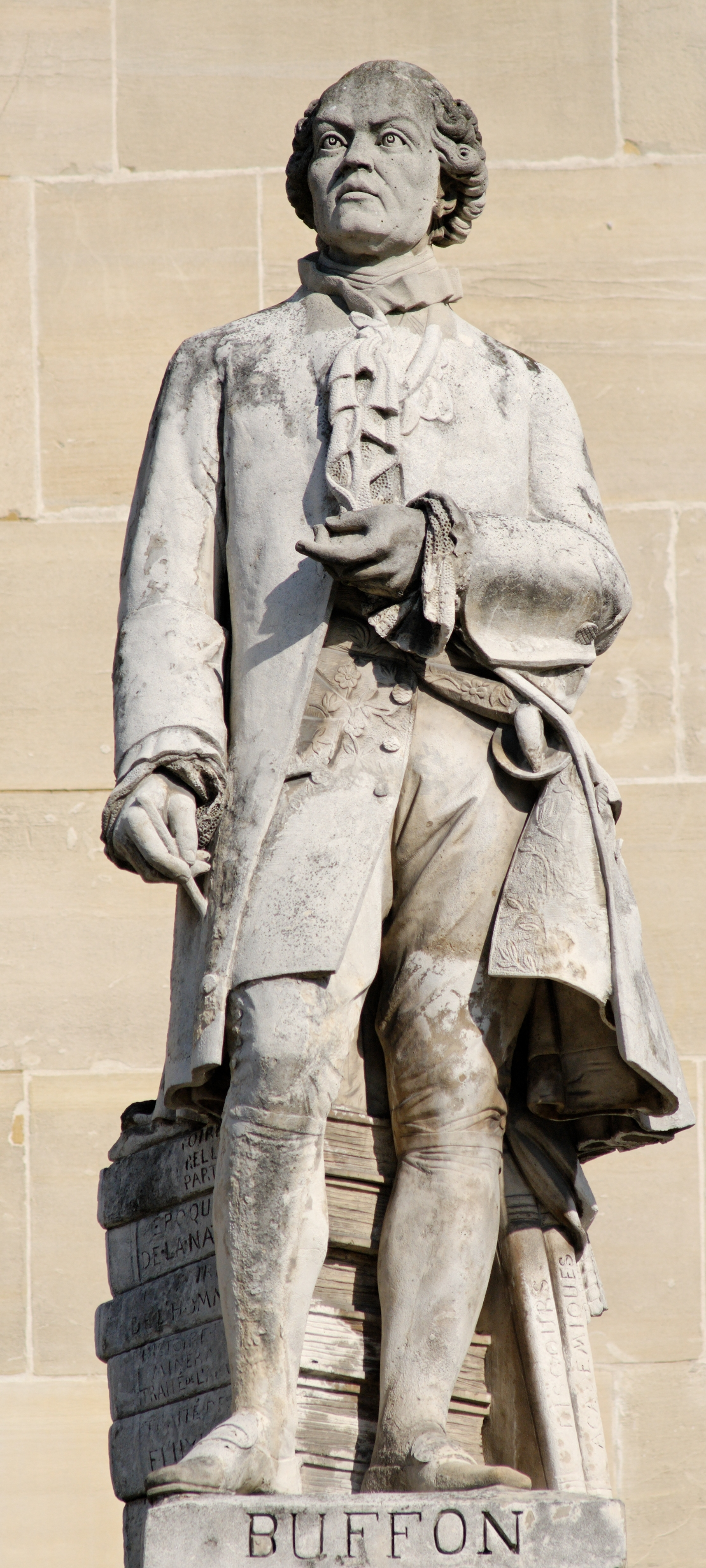
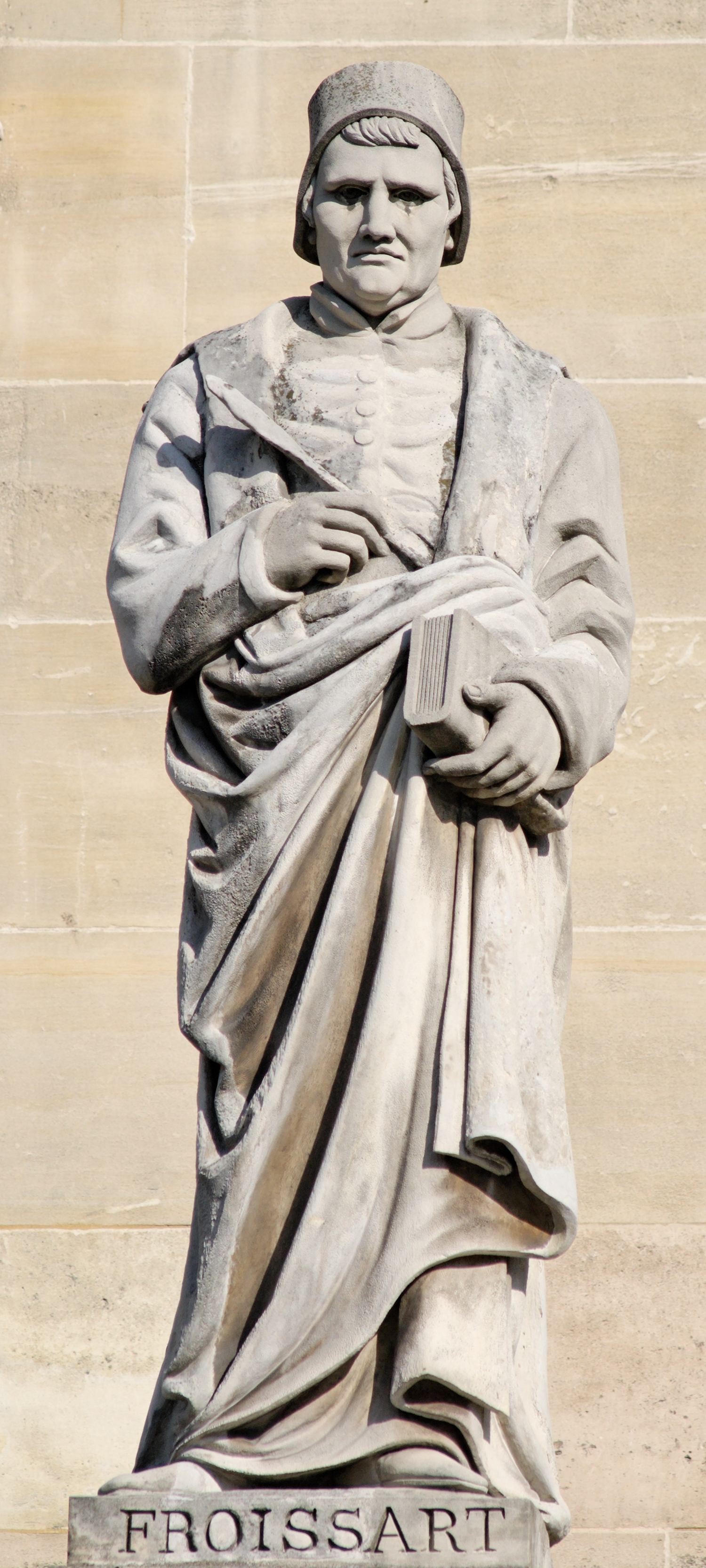
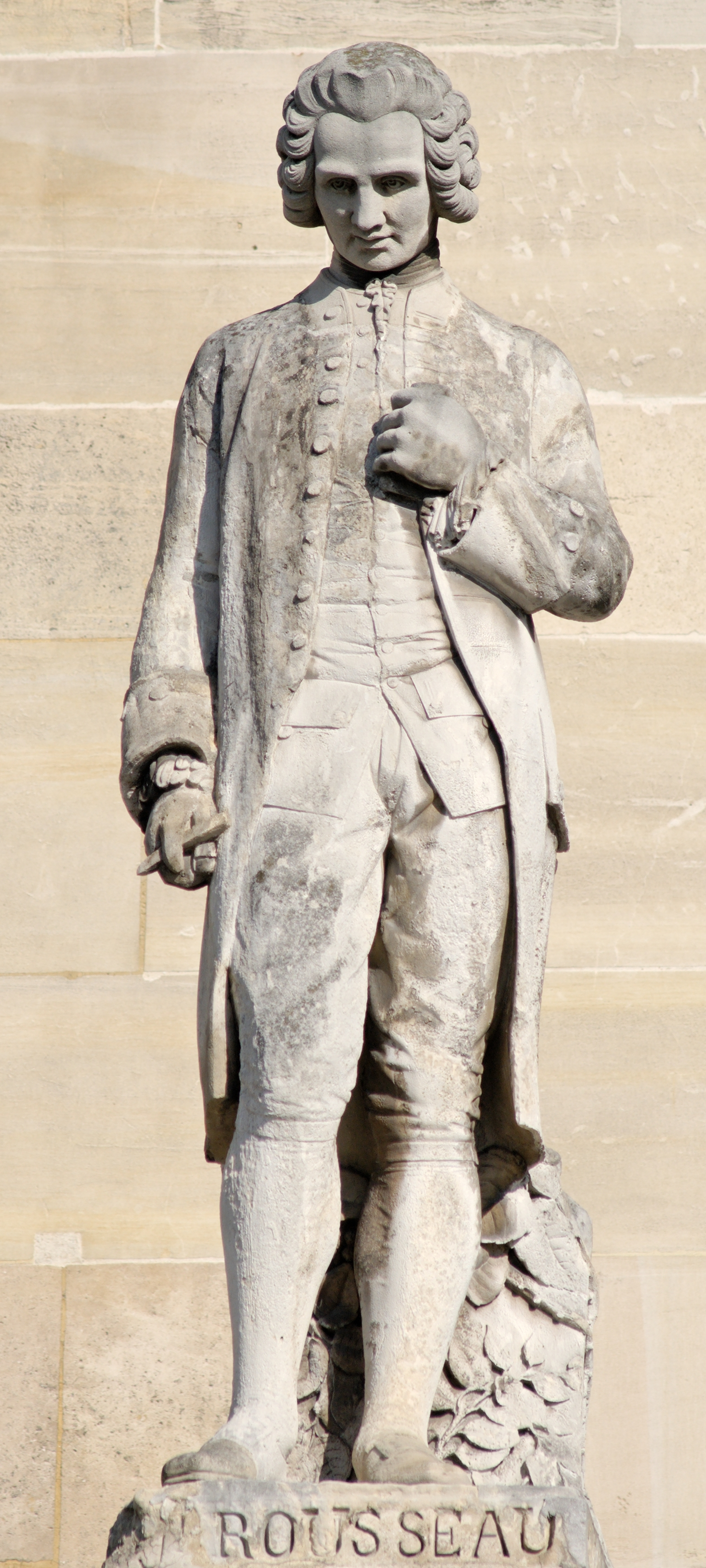
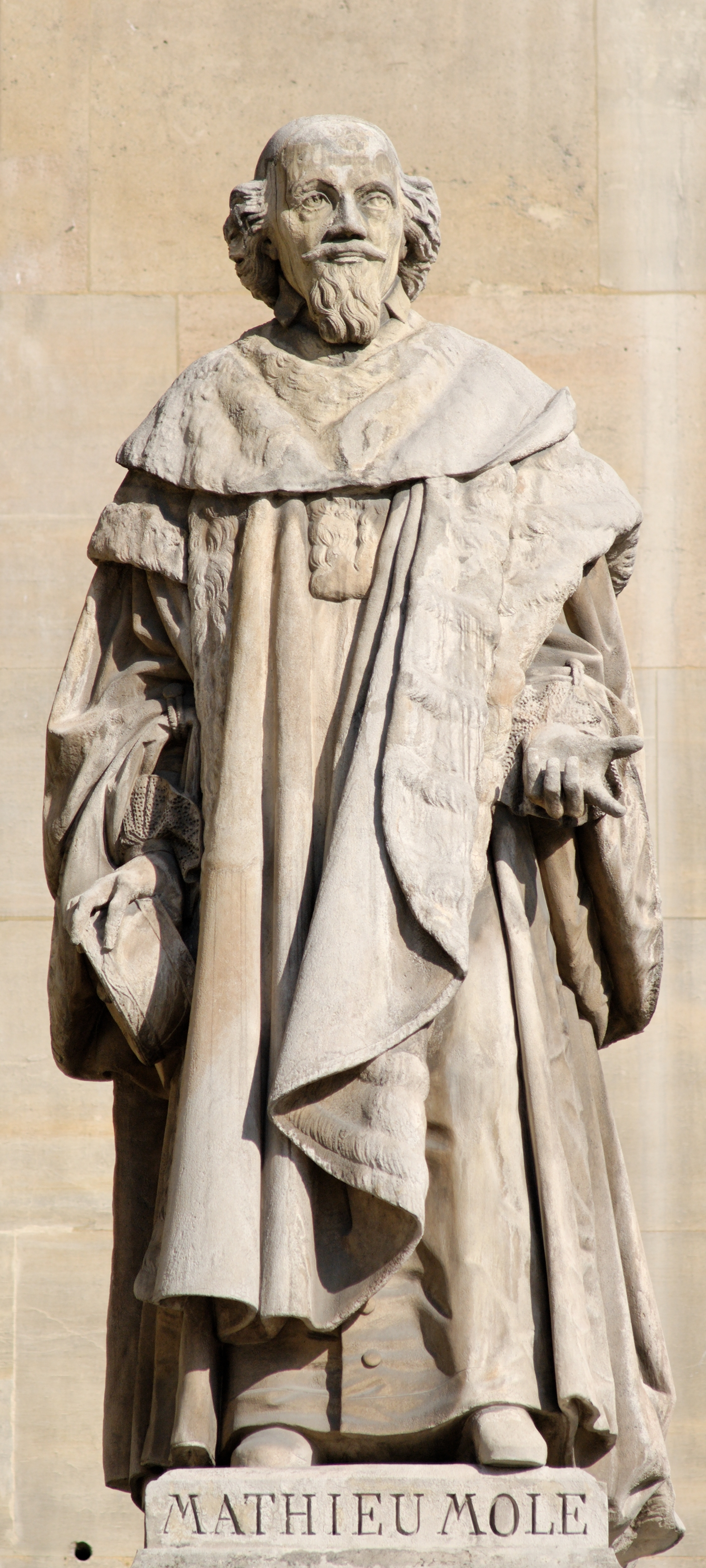
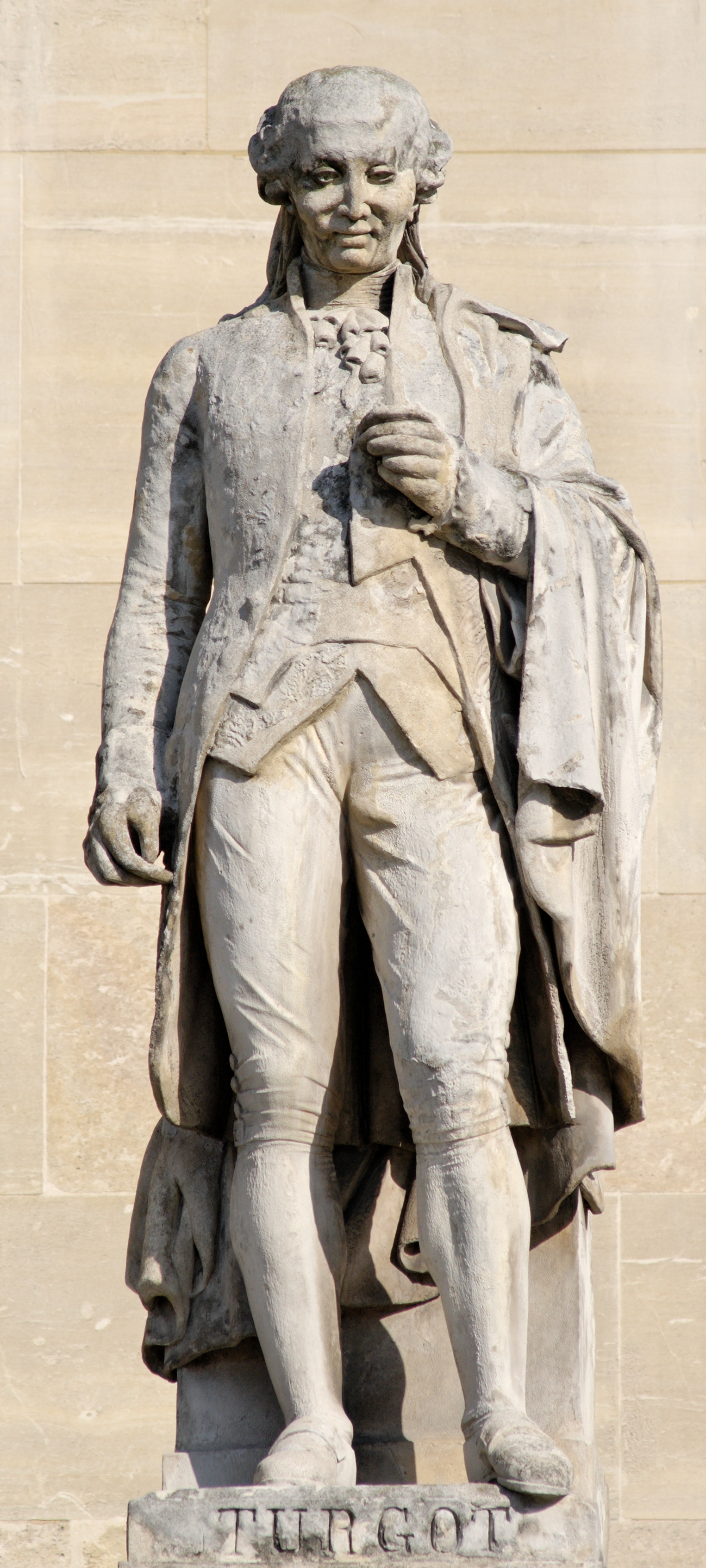
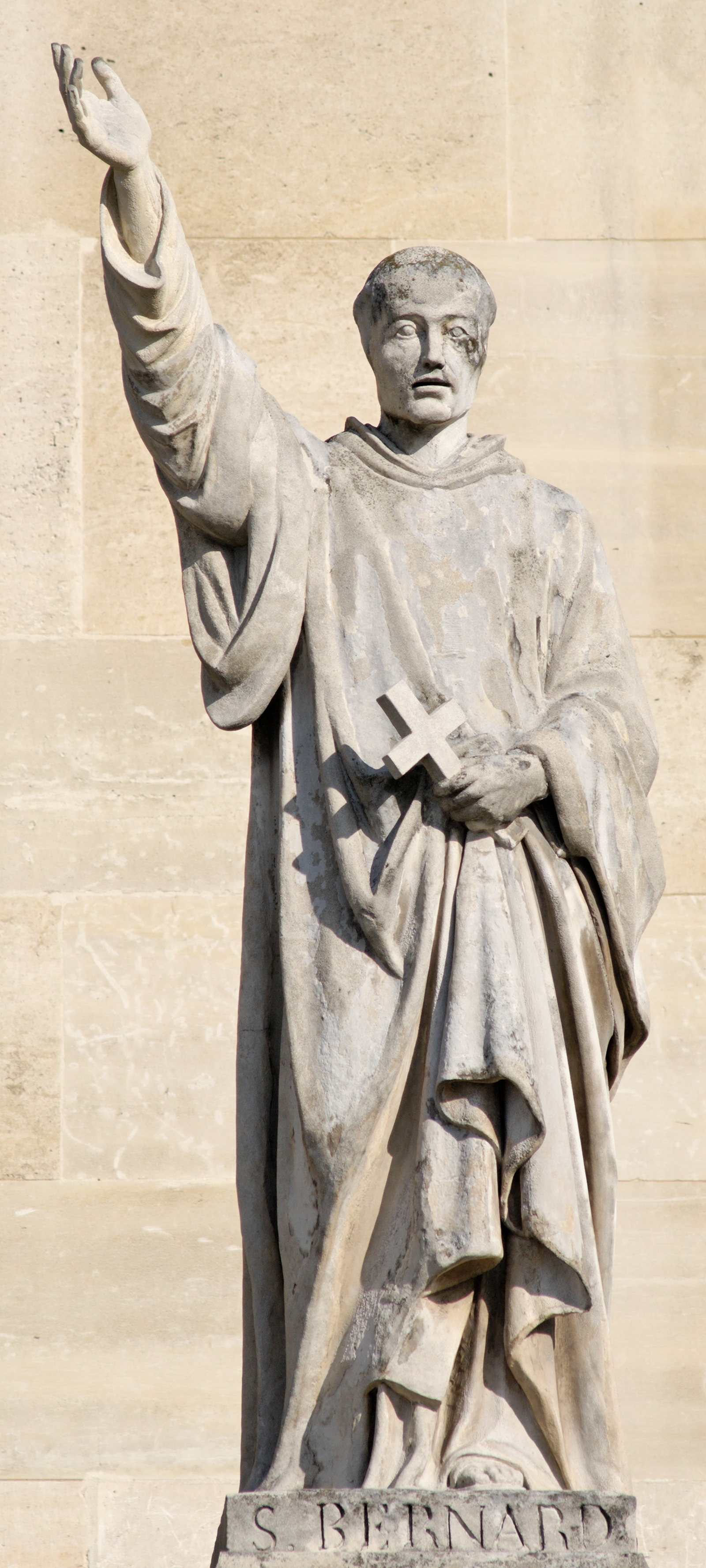
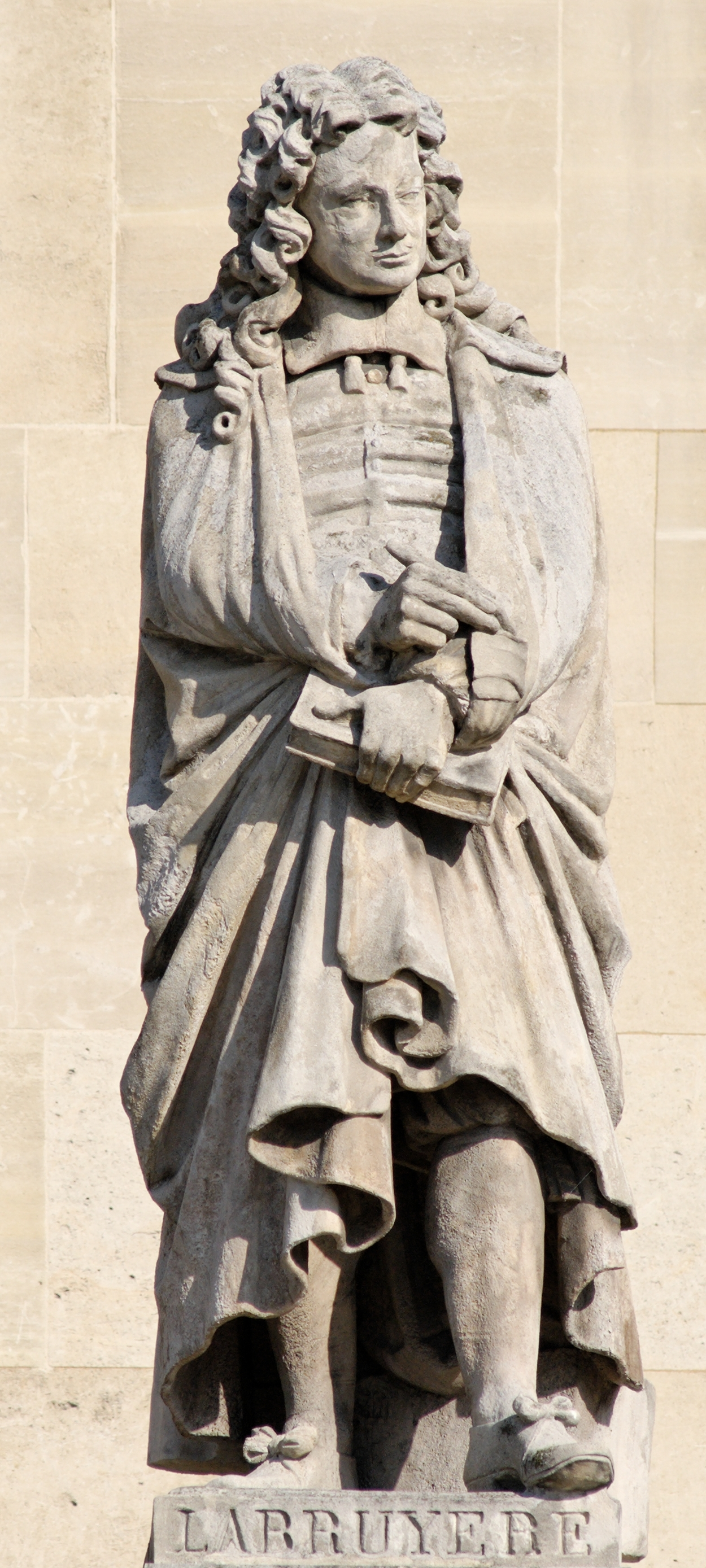
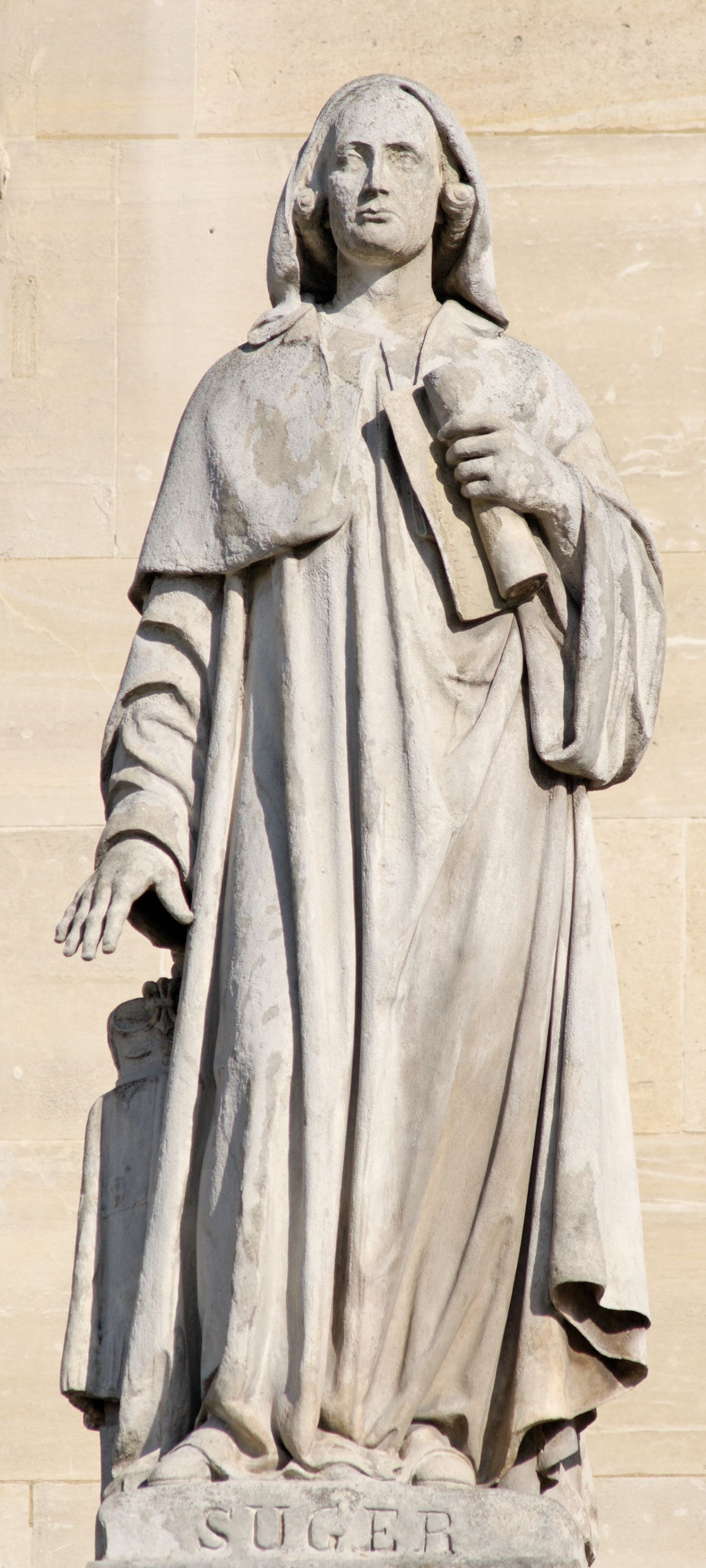
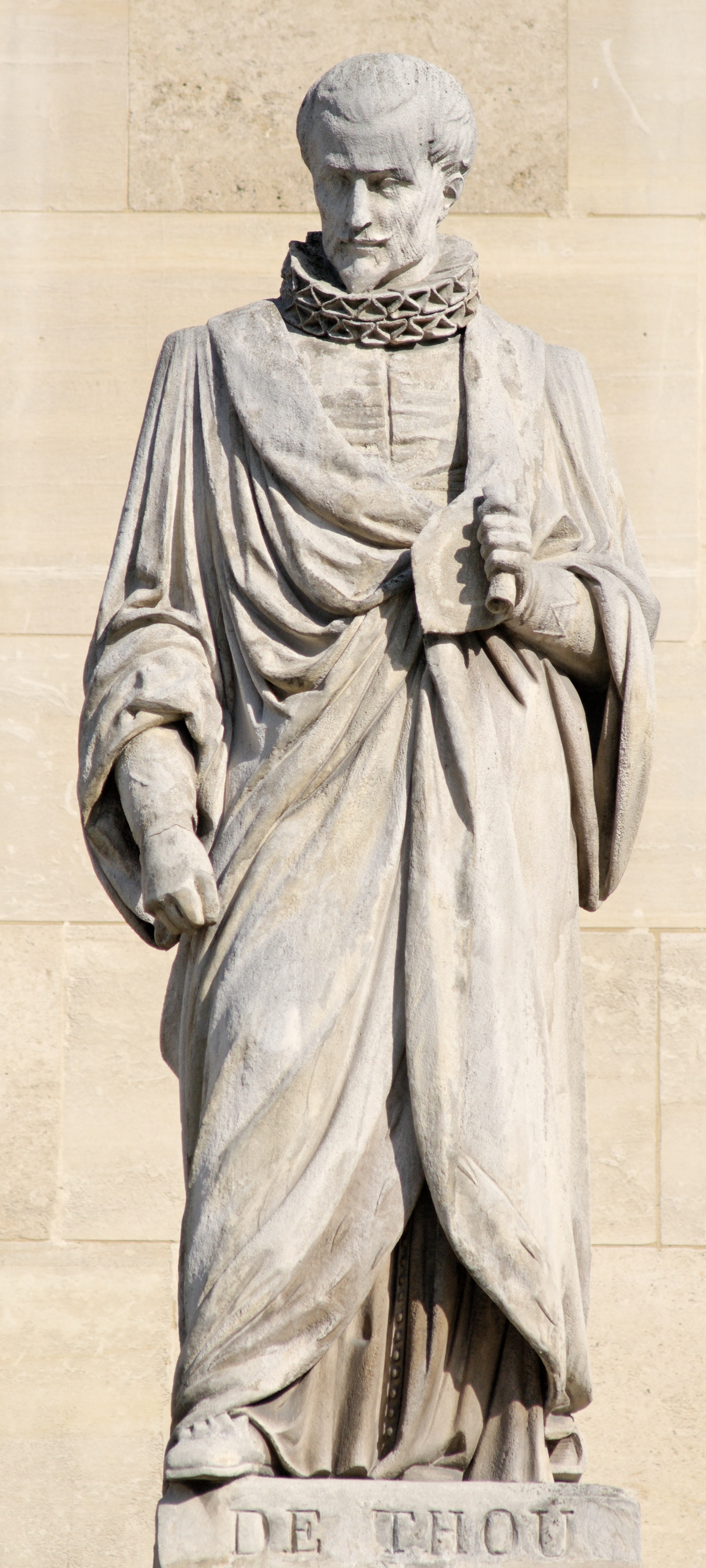
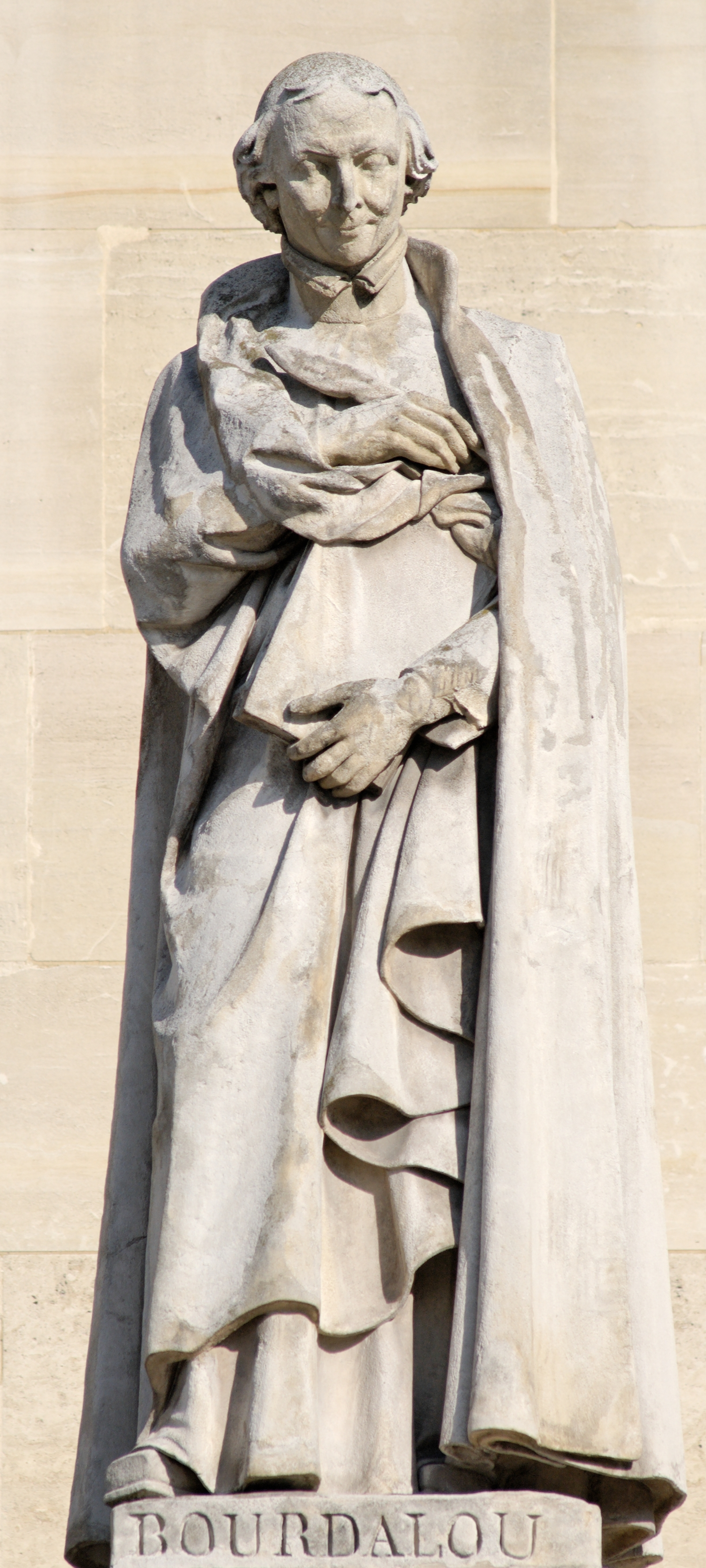
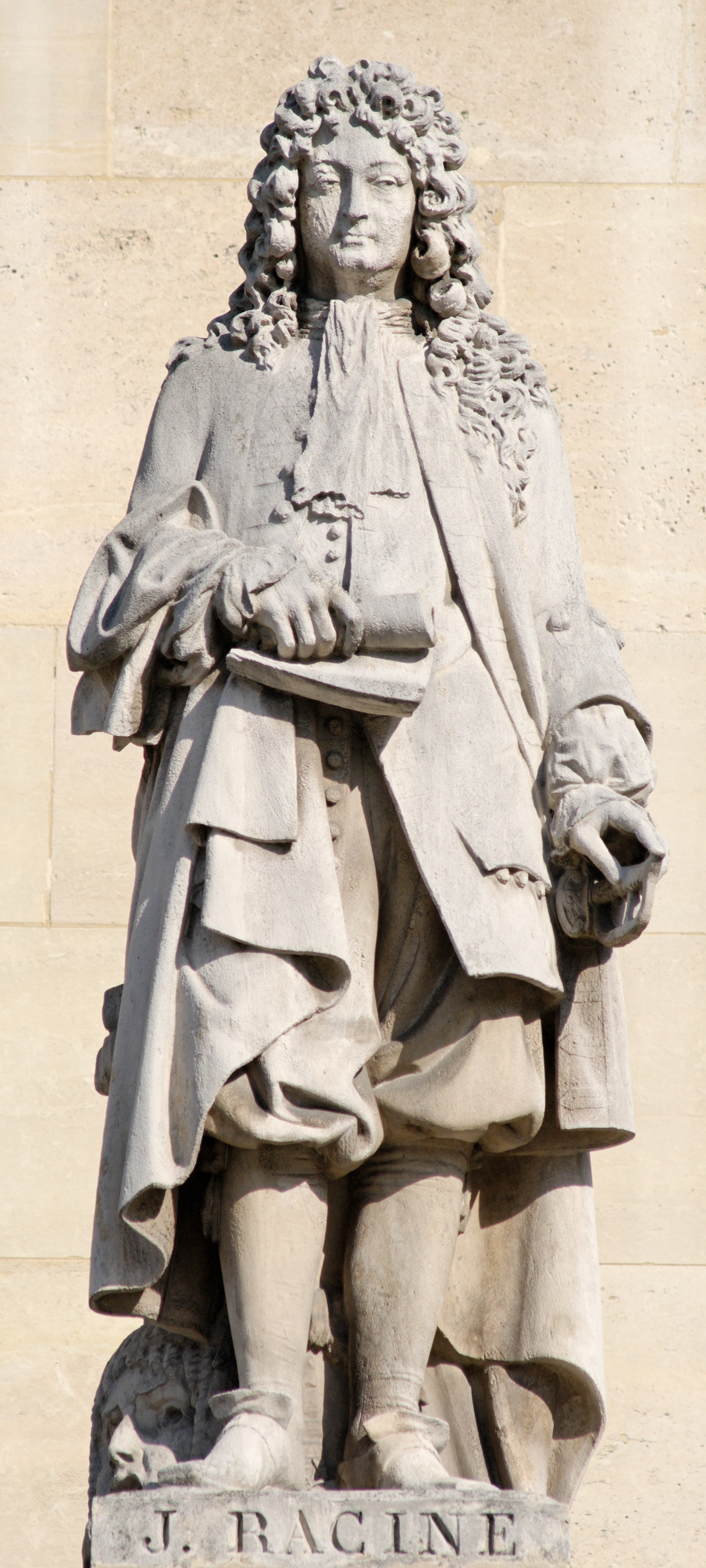
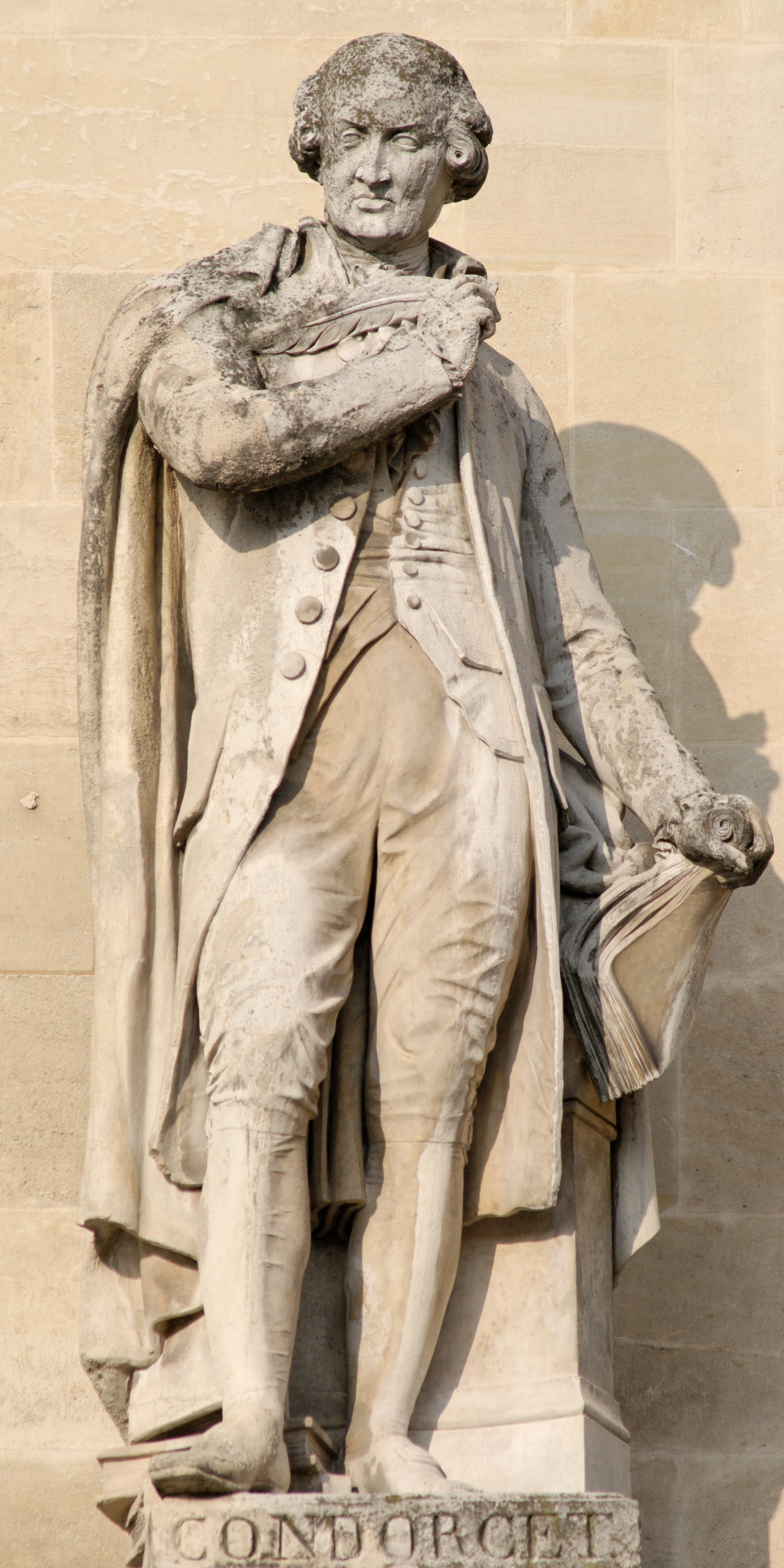
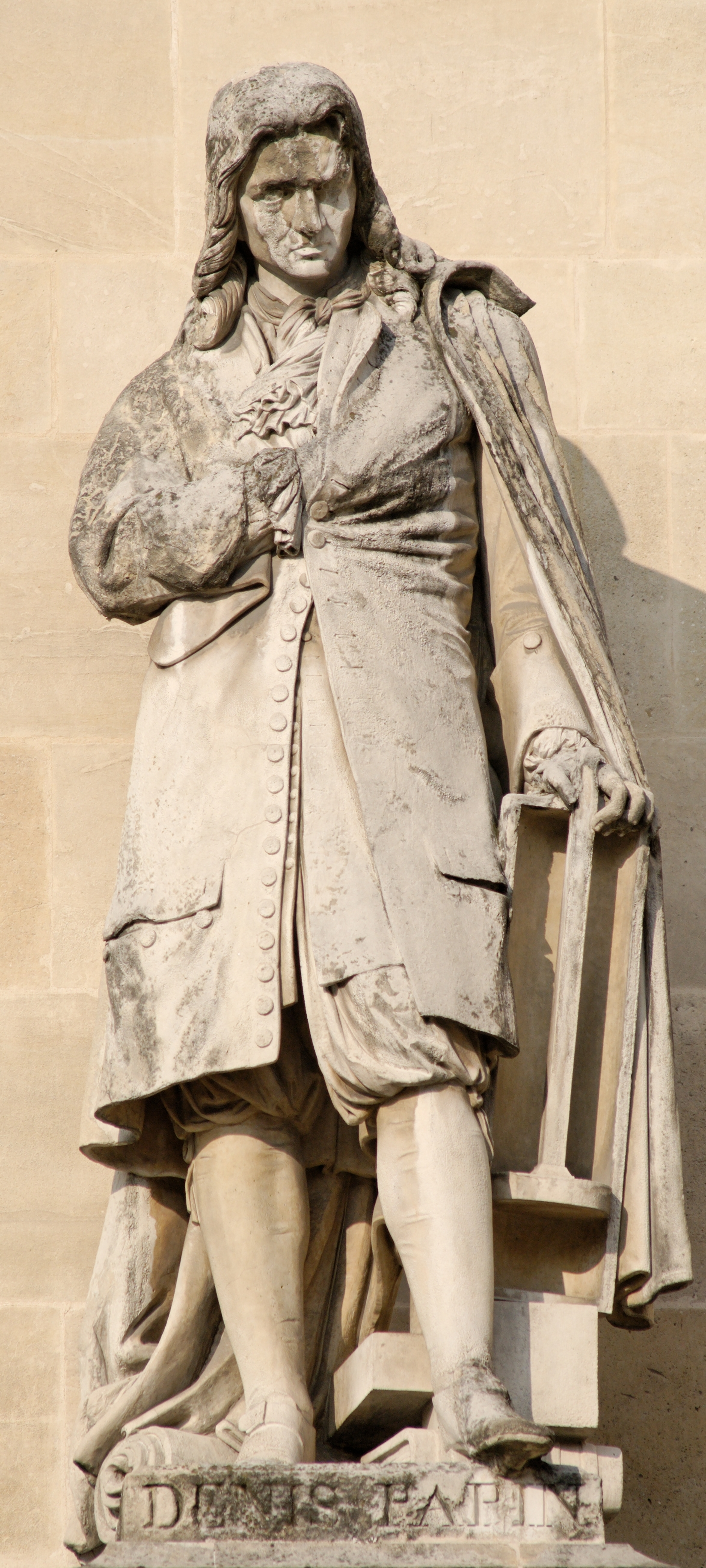
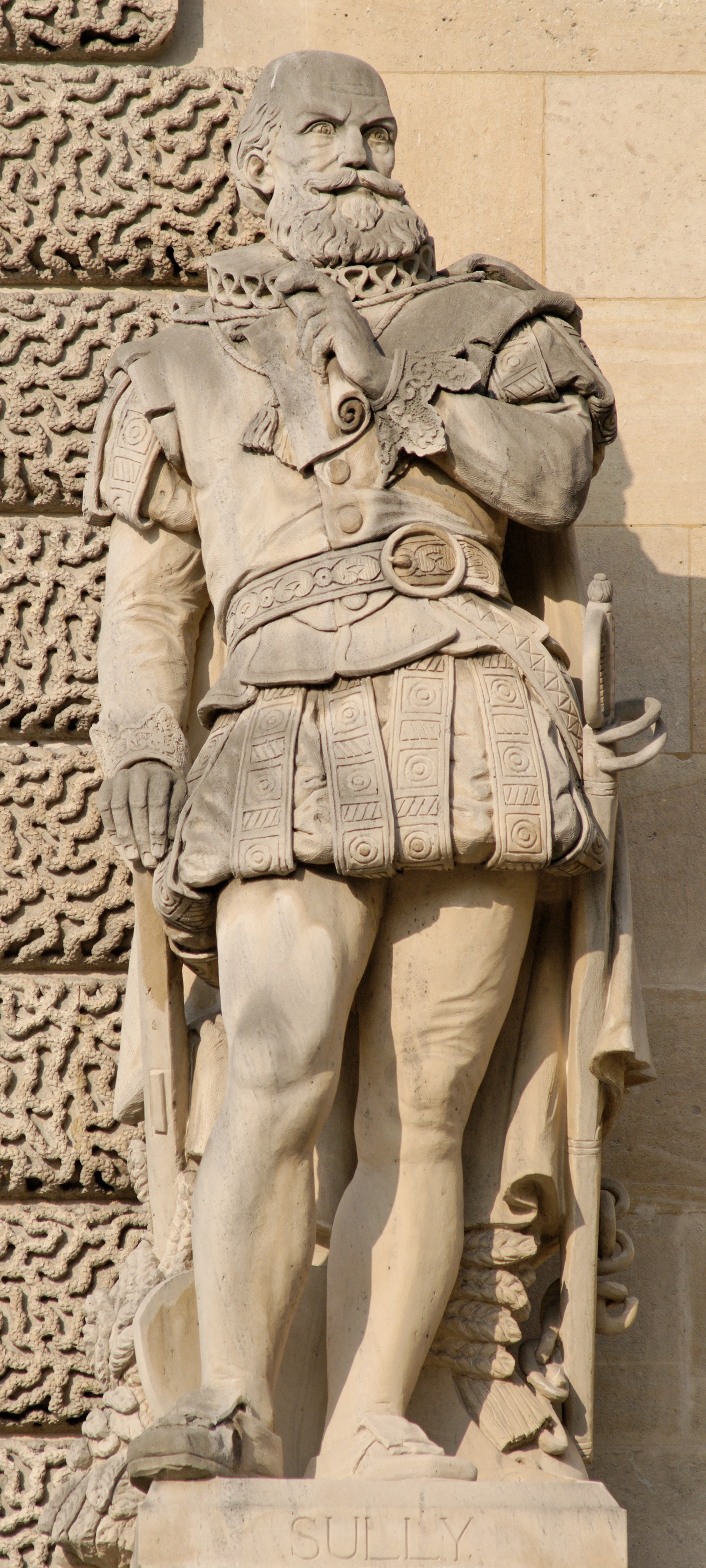
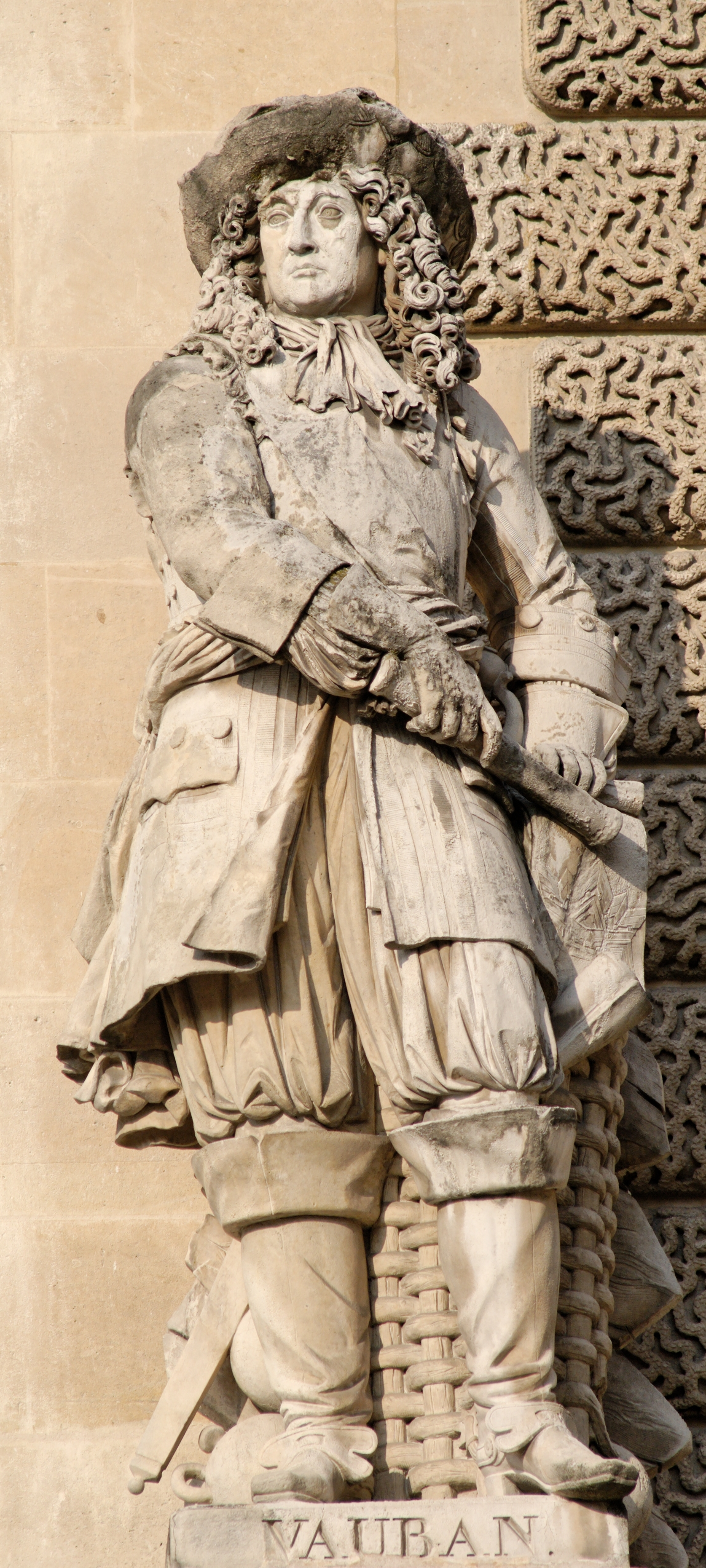
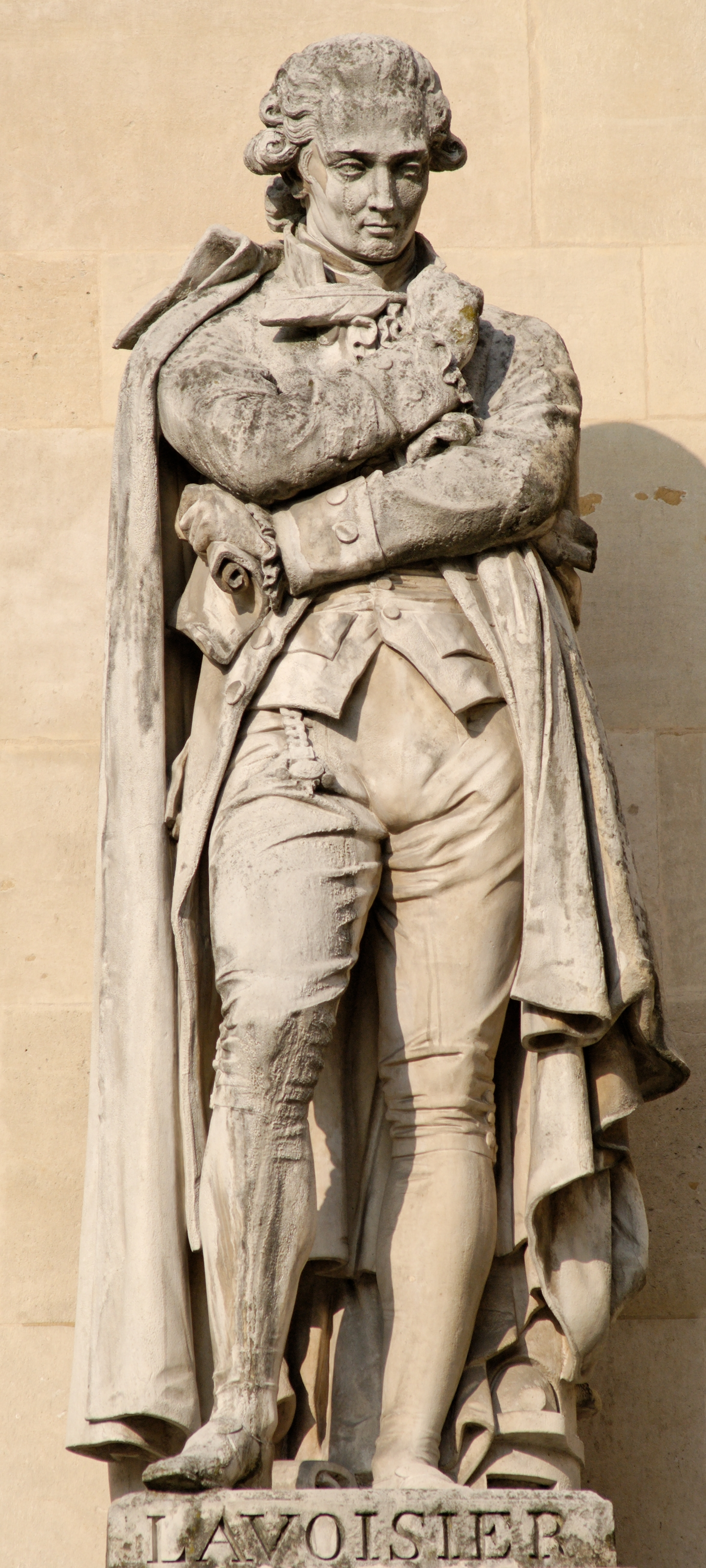
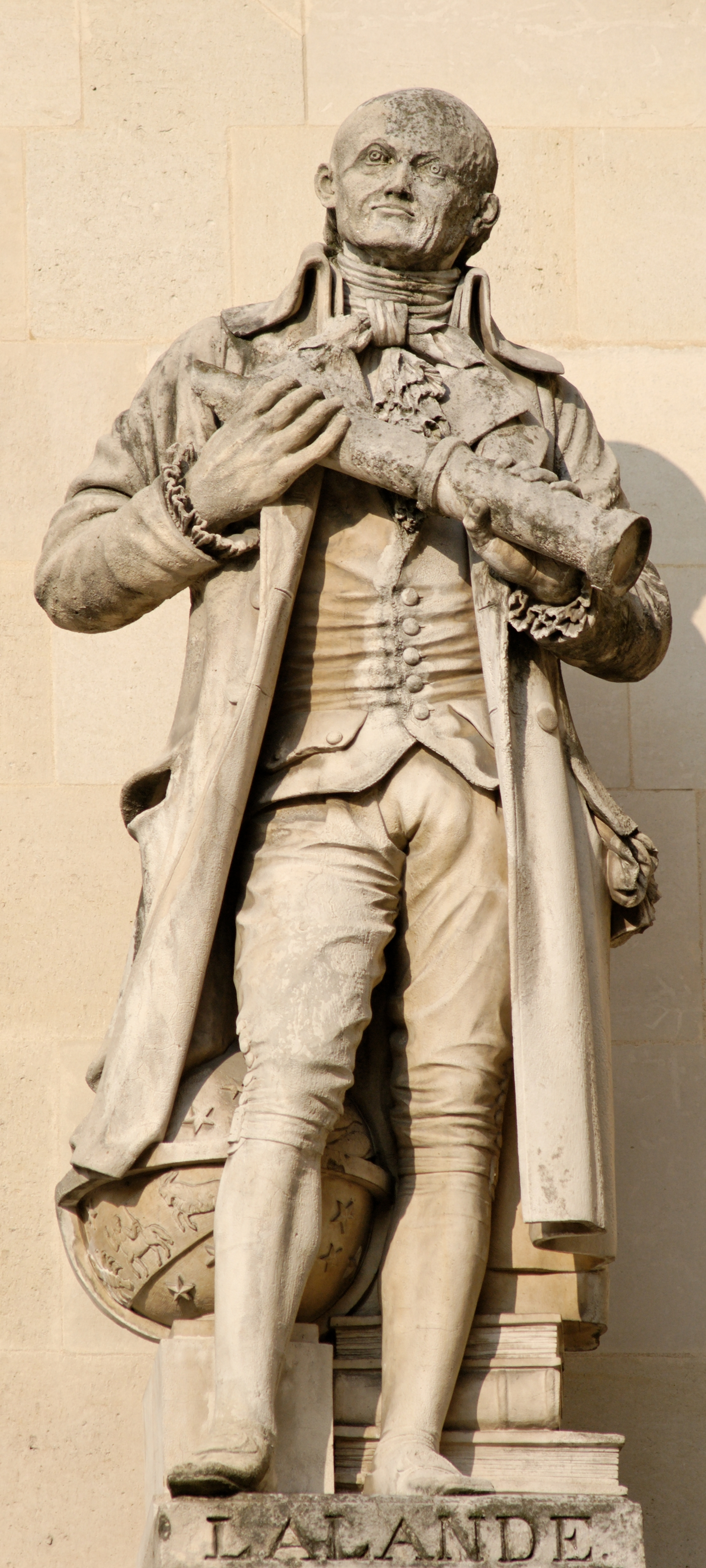
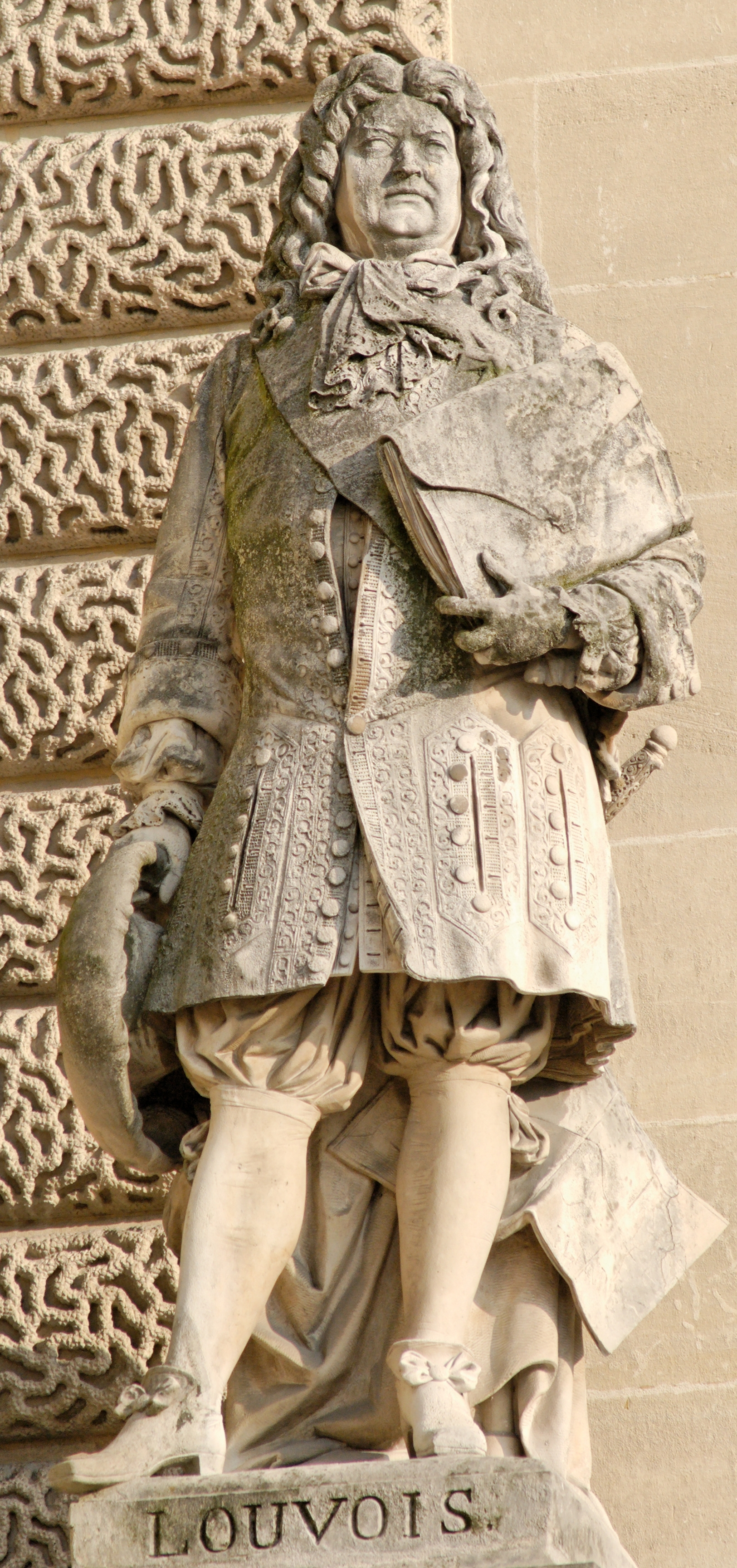
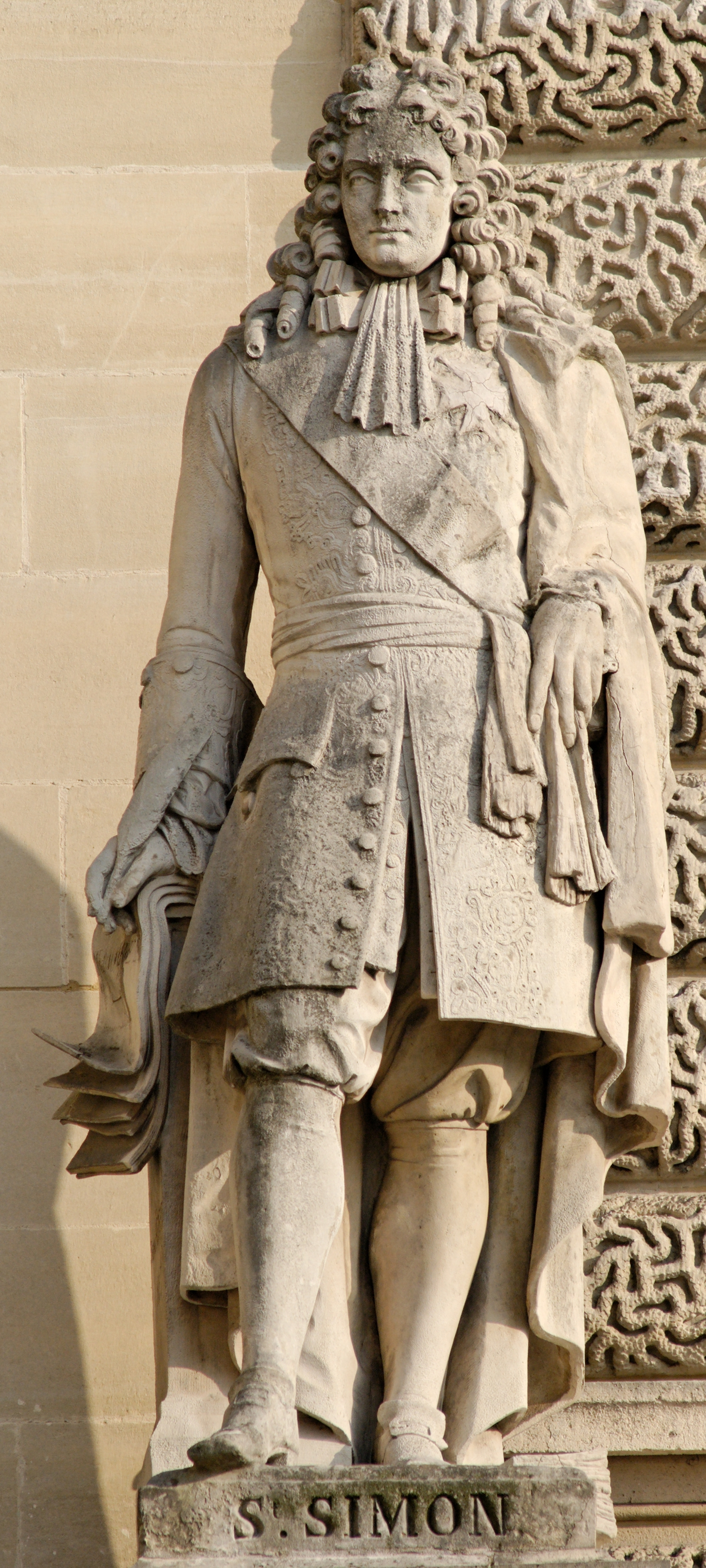
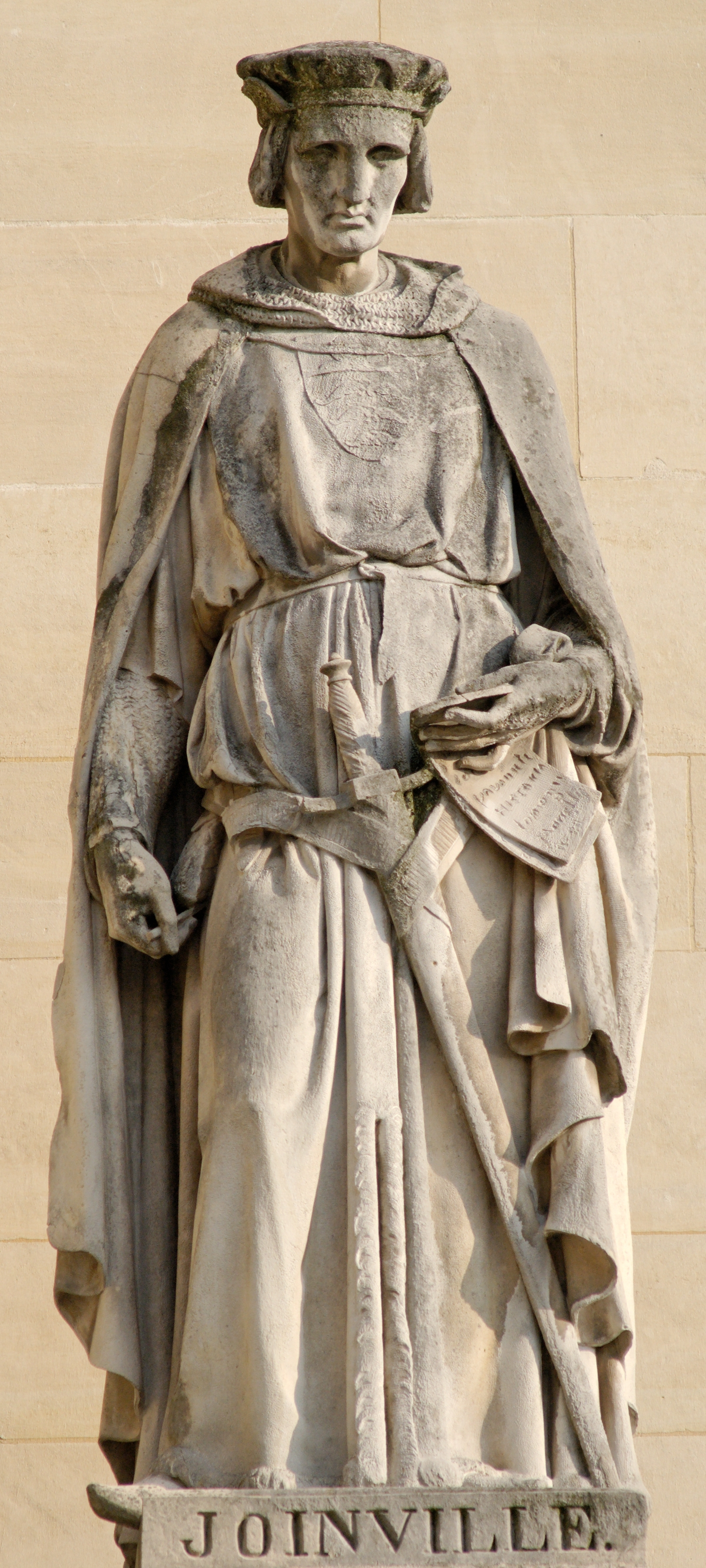
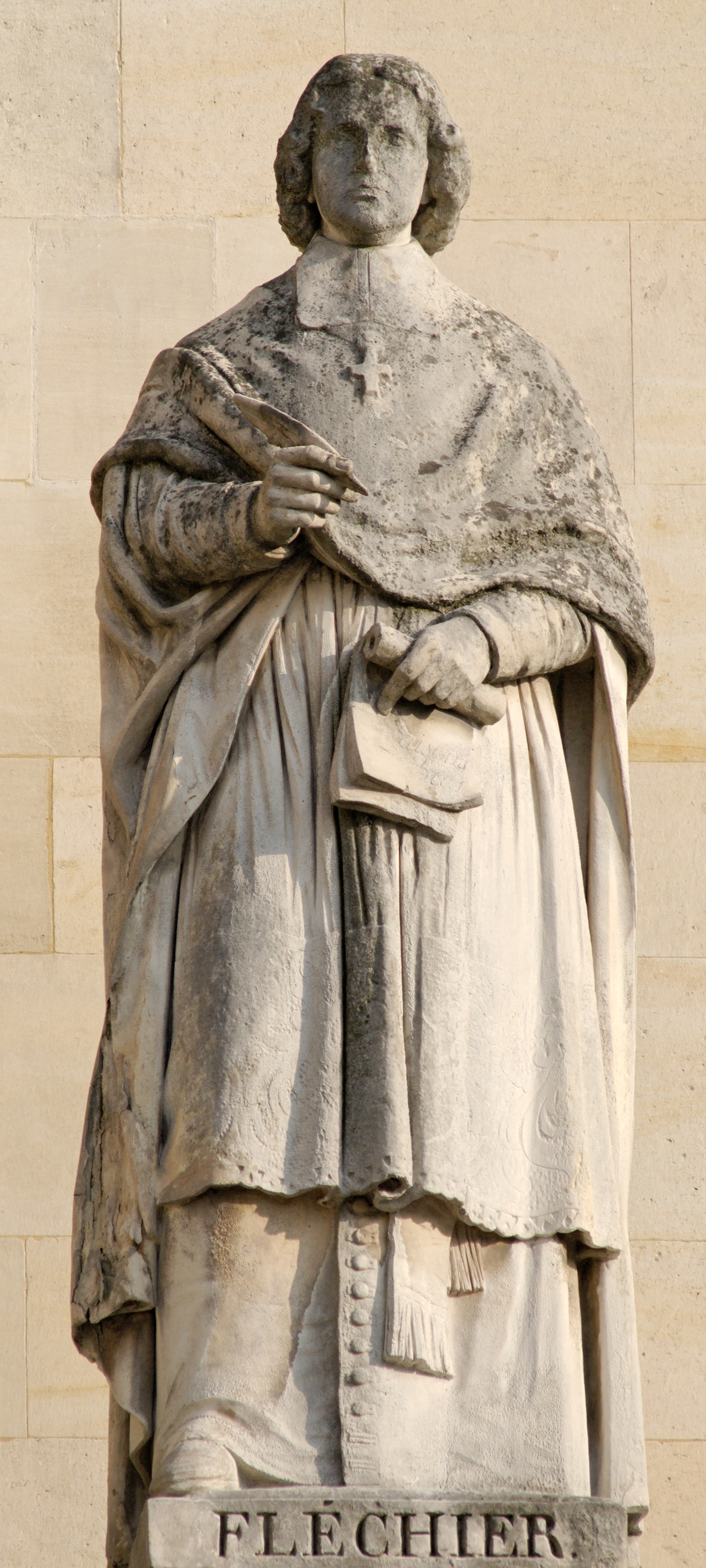
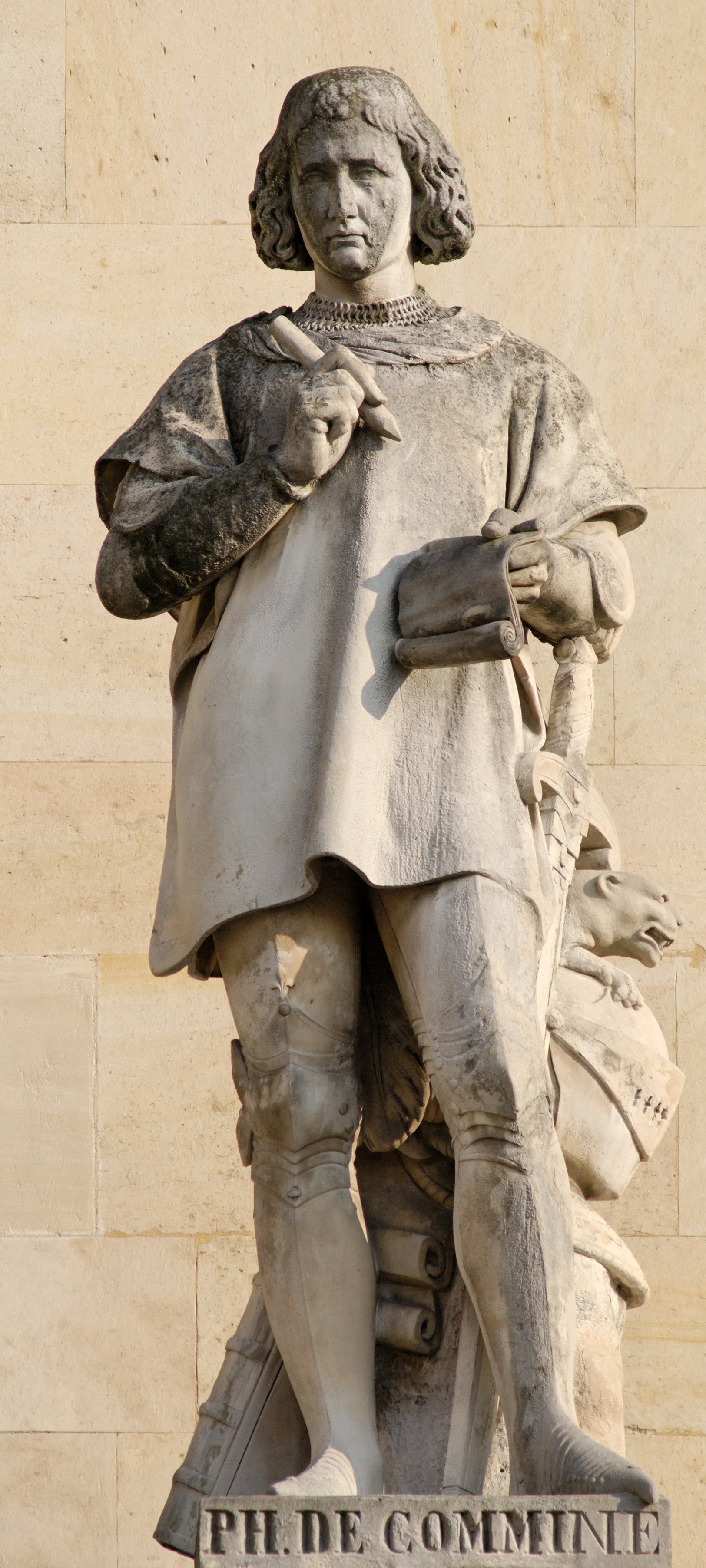
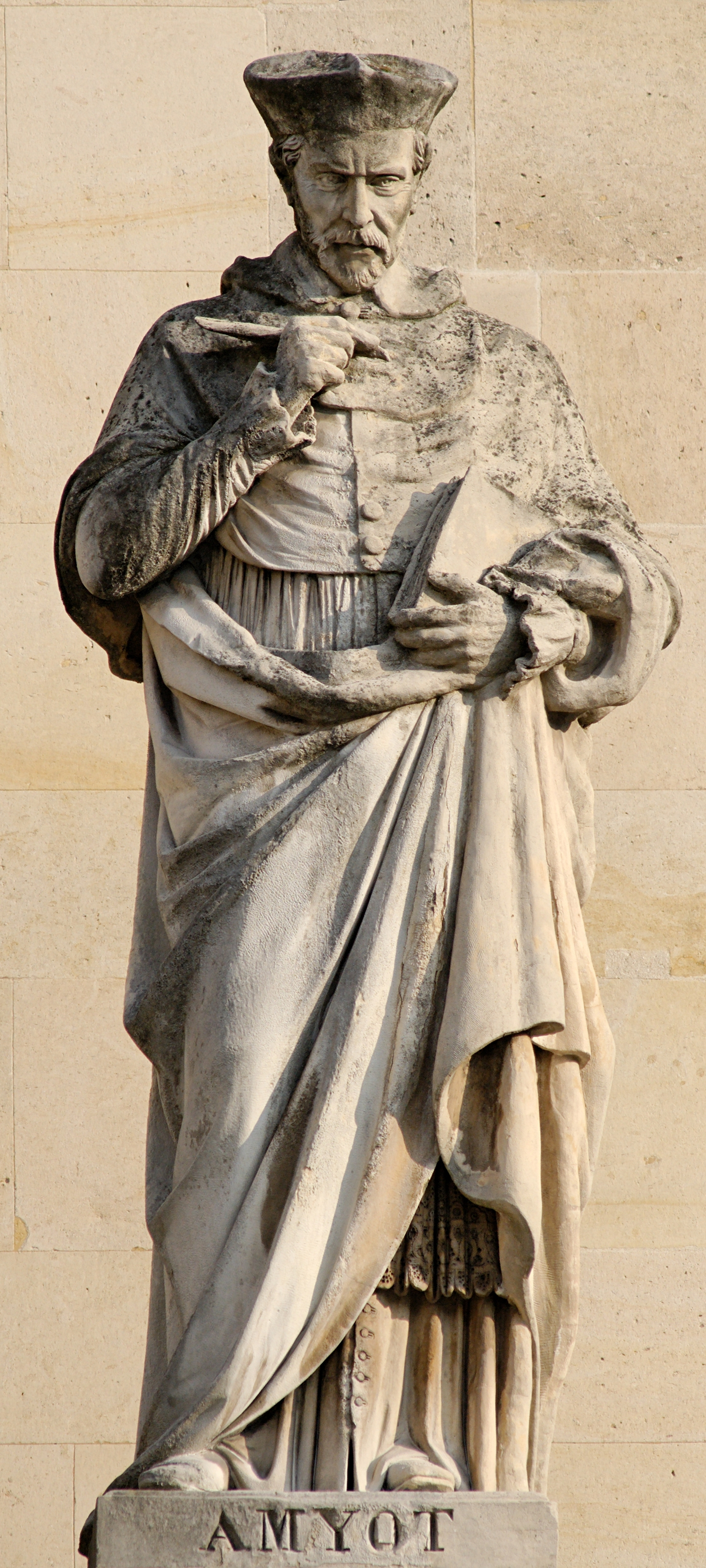
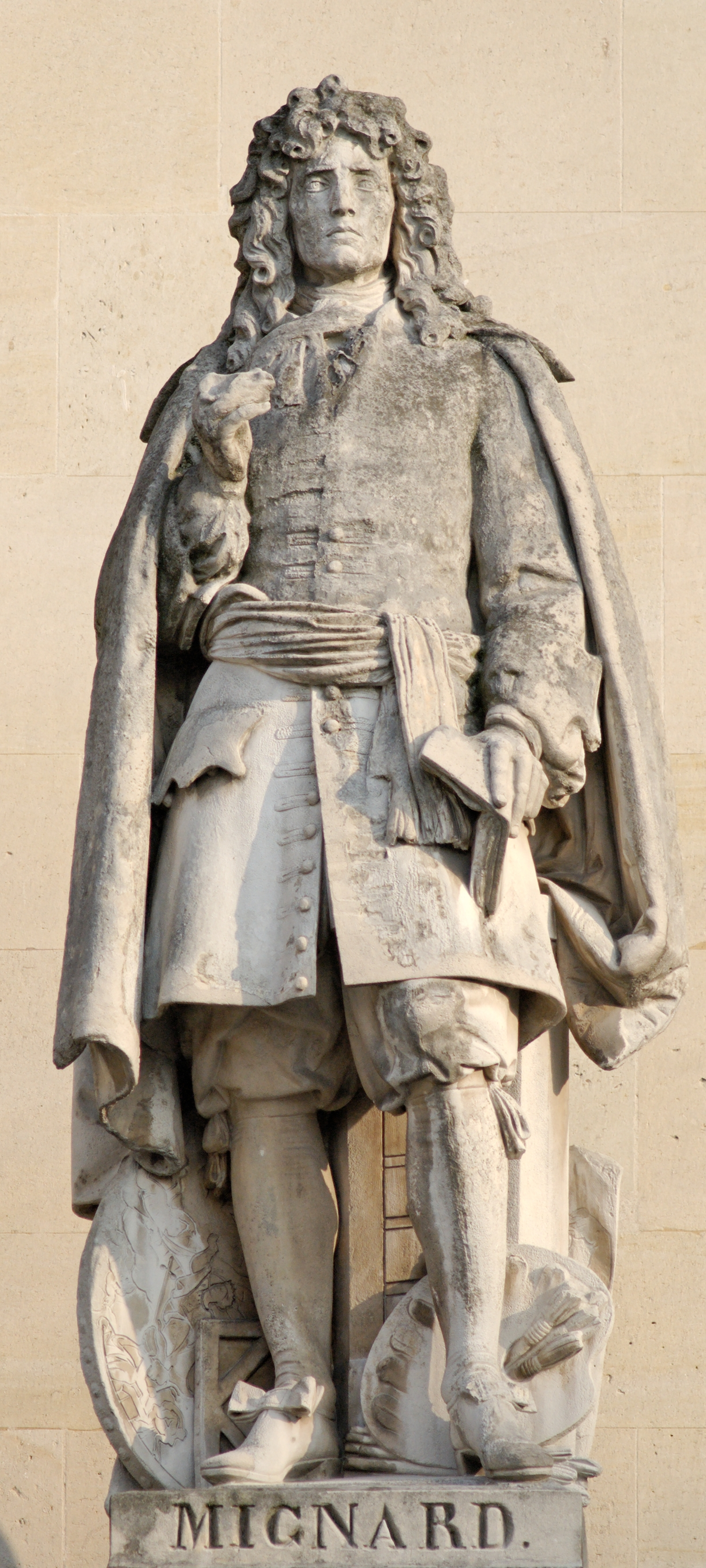
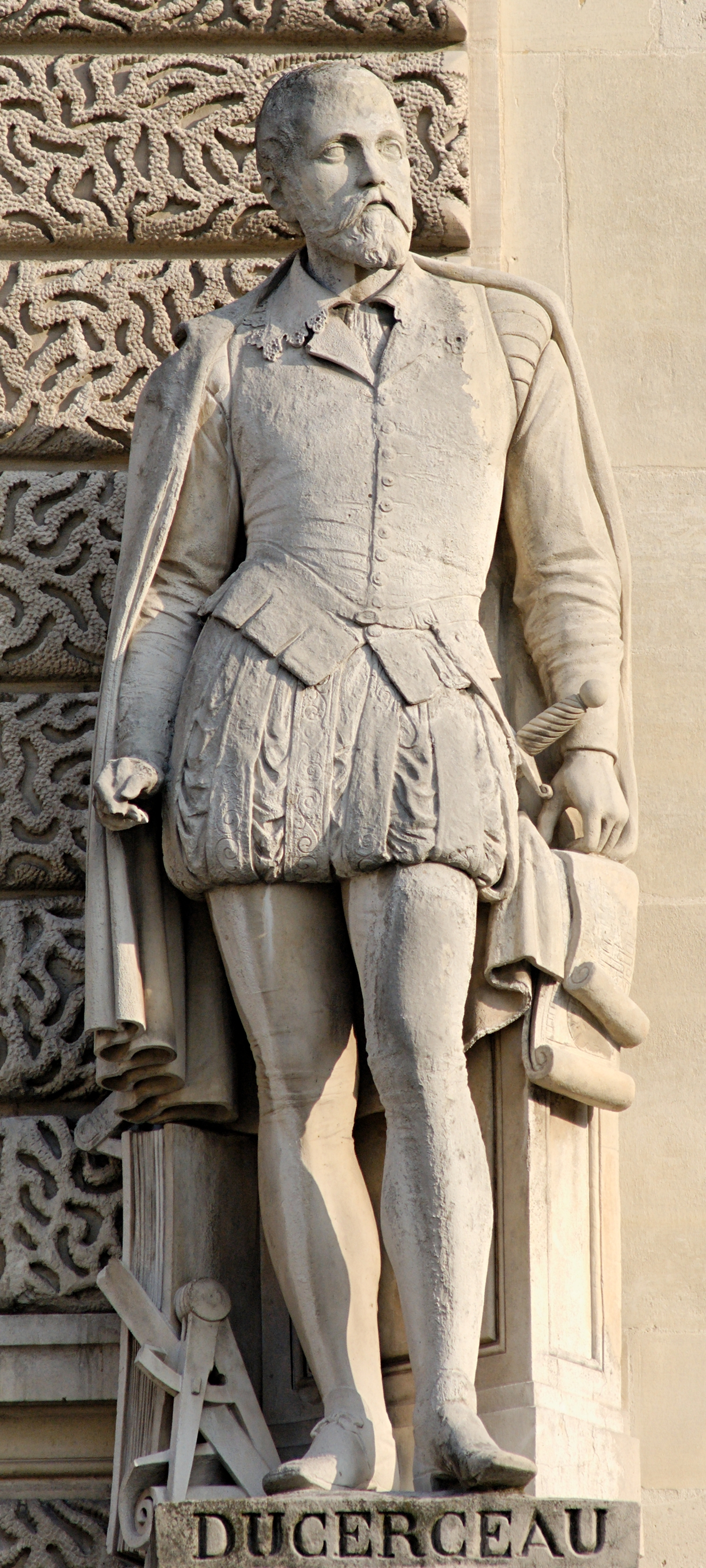

Tra le sculture del Nouveau Louvre, i basamenti dei tre padiglioni principali riportano dei bassorilievi:
- Pavillon Richelieu: "La Francia distribuisce le corone ai suoi figli", di Francisque Joseph Duret;
- Pavillon Sully: "Napoleone I sopra la Storia e le Arti", di Antoine-Louis Barye e Pierre-Charles Simart;
- Pavillon Denon: "Napoleone III circondato dall'Agricoltura, dall'Industria, dal Commercio e dalle Belle Arti", di Simart.

Quest'ultimo bassorilievo rappresenta inoltre una locomotiva a vapore, all'epoca vista come un simbolo del progresso tecnologico e rappresenta ad oggi l'unico ritratto pubblico di Napoleone III sopravvissuto a Parigi.

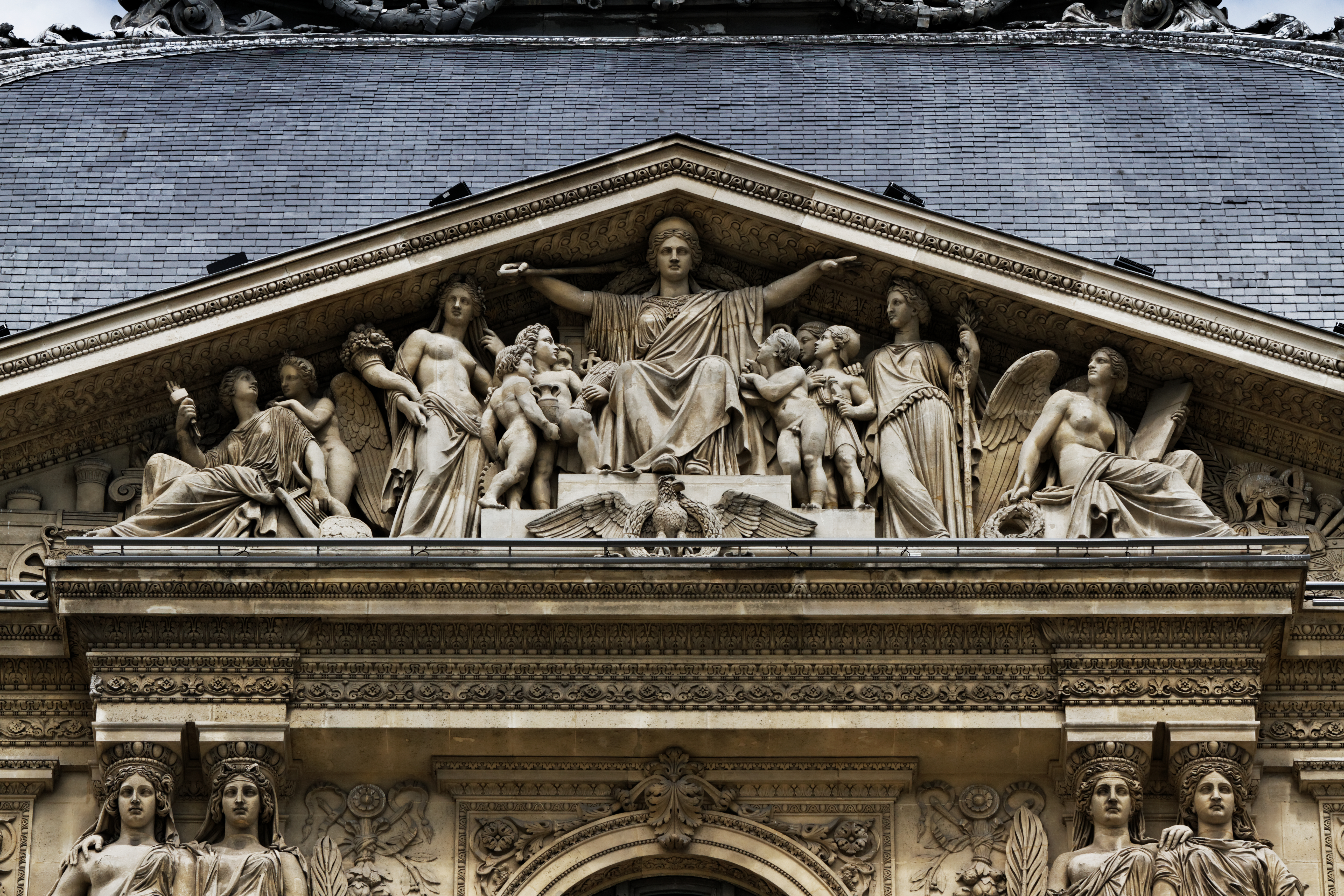
Base del Pavillon Richelieu
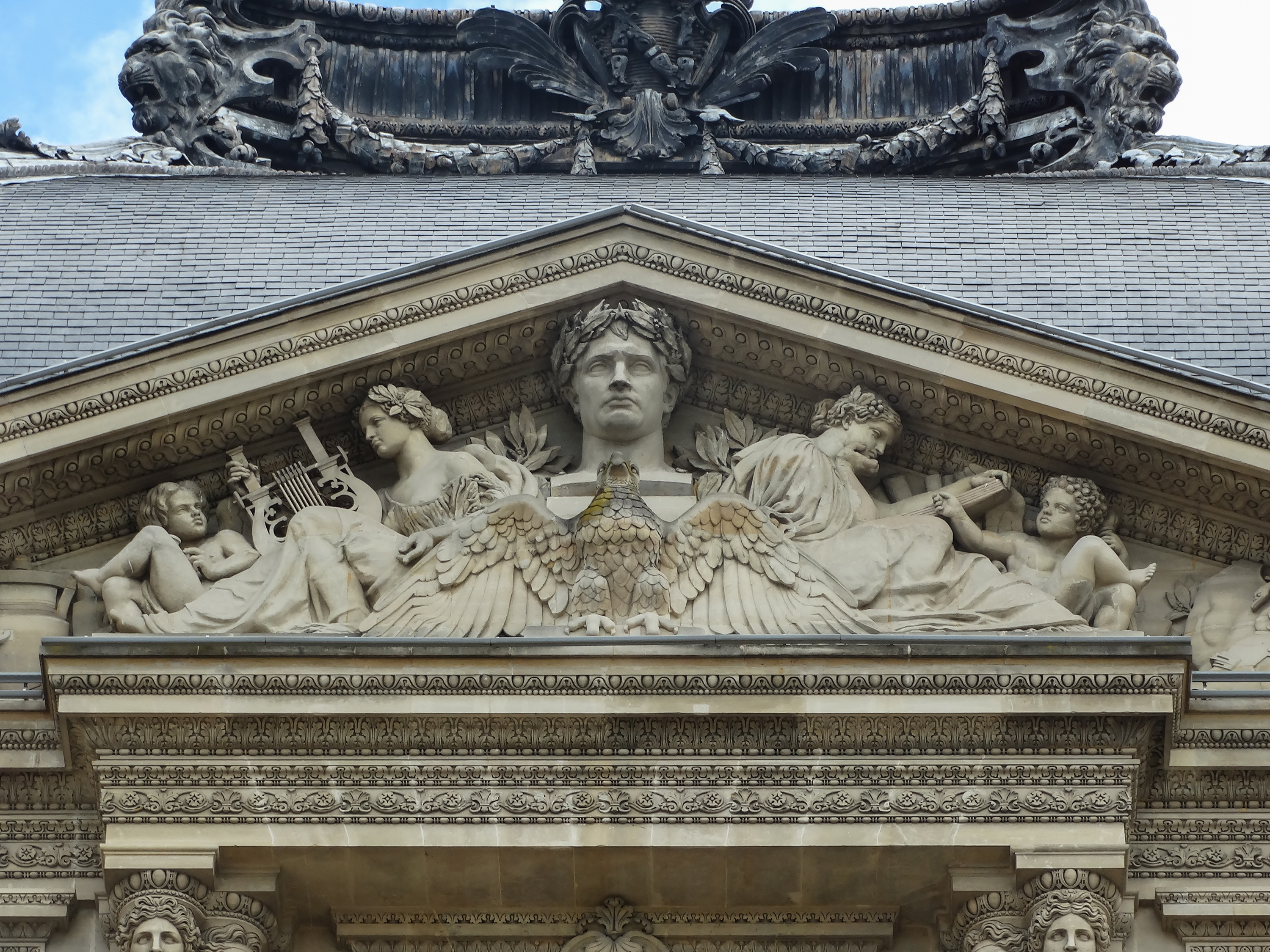
Base del Pavillon Sully
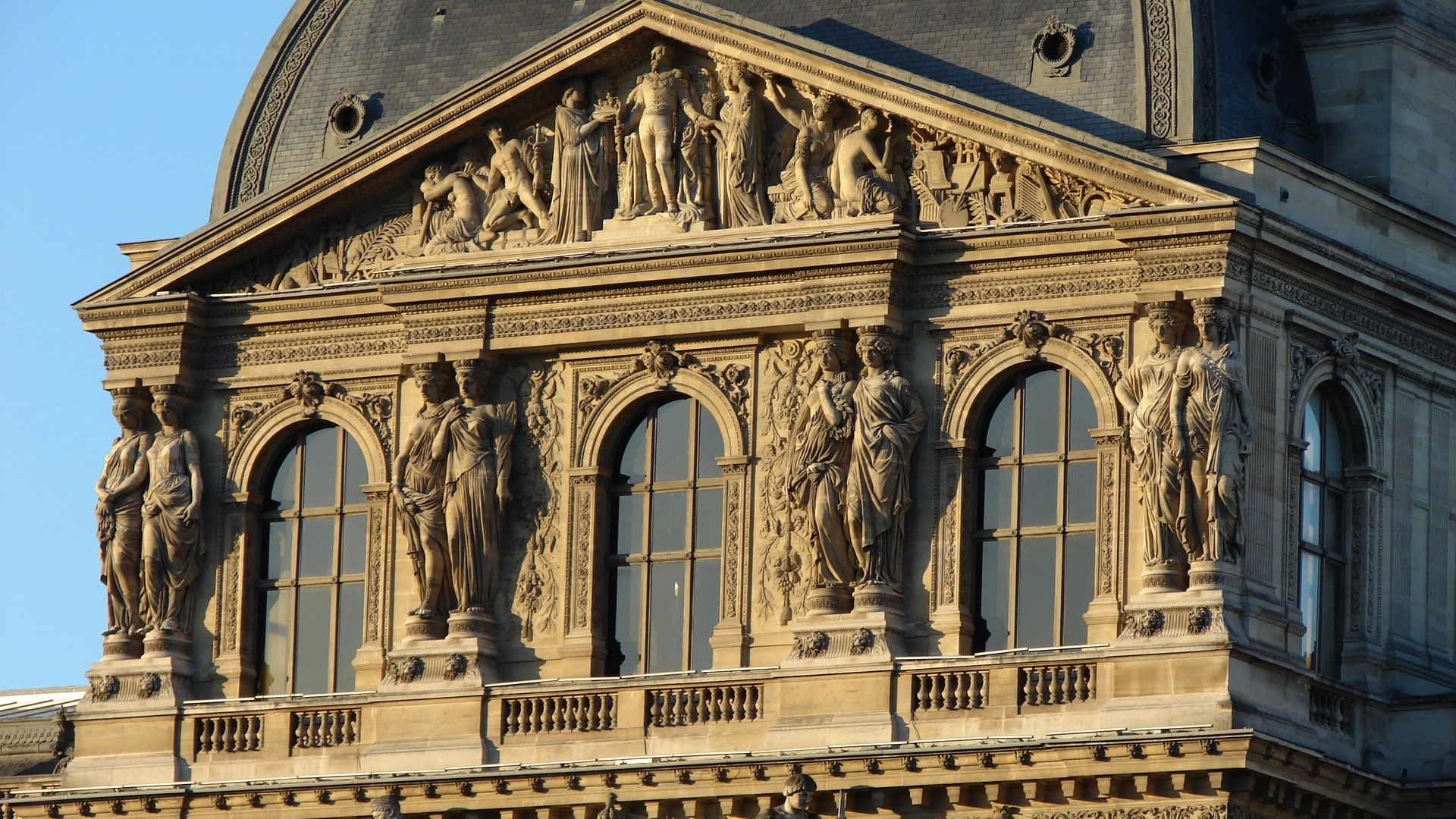
Base del Pavillon Denon

La Salle du Manège dell'ala sud fornì a Lefuel per portare avanti nuove ricche decorazioni che vennero eseguite dopo l'inaugurazione del Nuovo Louvre. All'esterno della Cour Lefuel, si trovano quattro gruppi con animali selvatici realizzati da Pierre Louis Rouillard alla base delle due rampe di scale: "Un cane e i suoi piccoli", "Un lupo e i suoi piccoli", "Un cane combatte con un lupo" e "Un cane combatte con un cinghiale". In cima alle rampe, sopra l'entrata del maneggio coperto, si trova un gruppo, anch'esso realizzato da Rouillard, che rappresenta tre cavalli in corsa che riprende i chaveaux du soleil realizzati da Robert Le Lorrain all'Hotel de Rohan. All'interno il tema della caccia viene ripreso con figure di teste di cavalli e di altri animali, realizzate da Emmanuel Frémiet, Rouillard, Alfred Jacquemart, Germain Demay e Houguenade.

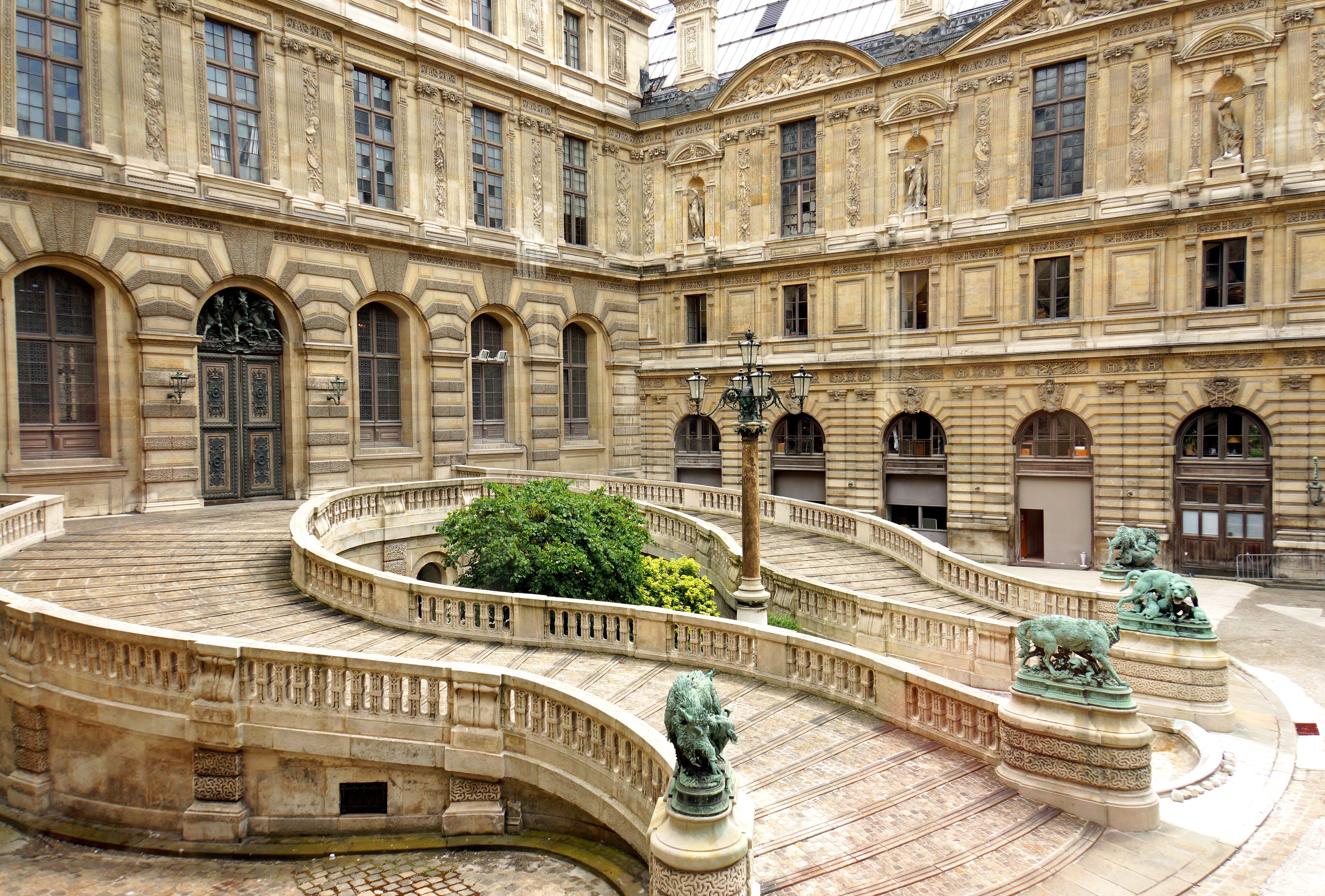
La scalinata con le sculture di Rouillard
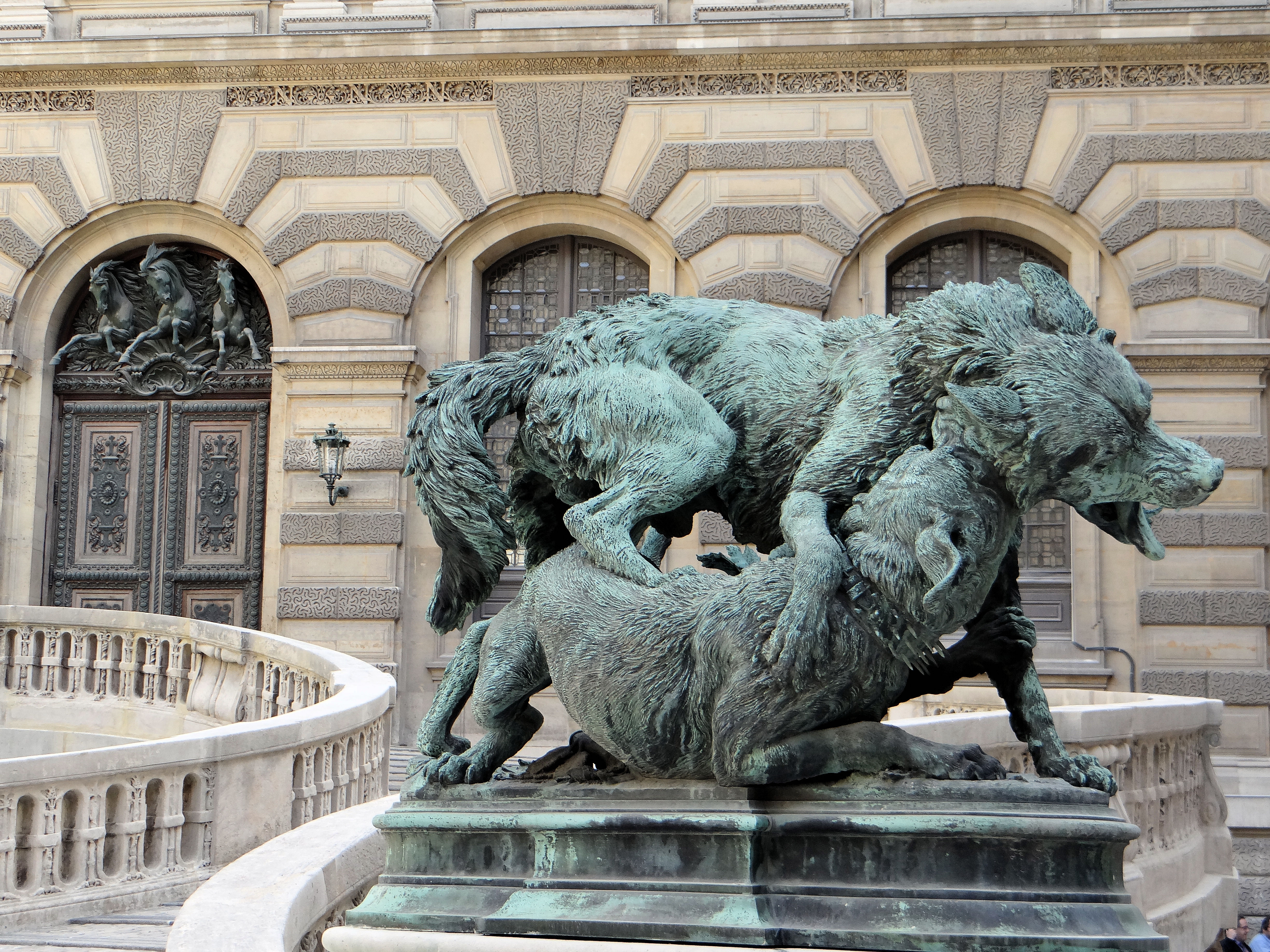
"Cane che combatte con un lupo"
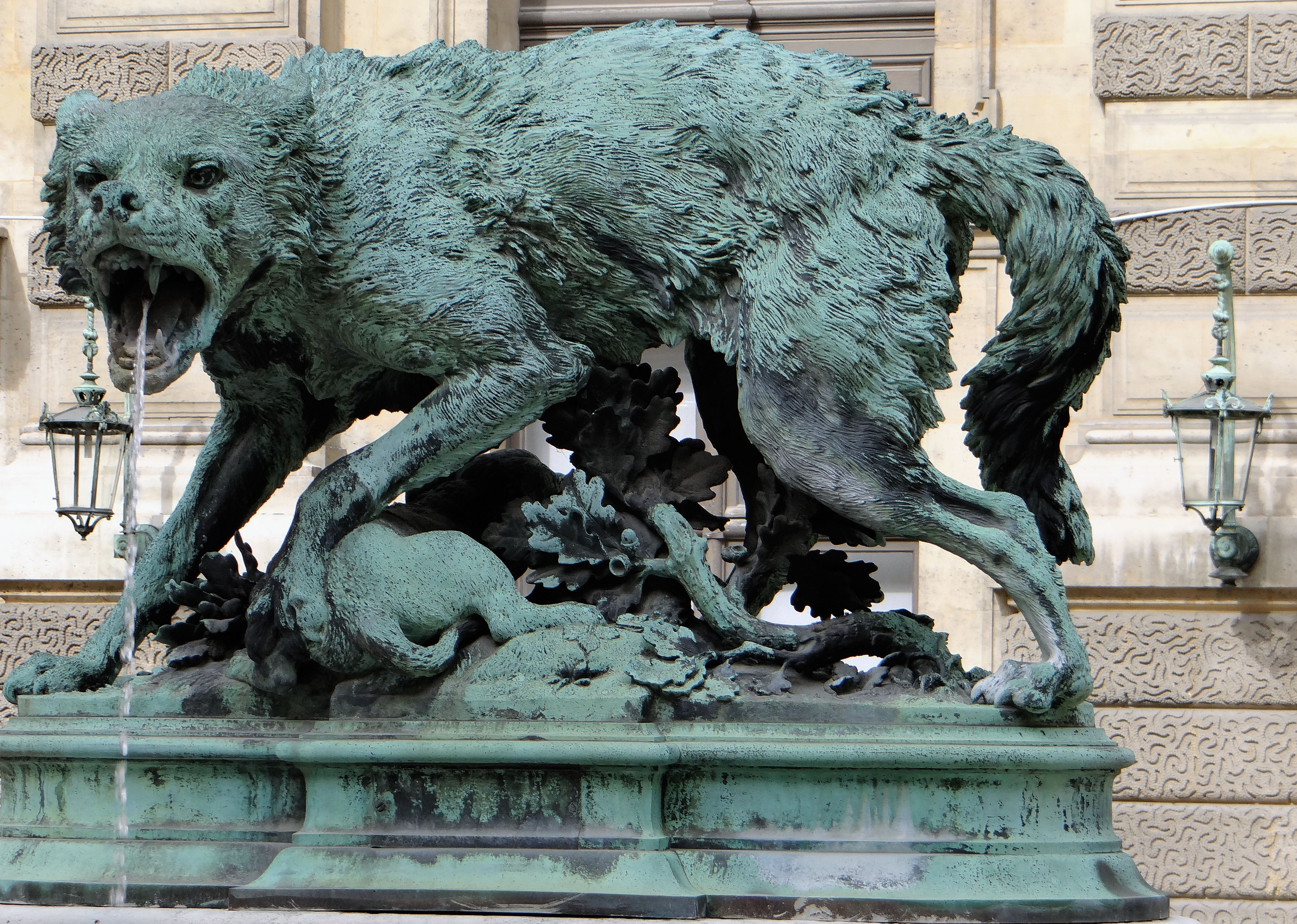
"Un lupo e i suoi piccoli"
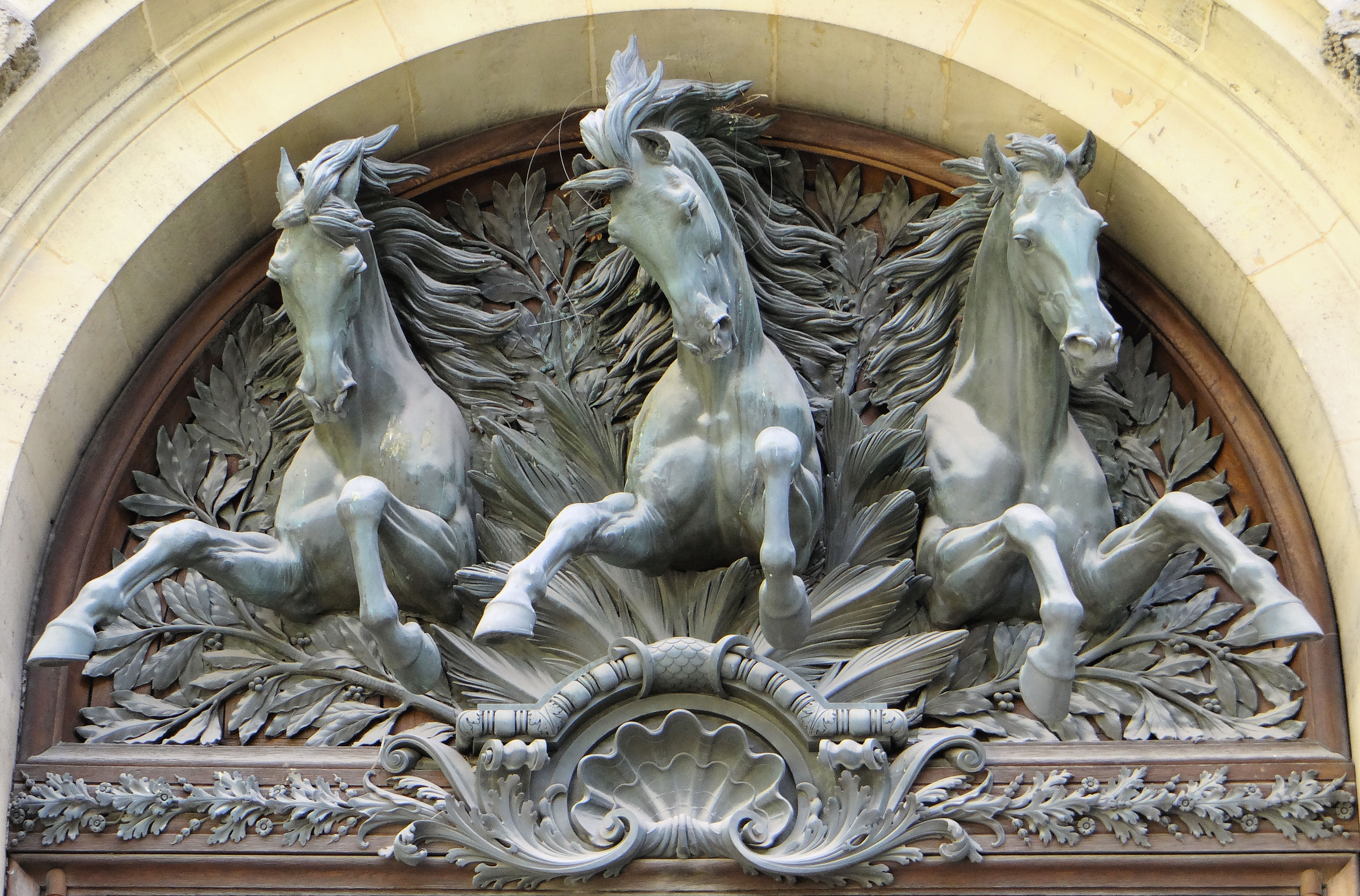
I cavalli di Rouillard sopra l'entrata del Manège
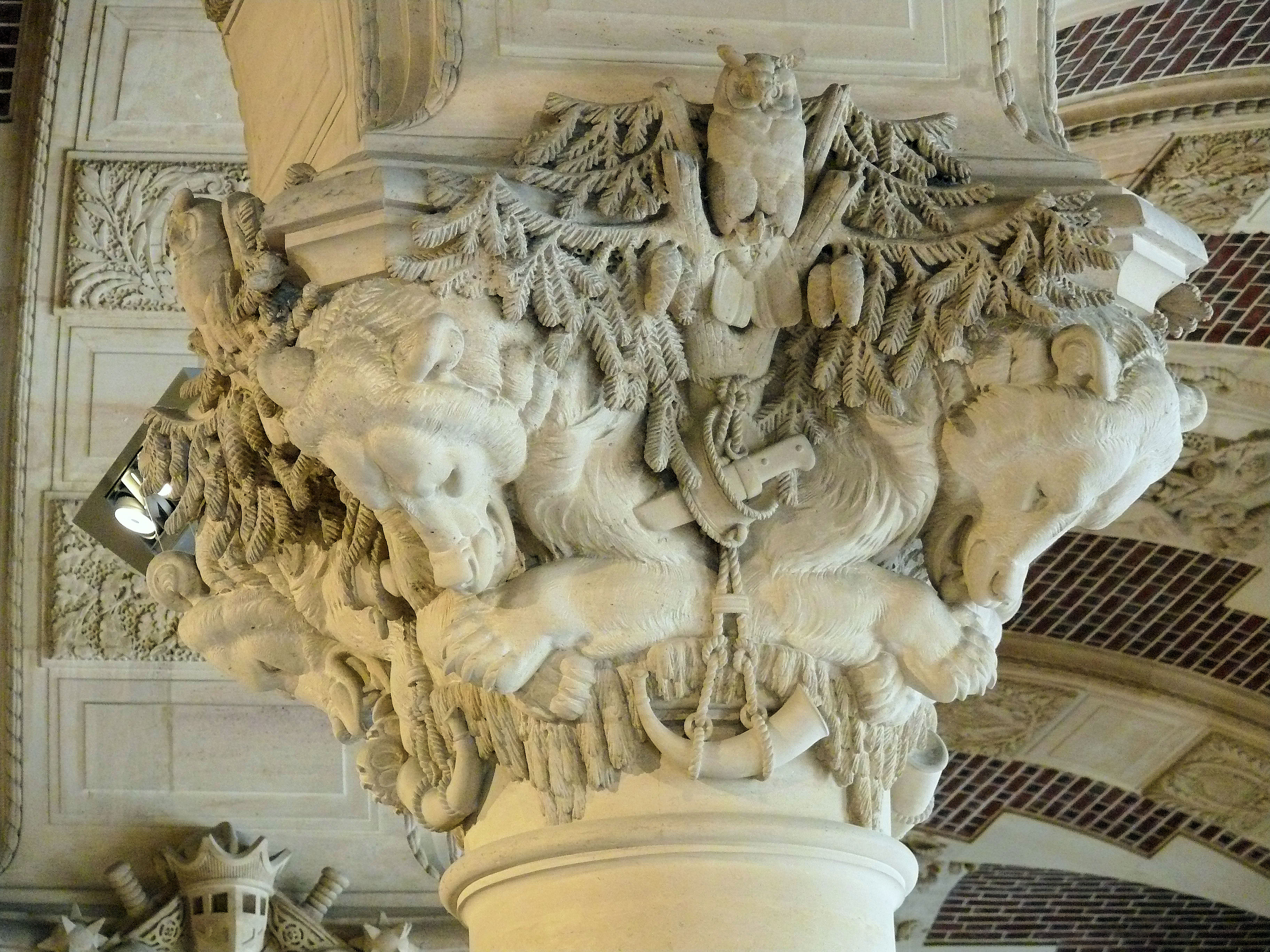
Uno dei capitelli della Salle du Manège

## Le ultime fasi

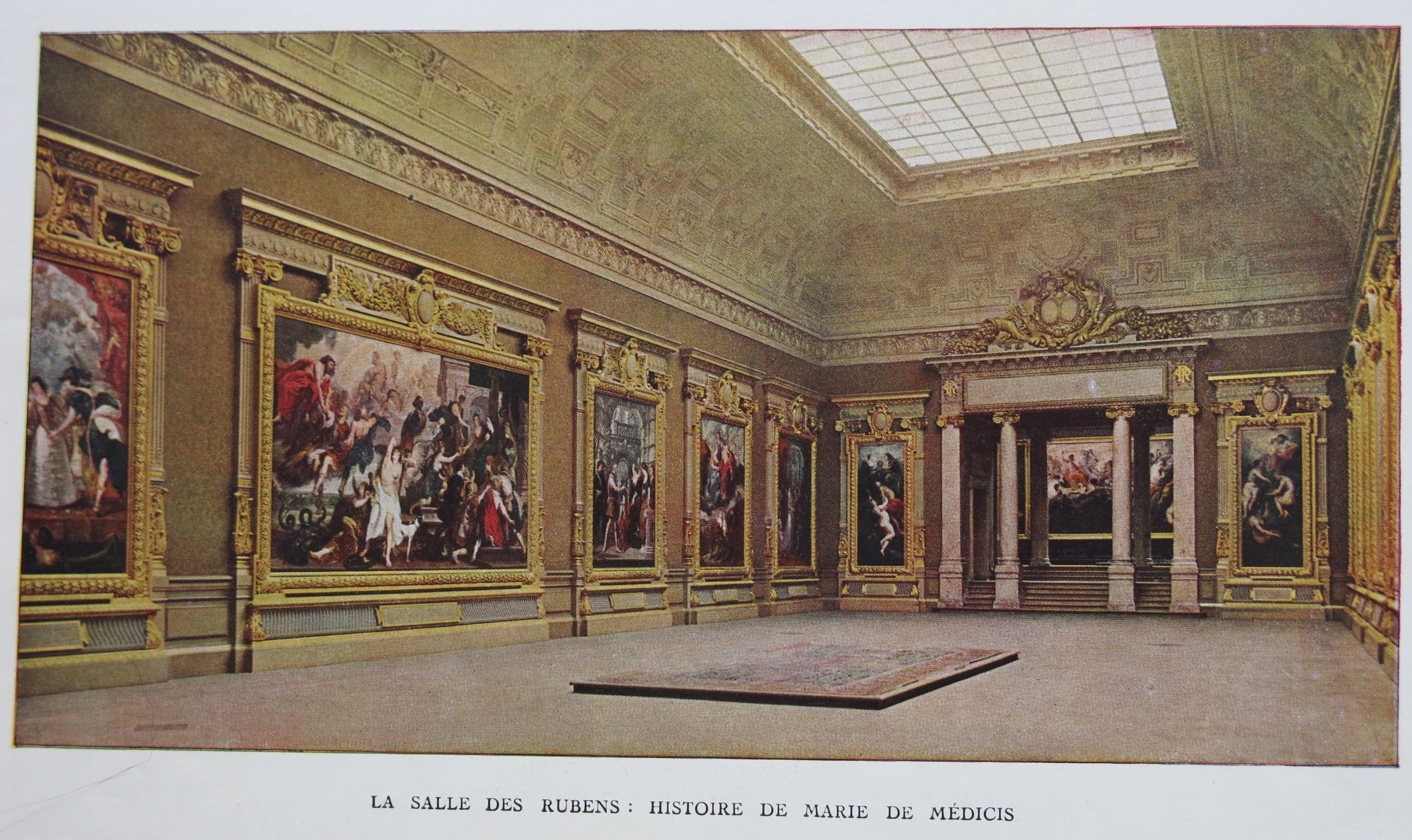
la Salle des Sessions nell'ala sud utilizzata dal 1900 per esporre il ciclo di Maria de' Medici di Rubens, qui in una fotografia colorata del 1929.

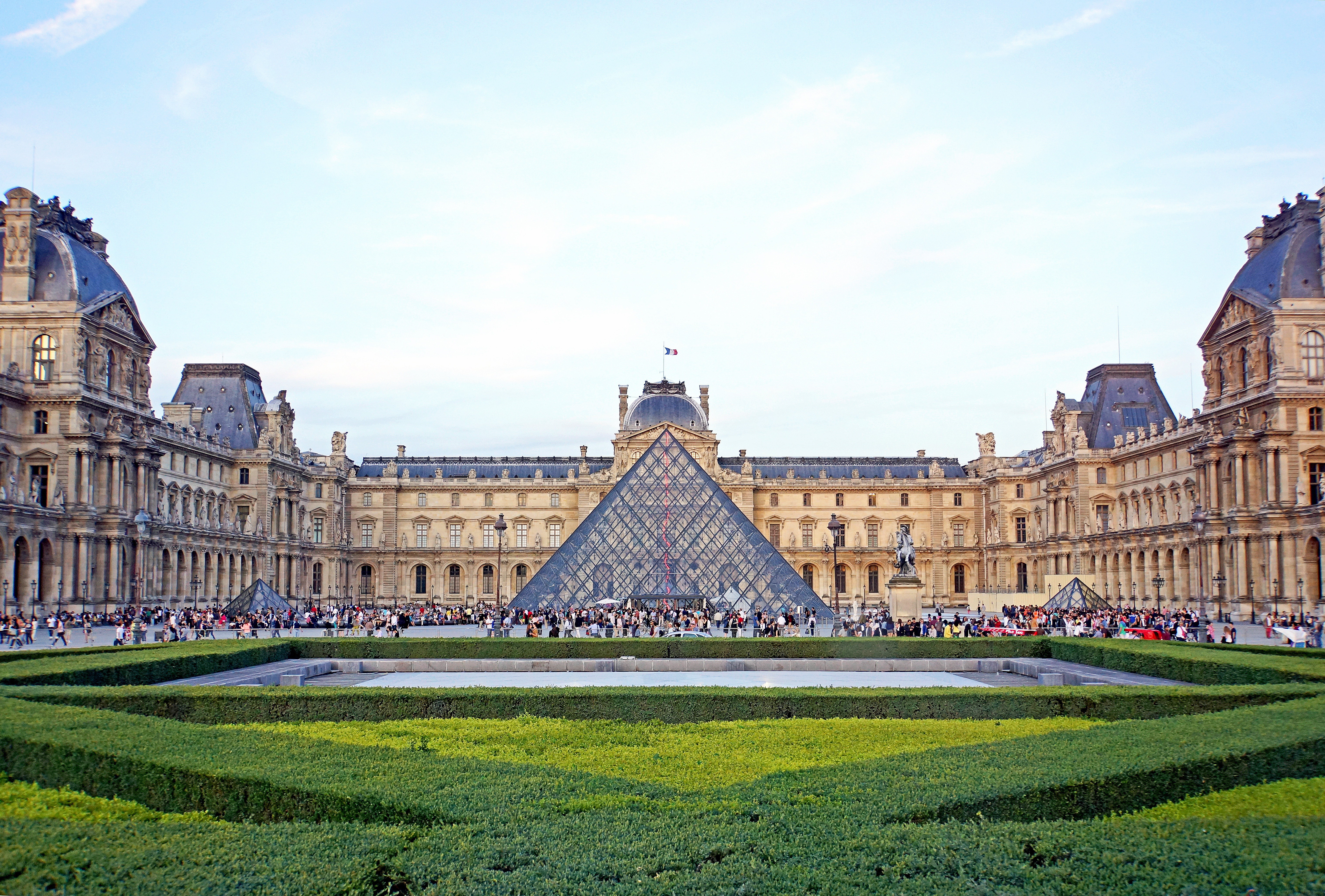
Il complesso dell'espansione di Napoleone III attorno alla moderna piramide del Louvre, 2014

Nel 1861, il Pavillon de Flore venne sottoposto a profonde ristrutturazioni. Dopo il completamento dell'espansione del Louvre, Napoleone III affidò a Lefuel il progetto di demolire e ricostruire completamente il pavillon e l'ala che lo connetteva al Nuovo Louvre. Il progetto portò alla creazione della Salle des Sessions per eventi pubblici espositivi. La facciata sud venne completamente mutata seguendo i dettami adottati da Louis Métezeau per la corrispondente ala est. Tra il Pavillon de Flore ed il Pavillon des Sessions, Lefuel creò un passaggio monumentale (chiamato all'epoca Guichet de l'Empereur, oggi Porte des Lions) tra il 1864 ed il 1869, adorno di due paia di leoni monumentali realizzati da Antoine-Louis Barye a sud e da leonesse di Auguste Cain a nord, con due ulteriori leonesse di Cain di fronte alla porte Jaujard. Sul limitare orientale del nuovo progetto, Lefuel creò tre architravi monumentali per connettere il Pont du Carrousel a sud con la rue de Rohan e con la parte a nord, noti come guichets du Carrousel o grands guichets du Louvre. Il progetto venne completato nel 1869 con la posa di una statua equestre di Napoleone III eseguita da Antoine-Louis Barye sopra le arcate del Grands Guichets.
L'insieme, ad ogni modo, non durò tanto dal momento che col crollo del secondo impero francese, la statua di Napoleone III venne abbattuta e distrutta. Alla fine della Comune di Parigi del 1871, il Palazzo delle Tuileries venne dato alle fiamme come del resto la Bibliothèque du Louvre. Lefuel, assieme a Eugène Viollet-le-Duc, difese l'opzione di riparare le rovine dell'edificio, ma morì poco dopo ed il parlamento francese decise nel 1882 di abbattere la struttura, in particolare per motivi politici che non volevano richiamare in alcun modo quello che era stato uno dei luoghi più noti del potere monarchico prima e poi imperiale in Francia. Dopo la rimozione delle rovine, il progetto previsto da Napoleone III e Leufel si presentava ormai profondamente alterato.
Nel contesto del progetto del Grand Louvre iniziato da François Mitterrand negli anni '80 del Novecento, il ministero delle finanze francese dovette lasciare l'ala nord del Louvre da dove si trovava sin dal 1871 per creare nuovi spazi per il museo. Gli spazi interni vennero perlopiù ricostruiti, ad eccezione di quelli storicamente rilevanti che vennero invece preservati e restaurati. Tra questi vi erano i tre scaloni monumentali (escalier Leufel, escalier du ministre e l' escalier Colbert), come pure gli appartamenti che erano già stati del duca di Morny (detti "di Napoleone III"). Il Café Marly, collocato appena fuori del museo del Louvre, venne aperto nel 1994 su disegno di Olivier Gagnère e realizzato in stile secondo impero per armonizzarsi col resto della struttura. Nel frattempo, anche la Cour Napoléon venne radicalmente trasformata con la costruzione della piramide del Louvre. 

## Influenza

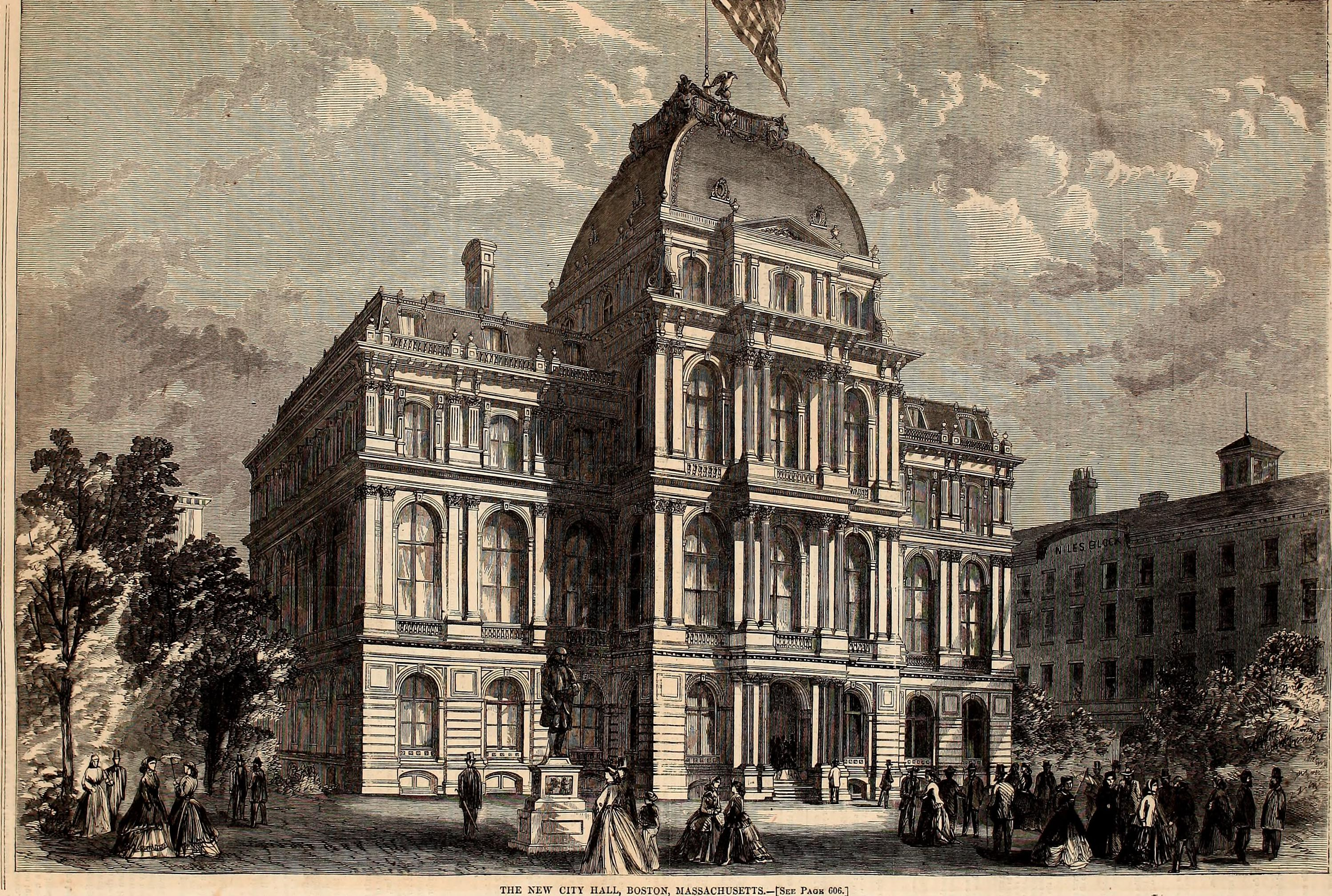
La Old City Hall di Boston, 1865

Il Nouveau Louvre ebbe una notevole influenza e divenne uno degli esempi più monumentali e più noti dello stile Napoleone III (noto anche come stile secondo impero), adottato successivamente anche in altri edifici non solo in Francia ma anche nel resto dell'Europa e del mondo. Esempi particolarmente noti sono la Old City Hall di Boston, negli Stati Uniti (costruita nel 1862-1865), l'State, War, and Navy Building di Washington DC (costruito nel 1871-1888), e la Philadelphia City Hall (costruita nel 1871-1901). 